# Moskauer Kreml

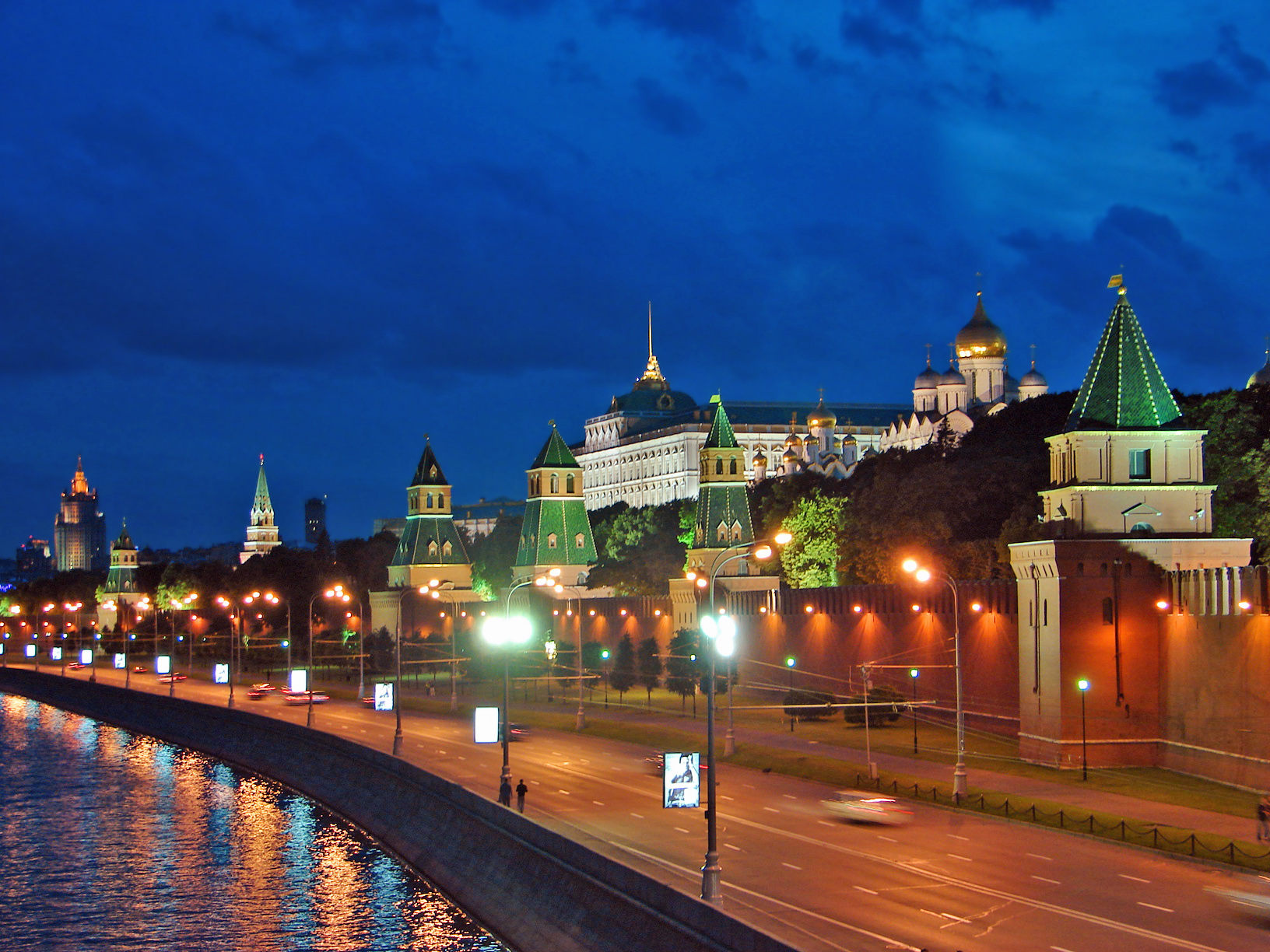
Die Moskwa und der Kreml in der Abenddämmerung (2007)

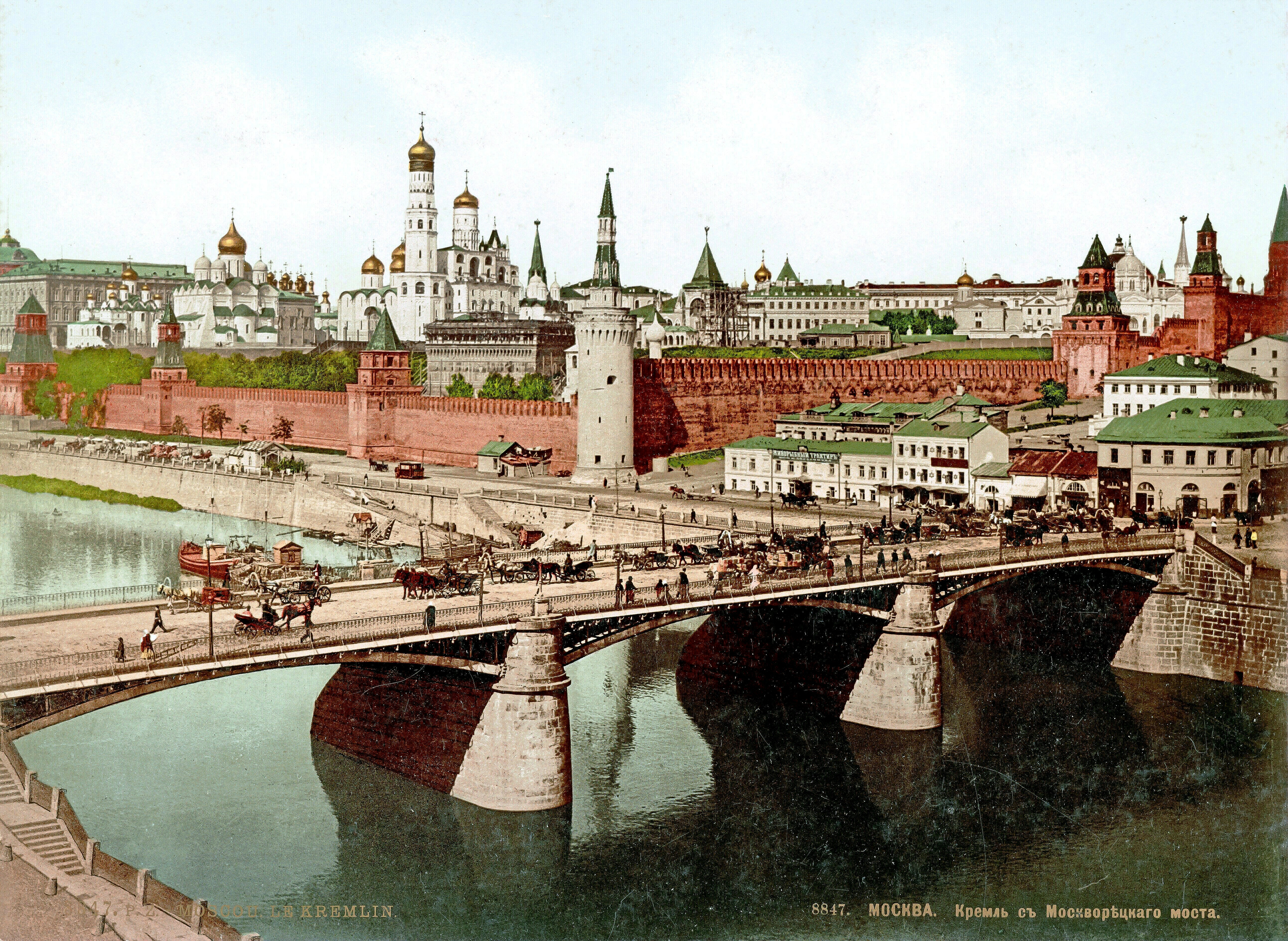
Der Kreml mit der Großen Moskwa-Brücke (um 1890)

Der Moskauer Kreml (russisch Московский Кремль; wiss. Transliteration Moskovskij Kremlʹ) ist der älteste Teil der russischen Hauptstadt Moskau und deren historischer Mittelpunkt. Wie schon während der Zarenzeit vor 1732 wurde der Kreml nach der Oktoberrevolution 1918 zum Zentrum der Staatsmacht: Zunächst Sitz der Sowjet-Regierung, ist er seit 1992 der Amtssitz des Präsidenten der Russischen Föderation. Der Begriff „Kreml“ wird auch als Metonym für die gesamte sowjetische und für die heutige russische Führung verwendet.
Die ursprüngliche, aus dem Mittelalter stammende Burg an der Moskwa wurde ab Ende des 15. Jahrhunderts als Zitadelle neu errichtet. Bis zum 16. Jahrhundert diente sie den Großfürsten von Moskau und anschließend bis zur Verlegung der Hauptstadt nach Sankt Petersburg Anfang des 18. Jahrhunderts den russischen Zaren als Residenz. Im Mittelalter und früher Neuzeit war der Kreml zugleich Sitz der Metropoliten und späteren Patriarchen von Moskau.
Kennzeichnend für das architektonische Ensemble des Moskauer Kreml ist sein Befestigungskomplex, der aus einer dreieckigen Begrenzungsmauer mit 20 Türmen besteht. Er wurde zum größten Teil in den Jahren 1485 bis 1499 erbaut und ist bis heute gut erhalten. Nach seiner Fertigstellung diente er mehrfach als Vorbild für ähnliche Festungen, die in anderen russischen Städten entstanden. Innerhalb der Kremlmauern befinden sich zahlreiche Sakral- und Profanbauten – Kathedralen, Paläste und Verwaltungsgebäude – aus verschiedenen Epochen. Der Kreml ist nicht zuletzt ein Museum und wurde als politisches und ehemals religiöses Zentrum Russlands 1990 in die Liste des UNESCO-Welterbes aufgenommen. Zusammen mit dem benachbarten Roten Platz, der ebenfalls auf dieser Liste steht, gilt der Kreml gemeinhin als bedeutendste Sehenswürdigkeit Moskaus.

## Allgemeine Beschreibung

### Geografie und Verkehr

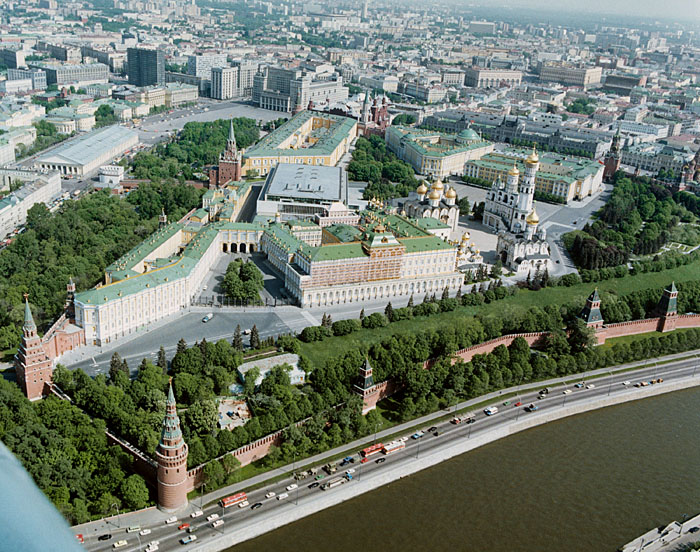
Kreml-Ansicht aus der Vogelperspektive

Das 27,5 Hektar große Gelände des Kremls befindet sich auf dem etwa 25 Meter hohen Borowizki-Hügel am linken Ufer der Moskwa, eines in diesem Bereich rund 120 Meter breiten Flusses aus dem Einzugsgebiet der Wolga. Unmittelbar westlich des Kremls mündet das Flüsschen Neglinnaja, dessen Flussbett seit Anfang des 19. Jahrhunderts durchgehend in einem unterirdischen Kanal liegt, in die Moskwa. Zuvor floss die Neglinnaja entlang des westlichen Abschnittes der Kremlmauer (genau dort, wo sich heute die Grünanlagen des Alexandergartens befinden) und stellte damit eines der beiden natürlichen Gewässer dar, die den Kreml umspülten und auf diese Weise einen zusätzlichen Schutz vor möglichen Überfällen boten. Wenige hundert Meter weiter flussabwärts – bereits weitab der Kremlmauern – liegt die Mündung der Jausa, eines weiteren Moskwa-Zuflusses.
Bei dem Borowizki-Hügel, der oft einfach nur als Kremlhügel bezeichnet wird, handelt es sich um eine natürliche Erhebung, die ihren Namen vermutlich vom altrussischen Wort bor für „Nadelwald“ hat. Er ist einer der sieben Hügel, auf denen der heutige Moskauer Stadtkern aufgebaut wurde. Zur Zeit der Gründung Moskaus wies er eine besonders gute strategische Lage für den Bau einer Stadt auf: Er wurde an zwei Seiten von Flüssen umspült und bot seinen Bewohnern aufgrund der erhobenen Lage nicht nur relativ hohe Sicherheit vor Angreifern, sondern auch einen guten Schutz vor Überschwemmungen, die sich in Moskau vor dem Bau des Wasserumleitungskanals Ende des 18. Jahrhunderts recht häufig ereigneten. Geografisch handelt es sich beim Borowizki-Hügel um eine der zahlreichen Erhebungen der Osteuropäischen Ebene, in deren Bereich das gesamte Stadtgebiet liegt.

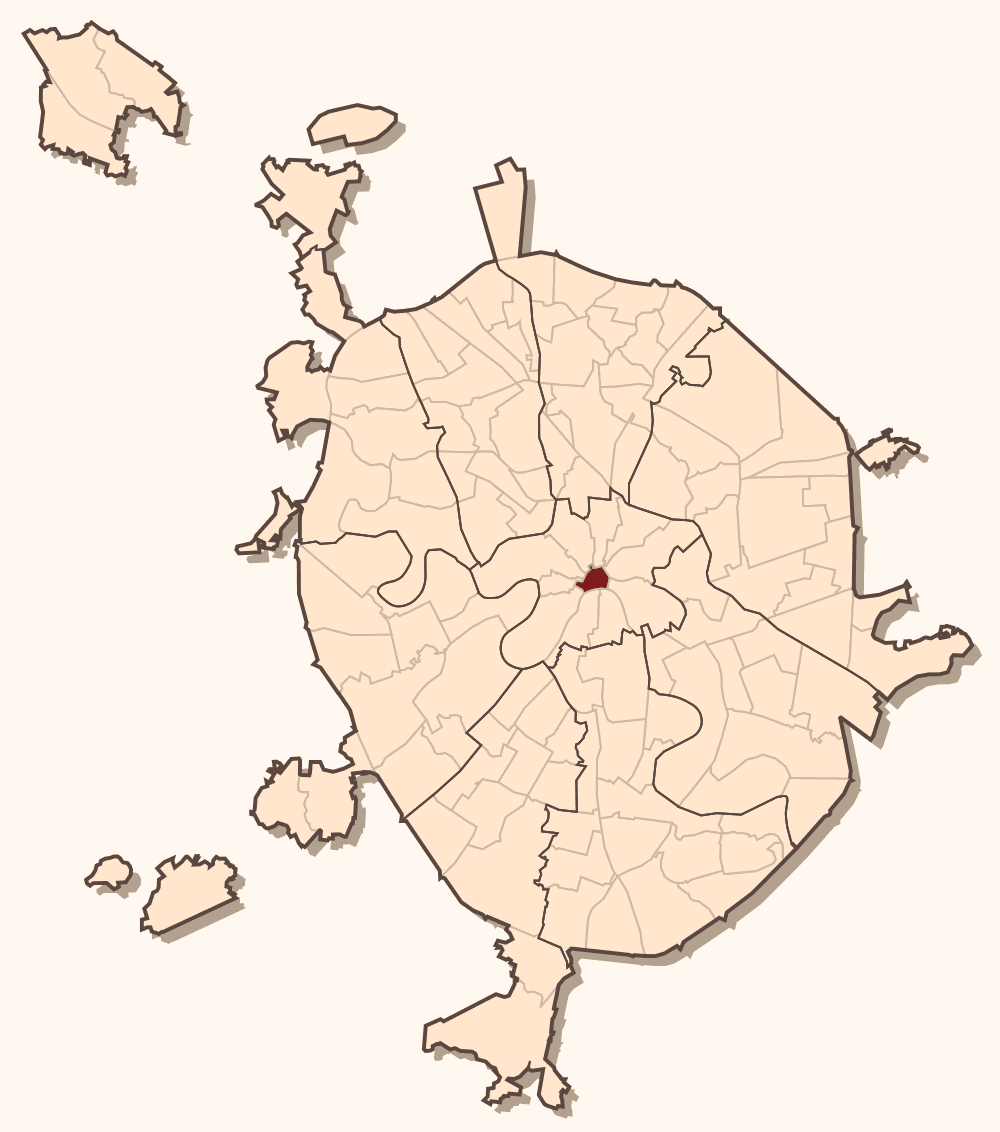
Der Kreml und Kitai-Gorod auf dem Moskauer Stadtplan, hier vor der am 1. Juli 2012 erfolgten Vergrößerung des Stadtgebiets

Das heutige Kreml-Areal weist näherungsweise die Form eines Dreiecks auf. Dessen Südseite ist komplett dem Moskwa-Ufer zugewandt, während die Westseite vormals von der Neglinnaja umspült wurde und heute an den Alexandergarten angrenzt. An den östlichen und nordöstlichen Abschnitt der Kremlmauer schließt sich der historische Stadtteil Kitai-Gorod an, dessen zentraler Platz als Roter Platz bekannt ist und neben dem Kreml zu den beiden wichtigsten touristischen Attraktionen Moskaus gehört. Er erstreckt sich fast über den gesamten östlichen Abschnitt der Kremlmauer parallel zu dieser.
Der Kreml befindet sich mitten in Moskaus historischem Stadtkern und war das geografische Zentrum der Stadt bis zum 1. Juli 2012, als durch die Eingliederung der neuen Verwaltungsbezirke Nowomoskowski und Troizk das Stadtgebiet auf über das Doppelte anwuchs. Der Kreml stellt den Ausgangspunkt sämtlicher wichtiger Radialstraßen dar, die vom Moskauer Zentrum aus in mehrere Richtungen führen. Bei Betrachtung des Kremls auf dem Moskauer Stadtplan ist seine Stellung als Kern des städtebaulichen Grundgerüstes Moskaus sichtbar, welcher eine vergleichsweise symmetrische, „spinnennetzartige“ Verknüpfung mehrerer größerer Ring- und Radialstraßen darstellt. Bei den ersteren handelt es sich um den nicht vollständig geschlossenen Boulevardring, der den Kreml etwa einen Kilometer von dessen Mauern entfernt umkreist, ferner um den gut einen Kilometer weiter außerhalb verlaufenden Gartenring sowie um die drei Moskauer Ringautobahnen (der Dritte Verkehrsring, der noch nicht komplett ausgebaute Vierte Verkehrsring und schließlich der zu einem großen Teil mit der Stadtgrenze zusammenfallende MKAD-Ring). Zu den wichtigsten Radialstraßen, die ihren Anfangspunkt vor den Kremlmauern haben, gehören die am Roten Platz beginnende Twerskaja-Straße (die stadtauswärts in die Fernstraße M10 nach Twer und Sankt Petersburg übergeht), die unmittelbar westlich des Kremls beginnende Wosdwischenka (die rund 500 Meter weiter westlich in den Neuen Arbat und stadtauswärts in die Magistrale M1 nach Smolensk, Minsk und Warschau übergeht) sowie die vor der südwestlichen Ecke der Kremlmauern beginnende Straße M3 nach Kaluga, Brjansk und Kiew.
Außer einem Straßenverkehrsknotenpunkt befindet sich in unmittelbarer Nähe des Kremls eine Vielzahl von Haltestellen und Stationen des öffentlichen Personennahverkehrs. So liegen allein vor dem Kutafja-Turm, dem heutigen Haupteingang des Kremls, die Zugänge zu vier Stationen der Moskauer Metro, weitere acht U-Bahnhöfe sind ebenfalls in fußläufiger Nähe zum Kreml und zum Roten Platz zu finden.

### Aufbau
Das Ensemble des Moskauer Kremls besteht einerseits aus dem Befestigungskomplex, der die aus dem späten 15. Jahrhundert stammenden Mauern und Wachtürme beinhaltet, andererseits aus der Gesamtheit der Bauwerke, Denkmäler, Straßen und Plätze innerhalb dieser Festungsmauern.

#### Befestigungsanlagen
Die dunkelrote backsteinerne Kremlmauer ist auf ihrem gesamten Verlauf 2235 Meter lang. Abhängig von den jeweiligen topografischen Verhältnissen weist sie ohne Berücksichtigung der in sie eingebauten Türme eine Höhe von 5 bis 19 Meter auf und ist mindestens 3,5 Meter dick; an einzelnen Stellen, die im Mittelalter als besonders angriffsgefährdet galten, beträgt die Dicke der Kremlmauer bis zu 6,5 Meter. Neben der eigentlichen Mauer zählen die 20 Kremltürme zum Befestigungskomplex der Zitadelle. Mit Ausnahme des erst 1680 für rein dekorative Zwecke aufgestellten Zarenturms entstanden alle Türme zeitgleich mit der Mauer. Bei ihrem Bau hatten sie eine rein verteidigungstechnische Funktion und wurden erst im 17. Jahrhundert, als die Bedeutung des Kremls als Festung allmählich zurückging, für Repräsentationszwecke aufgestockt und dabei mit ihren charakteristischen Zeltdächern und Turmspitzen ausgestattet. Alle 20 Kremltürme sind in ihrer Form und Höhe unterschiedlich, wenngleich es mehrere Türme gibt, die beim oberflächlichen Vergleich sehr ähnlich aussehen. Der höchste Turm ist der im Mittelbereich des westlichen Mauerabschnittes stehende Dreifaltigkeitsturm, der einschließlich der Turmspitze und des sie krönenden roten Sterns eine Höhe von 80 Metern aufweist.
Vier Kremltürme verfügen in ihrem Basisteil über Durchfahrtstore, über die heute der Eingang bzw. die Einfahrt in den Kreml erfolgt. Dies sind der Borowizki-Turm und der Dreifaltigkeitsturm am Westabschnitt der Mauer sowie der Nikolaus- und der Erlöserturm an der zum Roten Platz hin gewandten Seite. Über die ersteren beiden Tore können Besucher den Kreml betreten und verlassen, während die beiden am Roten Platz gelegenen Eingänge zurzeit dem Personal der im Kreml ansässigen Behörden und den Soldaten der Kreml-Garnison vorbehalten sind.

#### Innere Struktur

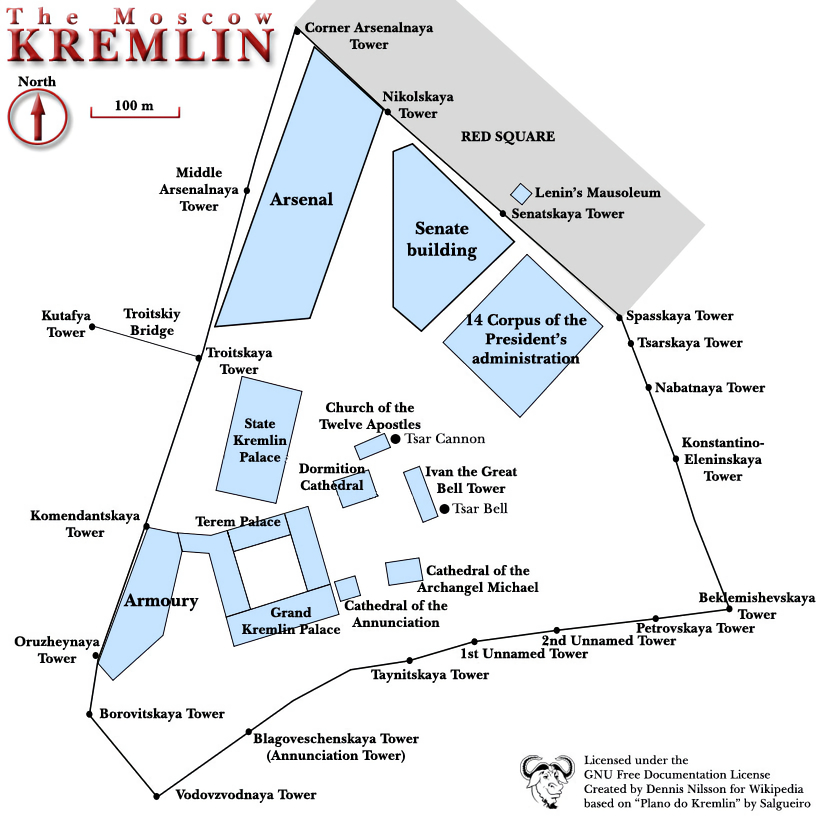
Lageplan der Kreml-Bauwerke

Das von der Festungsmauer umgebene Areal des heutigen Kremls besitzt seit seiner Errichtung Ende des 15. Jahrhunderts seine annähernd dreieckige Form mit den drei nach Norden, Südwesten und Südosten gerichteten Spitzen.
Einige der Bauwerke auf dem Kremlterritorium stehen unmittelbar an der Kremlmauer oder sind sogar – so das Arsenal – an sie angebaut. Lediglich der südliche Mauerabschnitt, der sich entlang der Moskwa erstreckt, verfügt heute nicht über zusätzliche Bauten. Dort erstreckt sich an den Abhängen von der Hügelspitze zum Ufer hin der sogenannte Geheimgangsgarten (Тайницкий сад), die größte Grünanlage auf dem Gelände des Kremls, die nach einem der Wachtürme am südlichen Mauerabschnitt benannt ist. Ein als dekorative Parkanlage ausgebauter Teil des oberen Bereichs dieses Gartens ist für die Öffentlichkeit zugänglich, während die Bereiche unmittelbar an der Kremlmauer gegenwärtig ausschließlich für Dienstzwecke verwendet werden. Dort befinden sich auch einige kleine Wirtschafts- und Verwaltungsbauten, die keinen architektonischen Erhaltungswert haben und daher nicht zum eigentlichen Kremlensemble gehören.
Ein großer Teil der Kreml-Bauwerke liegt etwas weiter hinter den Mauern und wird durch Straßen und Plätze getrennt, die ähnlich allen anderen Moskauer Straßen und Plätzen eigene Namen haben. Zu den bekannten Plätzen im Kreml zählen vor allem die beiden für Touristen zugänglichen Plätze: Der Iwanplatz und der Kathedralenplatz (russ. Ивановская площадь bzw. Соборная площадь). Der Erstere, benannt nach der einst hier stehenden Kirche des Heiligen Johannes (Iwan) Klimakos, ist vor allem durch seine historische Bedeutung bekannt: Vom 14. bis zum 17. Jahrhundert war er der größte und wichtigste Moskauer Platz für Versammlungen und Volksfeste; hier wurden unter anderem Zarenerlasse dem Volk verkündet. Der Kathedralenplatz ist durch sein in sich geschlossenes architektonisches Ensemble bekannt: Hier stehen mit der Mariä-Entschlafens-, der Erzengel-Michael- und der Mariä-Verkündigungs-Kathedrale sowie der Mariä-Gewandniederlegungs-Kirche und dem Glockenturm Iwan dem Großen die fünf erhaltenen kirchlichen Bauwerke des Kremls. Geographisch bildet der Kathedralenplatz zudem den Mittelpunkt des Kremlgeländes sowie den höchsten Punkt des Kremlhügels.
Das Wegenetz innerhalb des Kremls umfasst im Wesentlichen vier Hauptstraßen, die den Kern der Festung einschließlich des Iwanplatzes und des Kathedralenplatzes mit ihren Durchfahrtstoren verbinden. Die Borowizki-Straße (russ. Боровицкая улица) führt vom Tor des Borowizki-Turmes entlang des Geheimgangsgartens, vorbei an der Rüstkammer und dem Hauptgebäude des Großen Kremlpalastes, zum Iwanplatz. Dort geht sie in die Erlöserstraße (Спасская улица) über, die den Iwanplatz mit dem Erlöserturm und damit auch dem Roten Platz verbindet. In nördliche Richtung zweigt vom Iwanplatz die Nikolausstraße (Никольская улица) zum Nikolaus-Turm ab; an ihr liegen einander gegenüber die beiden aus dem 18. Jahrhundert stammenden Gebäude des Arsenals und des Senatspalastes sowie der nach Letzterem benannte kleine Senatsplatz (Сенатская площадь). Im Westen endet der Iwanplatz am Dreifaltigkeitsturm. Mit der Borowizki-Straße verbindet ihn und den Dreifaltigkeitsturm eine weitere Straße, die nach dem in ihrer Nähe gelegenen Großen Kremlpalast den Namen Palaststraße (Дворцовая улица) trägt. Der von Süden durch einen gusseisernen Zaun abgesperrte Platz am Kreuzungspunkt der Palast- und der Borowizkistraße wird gelegentlich als Palastplatz (Дворцовая площадь) oder auch als Kaiserplatz (Императорская площадь) bezeichnet.

### Zugänglichkeit für Touristen

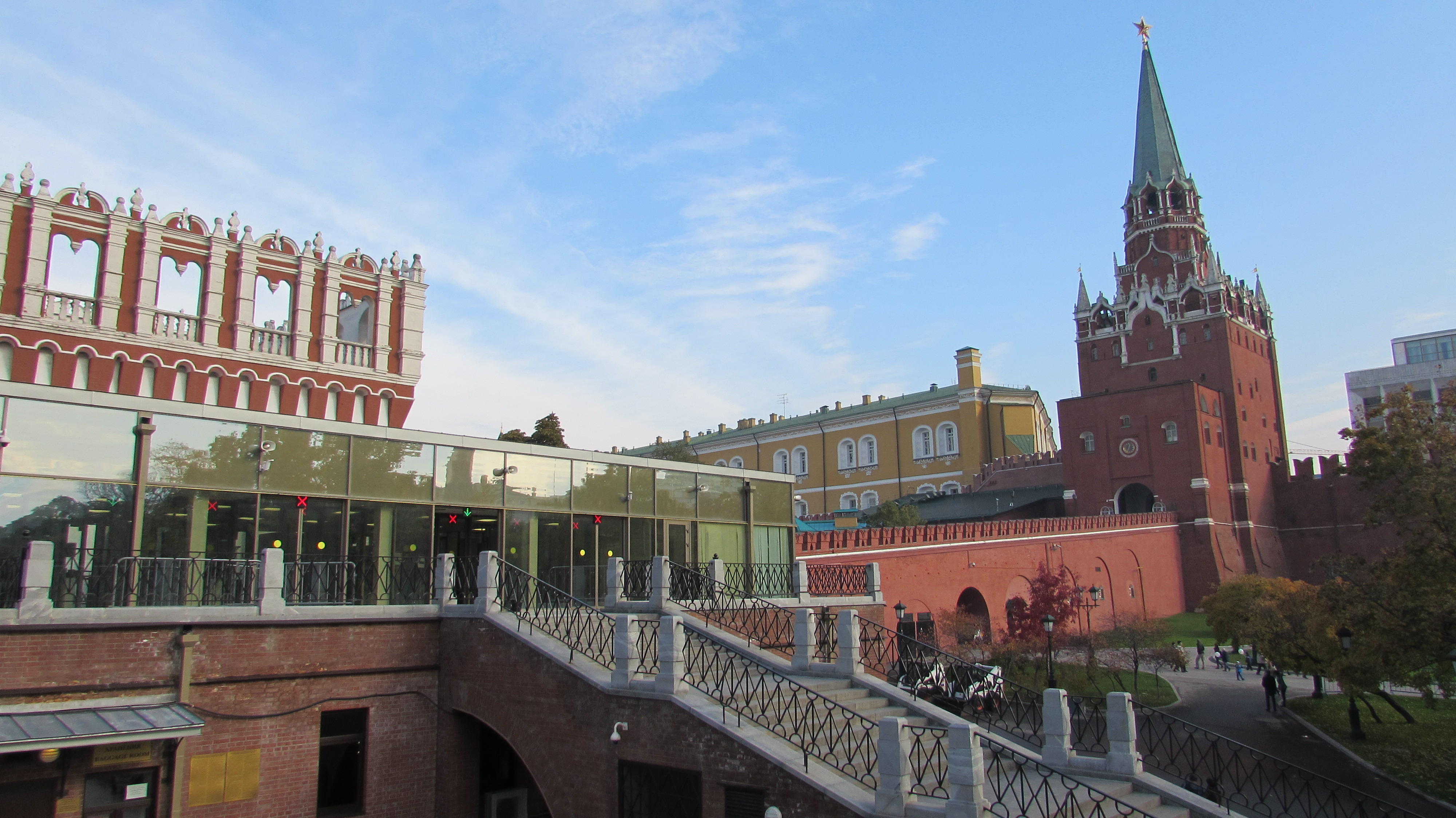
Besuchereingang

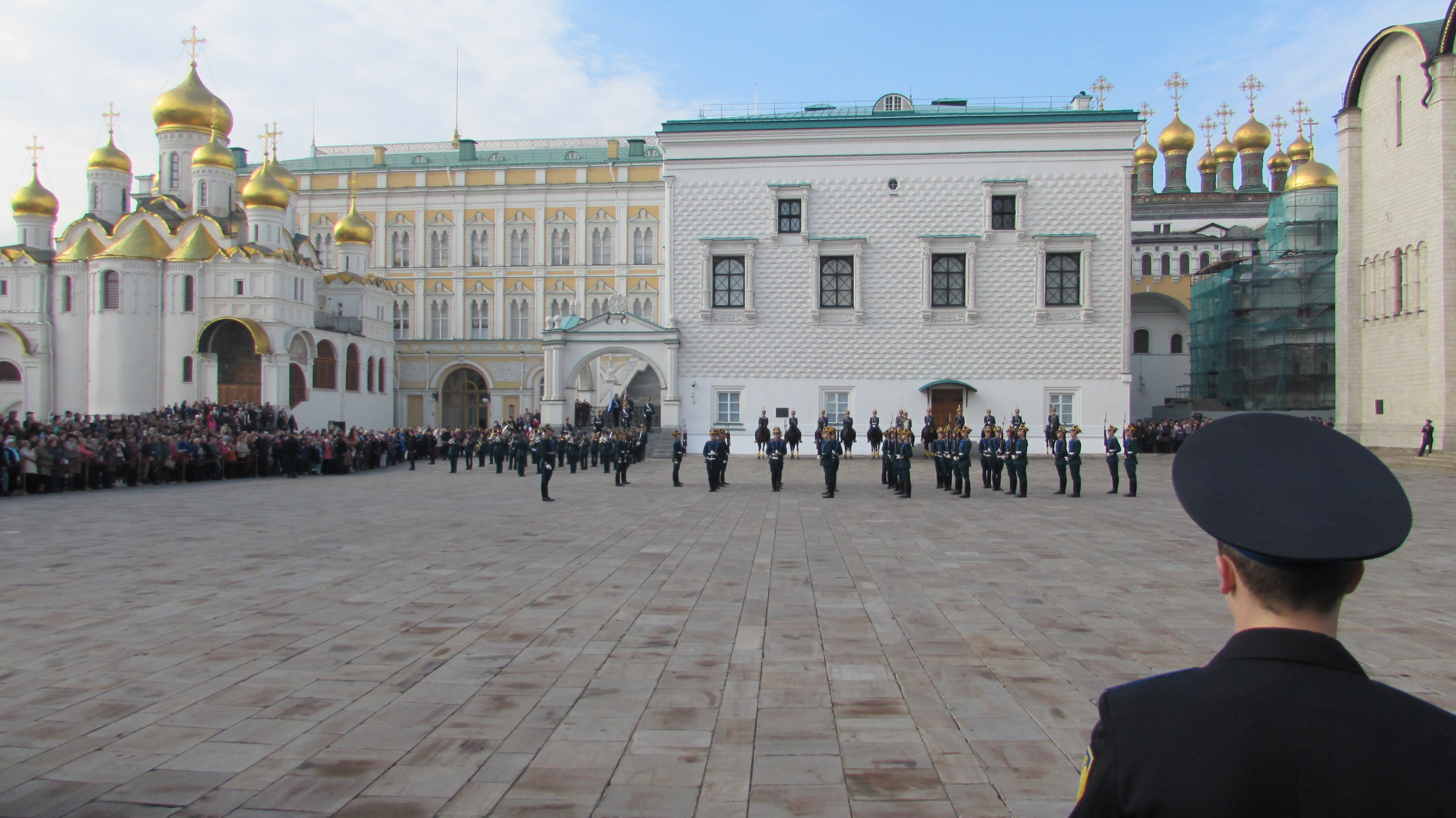
Wachablösung auf dem Kathedralenplatz (Oktober 2014)

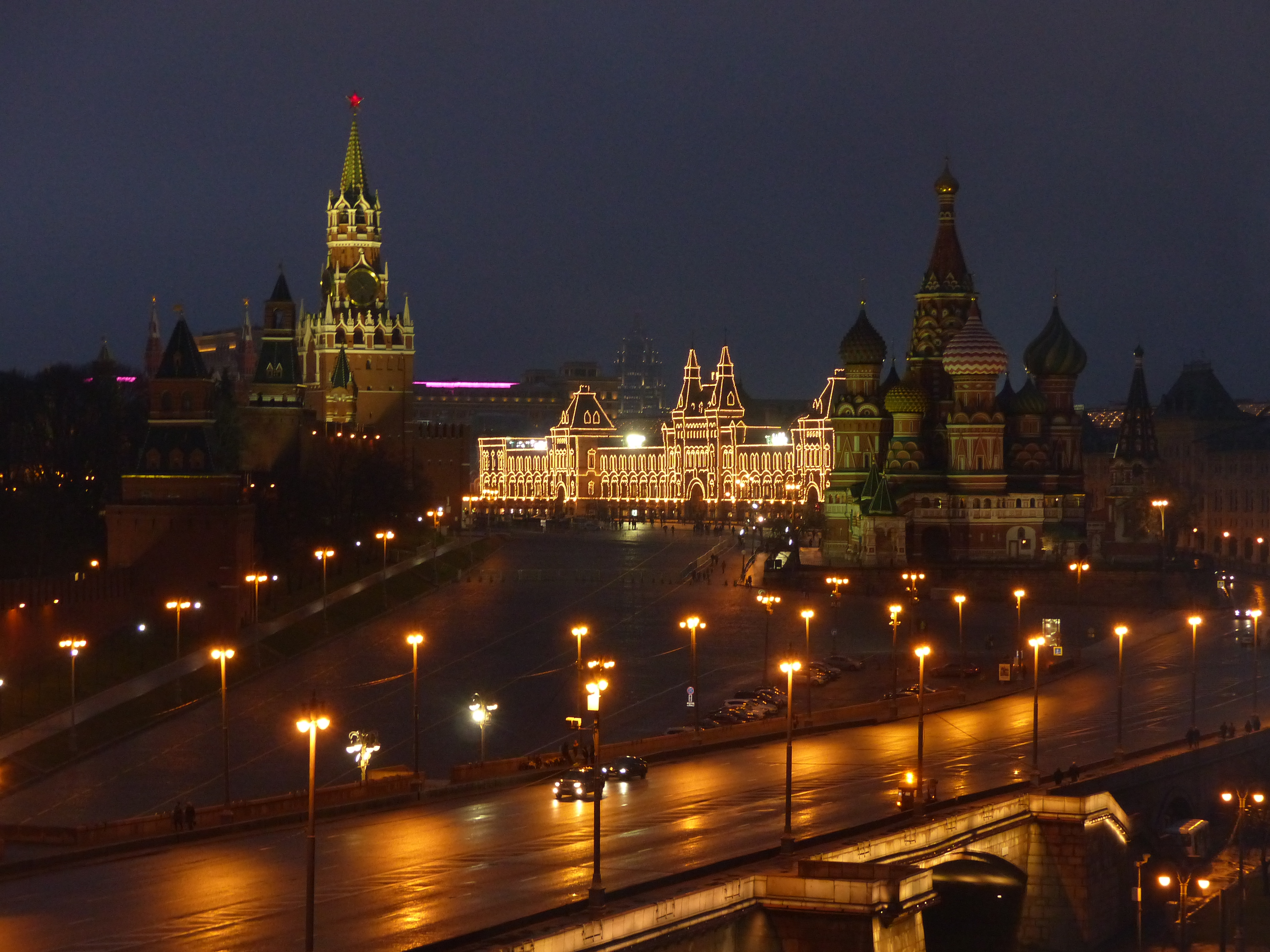
Kreml bei Nacht

Seitdem der Moskauer Kreml Mitte des 20. Jahrhunderts nach einer dreißigjährigen Pause wieder öffentlich zugänglich wurde, erfüllt er gleichzeitig zwei Schlüsselfunktionen: Er ist einerseits Amtssitz des russischen Präsidenten (bzw. war bis zum Zerfall der Sowjetunion im Jahre 1991 Sitz der sowjetischen Regierung), andererseits aber ein Freilichtmuseum und eine Touristenattraktion. Bedingt durch die Funktion als Präsidentensitz ist der Kreml ein besonders gesicherter Bereich, der für die Öffentlichkeit – im Gegensatz zum Roten Platz, dem Alexandergarten und anderen Außenbereichen – nur mit bestimmten Einschränkungen zugänglich ist. Touristen können in den Kreml über die beiden Eingänge am Kutafja- und am Borowizki-Turm eintreten und müssen dabei eine Sicherheitskontrolle passieren. Größere Taschen und Rucksäcke dürfen nicht auf das Kremlterritorium mitgenommen werden. Der Eintritt in den Kreml ist kostenpflichtig; eine reguläre Eintrittskarte kostet 1400 Rubel (Stand: August 2025; umgerechnet etwa 15 Euro), erhältlich sind auch verbilligte Tickets z. B. für Schüler, Studenten oder Rentner. Für den Besuch der Rüstkammer und der Ausstellungen im Patriarchenpalast muss jeweils ein separates Ticket erworben werden.
Innerhalb des Kremls ist eine Reihe von Bereichen für die Öffentlichkeit im Allgemeinen nicht zugänglich. Dies betrifft vor allem den zum Amtssitz des Präsidenten zählenden Gebäudekomplex rund um den Senatspalast, aber auch die Palaststraße, in der die Kreml-Kommandantur ihren Sitz hat. Eine Reihe von Bauwerken – darunter der Senatspalast, das Arsenal sowie sämtliche Kremltürme – sind gegenwärtig ebenfalls gesperrt und können nur von außen besichtigt werden. Für die Sicherheit des Kremls und der umliegenden Bereiche ist neben der Kreml-Kommandantur der für den Personenschutz des Präsidenten zuständige Inlandsgeheimdienst FSO zuständig. Unter dessen Federführung steht auch die im Arsenalgebäude ansässige Kreml-Garnison, die gelegentlich auch als Präsidenten- oder Kremlregiment (russ. Кремлёвский полк) bezeichnet wird. Neben der Bewachung der Kremlobjekte erfüllt sie zusätzlich rein repräsentative Zwecke: Ihre Soldaten halten Ehrenwache am Kriegsmahnmal mit dem Grab des unbekannten Soldaten im Alexandergarten und begleiten mit feierlichen Aufmärschen wichtige Staatszeremonien. Zum Regiment gehört auch eine Kavallerieeinheit, die in den Sommermonaten regelmäßig Wachablösungsschauen auf dem Kathedralenplatz des Kremls veranstaltet.

## Geschichte

### Entstehung
Die Entstehung des eigentlichen Kremls ist eng mit der Gründung und dem weiteren Aufbau der Stadt Moskau verbunden, die vermutlich im 11. oder 12. Jahrhundert erfolgt ist. Trotzdem konnte bei mehreren Ausgrabungen die Existenz noch weitaus älterer Menschenansiedlungen auf dem Borowizki-Hügel nachgewiesen werden. So fand man auf Teilen des heutigen Kremlgeländes Spuren des finno-ugrischen Volkes der Merja aus der Eisenzeit. Die Besiedelung der Moskwa-Ufer mit slawischen Völkern, die als Vorfahren der heutigen Russen bezeichnet werden können, setzte hingegen erst gegen Ende des 1. Jahrtausends ein. Damals erschlossen zahlreiche Siedler aus südlicheren Gebieten der Kiewer Rus die bis dato als unerforscht geltenden, sehr waldreichen Gebiete der Osteuropäischen Ebene rund um die Wolga und Flüsse aus ihrem Einzugsgebiet. Deren erste Siedlungen auf dem heutigen Moskauer Stadtgebiet lassen sich bis heute vor allem anhand zahlreicher Hügelgräber (sogenannter Kurganen) nachweisen. Auch unmittelbar auf dem Borowizki-Hügel wurden bei Ausgrabungen immer wieder Gegenstände und Befestigungsreste – darunter Spuren eines künstlichen Wassergrabens von bis zu neun Meter Tiefe und 3,8 m Breite – aus der Zeit vor der Christianisierung des Rus (Ende des 10. Jahrhunderts) gefunden.
Als sich etwa ab dem 10. Jahrhundert allmählich erste Städte und kleinere Staaten (Fürstentümer) quer über den europäischen Teil des heutigen Russlands zu bilden begannen, könnte auch am Moskwa-Ufer zwischen den Mündungen der Neglinnaja und der Jausa eine befestigte Siedlung entstanden sein, die als erster russischer Vorläufer des Kremls betrachtet werden kann. Der Kremlhügel eignete sich hierfür sehr gut: Jenes Grundstück auf einer natürlichen Erhebung, die an zwei Seiten von Flüssen umspült wurde und ursprünglich auch merklich höher und steiler war als heute, wies eine strategisch und verteidigungstechnisch äußerst günstige Lage auf. Die genauere Entstehungszeit der Befestigung lässt sich jedoch heute nicht bestimmen. Offiziell gilt zwar das Jahr 1147 als Gründungsjahr Moskaus, allerdings wurde Moskau in erhaltenen schriftlichen Urkunden jenes Jahres als eine bereits länger existierende Ortschaft erwähnt.
Eindeutig nachweisbar ist die Entstehung sowohl des Kremls als auch der eigentlichen Stadt Moskau erst aus Urkunden des späteren 12. Jahrhunderts. Eine davon stammt aus dem Jahr 1147 und gilt zugleich als Gründungsurkunde der Stadt: Dort ist von einer pompösen Feierlichkeit die Rede, die der Susdaler Großfürst Juri Dolgoruki (wörtlich „der Langhändige“) in dem vermeintlich von ihm gegründeten Moskau aus Anlass eines militärischen Sieges über Teile der damaligen Republik Nowgorod veranstalten ließ. Daher wird als Entstehungsdatum des Kremls im Allgemeinen das Jahr 1156 angenommen, als Juri Dolgoruki laut einer Urkunde aus dem Fürstentum Twer seine neugegründete Stadt im Kampf gegen verfeindete Fürstentümer als Burg ausbauen ließ.

### Frühgeschichte
Da von den ursprünglichen Bauwerken des Kremls heute nichts mehr erhalten ist, können Rückschlüsse auf das mögliche Aussehen der Burg im 12. Jahrhundert nur anhand archäologischer Funde gezogen werden. Offenbar war die Umfriedung wie auch andere Verteidigungsanlagen aus Holz errichtet worden, da man steinerne Festungen in russischen Ländern erst einige Jahrhunderte später zu bauen begann. Die Gesamtlänge der Umfriedung betrug wahrscheinlich nur rund 500 Meter; somit war die Ausdehnung des Burggeländes weitaus geringer als die heutige und beschränkte sich auf ein kleines Dreieck im Bereich der Neglinnaja-Mündung. Genau dort, im südwestlichen Teil des heutigen Kremls, wurden Mitte des 19. Jahrhunderts beim Bau des Rüstkammergebäudes Reste von Holzpfählen aus der Kremlmauer des 12. Jahrhunderts entdeckt.
Die Bezeichnung Kreml tauchte zu jener Zeit noch nicht in Urkunden auf, stattdessen wurde der befestigte Ort an der Moskwa einfach nur die Stadt (russ. город) genannt. Der Begriff Kreml begann sich vermutlich erst ab dem 14. Jahrhundert durchzusetzen. Dessen Herkunft wird am häufigsten im Russischen bzw. im Urslawischen vermutet; so wurden befestigte Kerne größerer altrussischer Städte manchmal als krom, krem oder kremnik bezeichnet (beispielsweise nannte sich der alte Stadtkern von Pskow ebenfalls krom). Es existieren aber auch Hypothesen, die eine fremdsprachige Herkunft des Begriffes annehmen: Eine davon besagt beispielsweise, Kreml sei vom altgriechischen Wort krimnos für „steiles [Fluss-]Ufer“ abgeleitet worden, das angeblich byzantinische Gäste nach Moskowien eingeschleppt hätten.
Aufgrund häufiger Feuersbrünste und Überfälle waren die hölzernen Befestigungsanlagen nicht von Dauer und mussten immer wieder neu errichtet werden. Bekannt ist beispielsweise, dass der Kreml im Jahre 1179, somit nur etwa 20 Jahre nach seiner vermuteten Entstehung, vom Rjasaner Fürsten Gleb Rostislawitsch niedergebrannt wurde. Auch im 13. Jahrhundert wurde Moskau mehrmals angegriffen, so im Jahr 1238 vom tatarischen Khan Batu sowie 1293 erneut von Tataren unter Tohtu. Beide Male wurde die Burg verwüstet und ihre Bauwerke zerstört oder stark beschädigt.

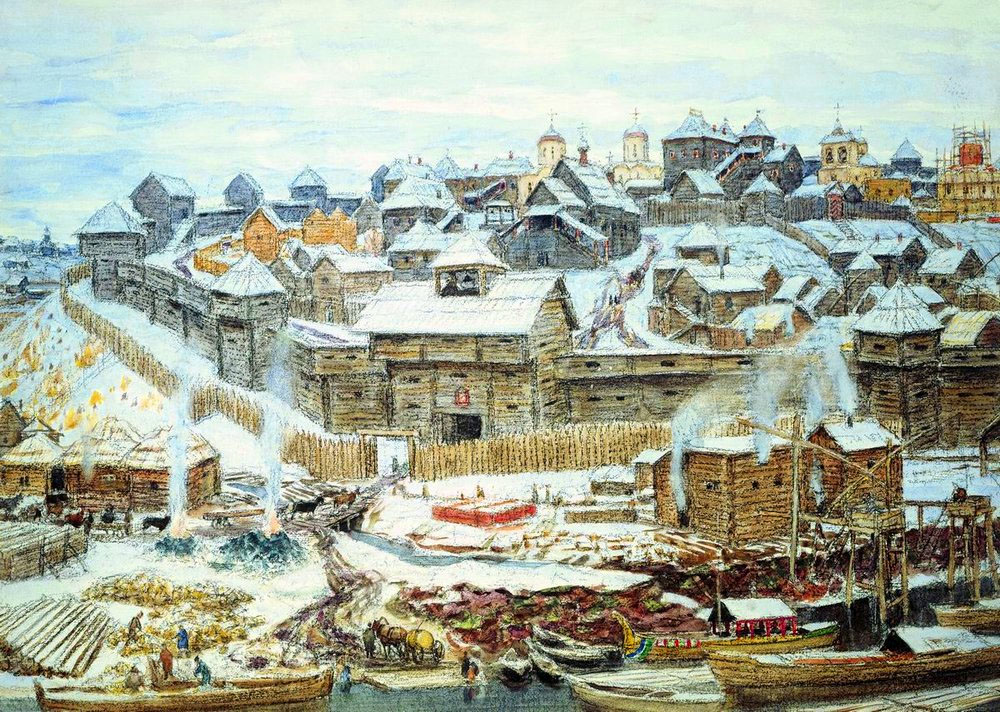
Der hölzerne Moskauer Kreml unter Iwan Kalita. Ein Aquarell (1921) von Apollinari Wasnezow

Eine erste radikale Erneuerung des Kremls setzte 1339 unter dem Großfürsten Iwan I. „Kalita“ ein. Die veraltete und bei vorherigen Angriffen und Bränden (1331 und 1337) vielfach beschädigte Burg wurde abgetragen, um an ihrer Stelle einen neuen Kreml zu errichten. Dessen nunmehr rund 1670 Meter langen Mauern wurden aus massivem Eichenholz erbaut und zum besseren Schutz vor Feuer außen zusätzlich mit Ton verkleidet. Fertiggestellt wurden die Anlagen Anfang des Jahres 1340 nach einer Bauzeit von nur wenigen Monaten. Außerdem ließ sich Iwan im Kreml einen ebenfalls hölzernen Großfürstenpalast bauen. Noch gut ein Jahrzehnt zuvor, im Jahr 1327, wurde im Kreml mit der Mariä-Entschlafens-Kathedrale, dem ersten Vorgängerbau der heutigen gleichnamigen Kremlkathedrale, erstmals ein steinernes Kirchengebäude errichtet. Im Übrigen ließ sich der Moskauer Metropolit Peter zur gleichen Zeit als erstes russisches Kirchenoberhaupt eine Residenz im Kreml bauen und markierte damit den Anfang des Kremls als Machtzentrum der russisch-orthodoxen Kirche.
Bei dem hölzernen Kreml aus der Herrschaftszeit Iwan Kalitas handelt es sich um den ersten Vorläufer des heutigen Kremls, dessen Aufbau und Struktur im Groben bis heute bekannt sind. Von der Ausdehnung her war sein Gelände wesentlich größer als im 12. Jahrhundert und nahm etwa zwei Drittel des heutigen Kremlterritoriums ein. Das eigentliche Moskau beschränkte sich schon damals nicht mehr auf den Kreml: Rund um diesen entstanden immer mehr kleine Händler- und Handwerkersiedlungen, die einige Jahrzehnte später durch eine zusätzliche Befestigungsmauer vor möglichen Angriffen geschützt wurden. Es blühten dort sowohl Handwerk als auch überregionaler Handel, der durch die Lage an der hier schiffbaren Moskwa sehr stark begünstigt wurde. Die heute bekannteste unter den Ansiedlungen am linken Moskwa-Ufer vor den Kremlmauern war die Vorstadt Kitai-Gorod unmittelbar östlich des Kremls. Deren zentraler Marktplatz – später als Roter Platz bekannt – schließt sich nach wie vor östlich an den Kreml an und ist mit diesem in seiner geschichtlichen Entwicklung überaus eng verbunden.

### Steinerner Kreml

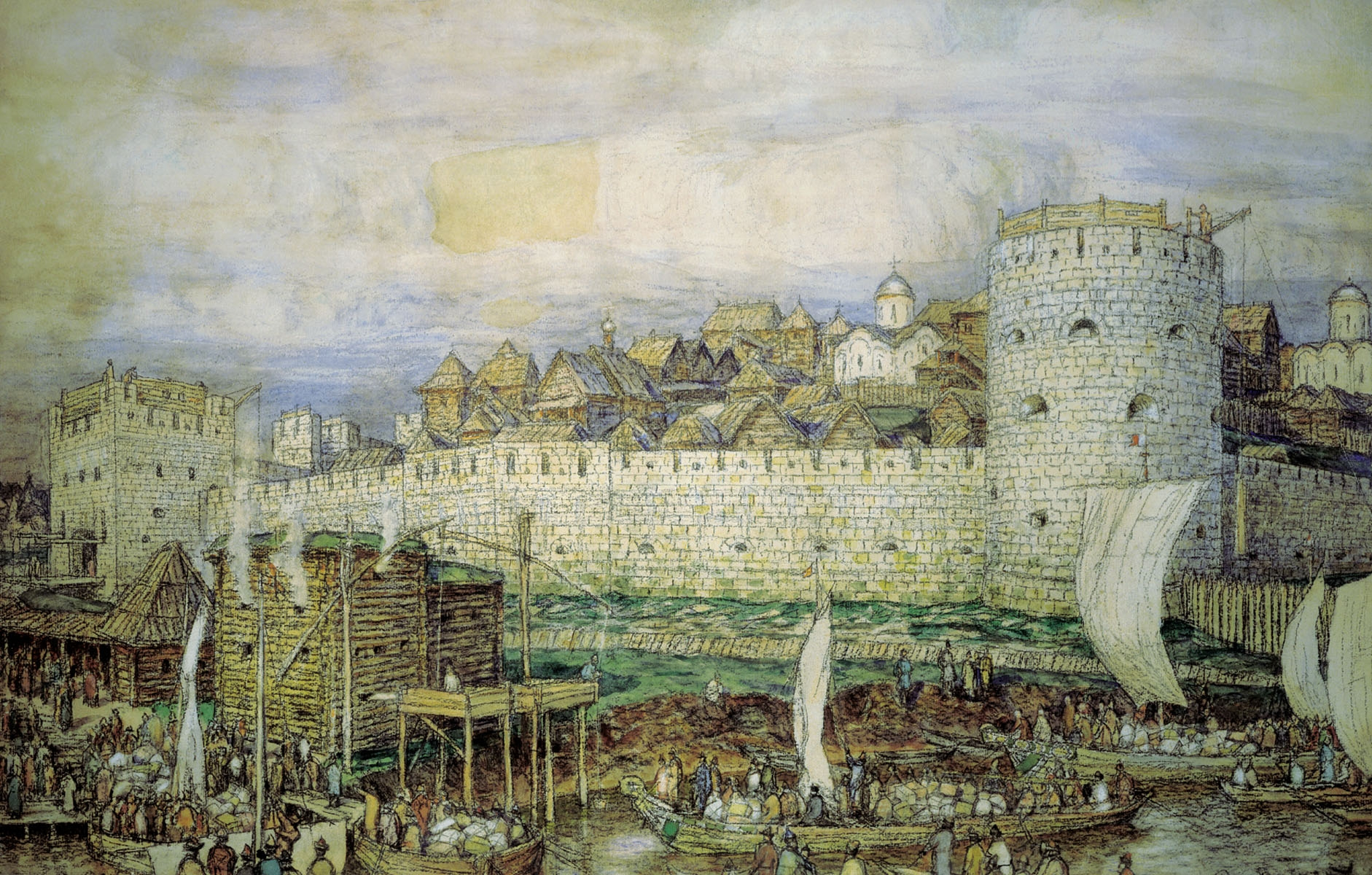
Erster steinerner Kreml. Ein Aquarell (1922) von Apollinari Wasnezow

Nach dem Tod Iwan Kalitas 1340 sollte sein hölzerner Kreml noch 25 Jahre lang stehen, bis sich im Jahr 1365 eine besonders verheerende Feuersbrunst ereignete, bei der auch große Teile der Eichenholzmauern in sich zusammenfielen. Da sich Moskau damals immer noch im Krieg gegen mehrere benachbarte Fürstentümer befand, war ein schneller Neubau der Burg erforderlich. Den leitete der damalige Moskauer Herrscher, Großfürst Dmitri Donskoi, ein. Der Bau begann im Frühjahr 1367. Zum Schutz gegen die häufigen Brände wurde erstmals beschlossen, den neuen Kreml aus Stein statt aus Holz errichten zu lassen. Hierzu wurden große Mengen an weißem Kalkstein aufbereitet, der in der Moskauer Umgebung in zahlreichen natürlichen Steinbrüchen abgebaut wurde.
Die noch 1367 fertiggestellten Mauern ähnelten von ihrem Aufbau her – erstmals wurden sie an strategisch besonders wichtigen Stellen mit Wehrtürmen versehen – ein wenig den heutigen Kremlmauern. Sie standen teilweise auf Fundamenten des hölzernen Vorgängerkremls und brachten Moskau aufgrund ihrer weißen Bausubstanz den gelegentlich noch bis heute verwendeten Beinamen Belokammennaja, wörtlich also so viel wie „Stadt aus weißem Stein“ oder „weiße Stadt“. In seiner Ausdehnung entsprach der unter Dmitri Donskoi erbaute befestigte Stadtkern Moskaus mit Ausnahme des nördlichsten Zipfels dem heutigen Kreml; die Gesamtlänge der Mauern betrug knapp 2000 Meter.
Der neue, weißsteinerne Kreml bestand mit einigen Um- und Weiterbauten über ein Jahrhundert lang und erwies sich somit als ungleich langlebiger als alle seine hölzernen Vorgänger. Den Bewohnern und Verteidigern der Burg gelang es denn auch im späten 14. und im 15. Jahrhundert, mehrere feindliche Angriffe erfolgreich abzuwehren. So scheiterte 1368 und 1370, nur kurze Zeit nach Fertigstellung der Zitadelle, der litauische Fürst Algirdas gleich zweimal an der Festigkeit des Kremls und am Widerstand der Moskowiter. Weniger erfolgreich war allerdings die Abwehr Moskaus gegen den tatarischen Khan Toktamisch im Jahre 1382: Nach dreitägiger, zunächst erfolgloser Belagerung gelang es dessen Truppen, die Stadtverteidiger zu überlisten und in den Kreml vorzudringen. Es gab unter den Insassen über 20.000 Tote; der weißsteinerne Kreml erlitt dabei erhebliche Schäden. In den 1390er-Jahren wurde er weitgehend wiederhergestellt; zu gleicher Zeit entstanden dort neue steinerne Kirchenbauten, unter ihnen 1393 die Gottesmutter-Geburtskirche, deren 1514 errichteter Nachbau als eine der Hauskirchen des Terem-Palastes bis heute erhalten ist.

### Der Kreml nimmt seine heutige Gestalt an

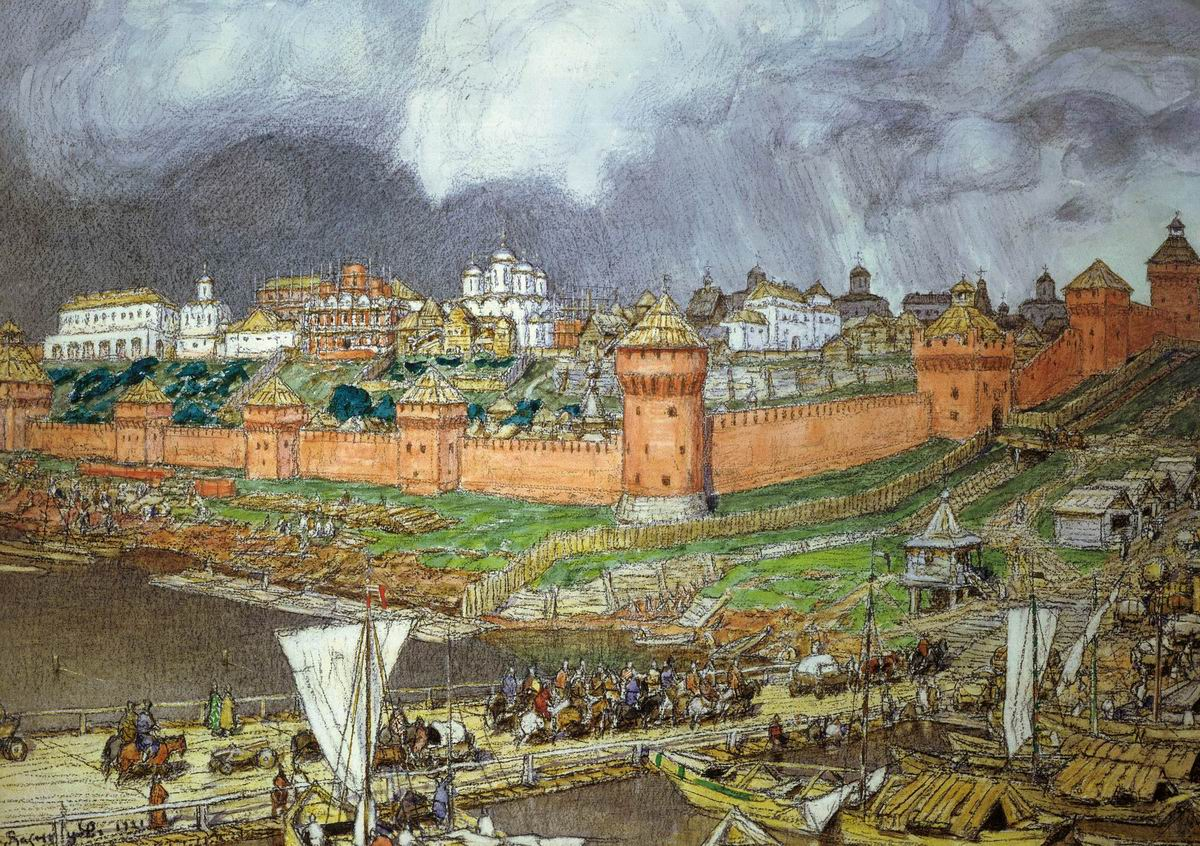
Der Kreml unter Iwan III. Ein Aquarell (1921) von Apollinari Wasnezow

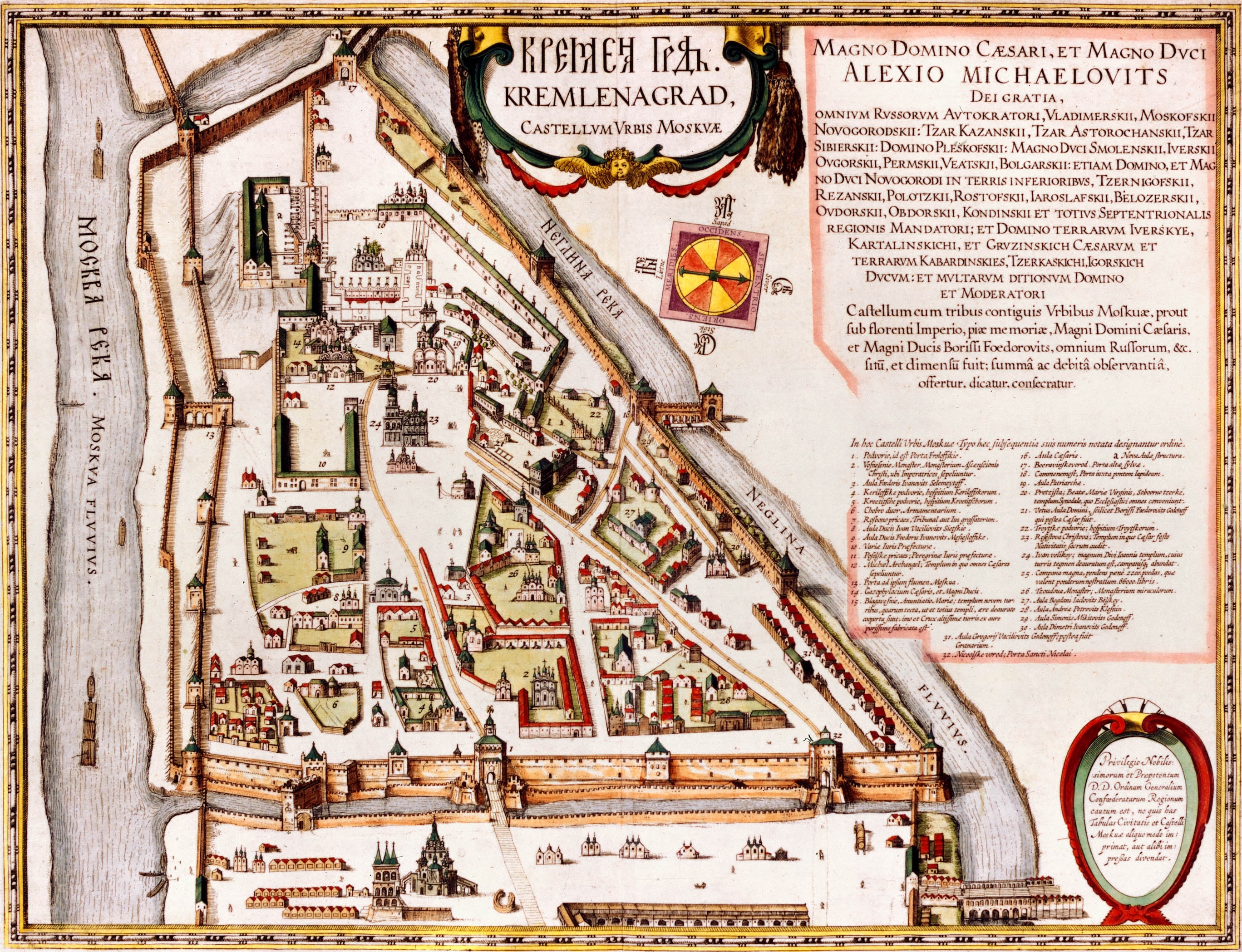
Der sogenannte Kremlenagrad, erstellt von einem unbekannten Autor um 1600, ist der erste bekannte Geländeplan des Moskauer Kremls. Mit seiner detaillierten und authentischen Darstellung der Bebauung des Kremls und des Roten Platzes jener Zeit ähnelt er einer Zeichnung des Geländes aus der Vogelperspektive.

Ein beträchtlicher Teil der heute erhaltenen Bausubstanz des Moskauer Kremls stammt aus der Zeit Ende des 15. und Anfang des 16. Jahrhunderts, als die Befestigungsanlagen abermals komplett neu errichtet wurden und innerhalb des Kremls etliche neue, teilweise ebenfalls bis heute bestehende Bauwerke hinzukamen. Es war die Herrschaftszeit des Großfürsten Iwan III., der die alte und inzwischen vielerorts baufällig gewordene Burg nicht mehr als ihrer Rolle angemessen ansah. Ursache hierfür war zum einen das erhebliche Wiedererstarken des Moskauer Staates, der nunmehr alle vormaligen russischen Fürstentümer in sich vereinigte und sich bis 1480 endgültig von der jahrhundertelangen mongolisch-tatarischen Invasion befreien konnte. Zum anderen spielte auch die 1472 erfolgte Heirat Iwans mit der byzantinischen Kaisernichte Sofia Palaiologa eine Rolle: Aufgrund dieser Ehe sah sich Iwan III. als rechtmäßiger Erbe der Herrscher des untergegangenen Byzantinischen Reichs, weswegen seine Moskauer Residenz nunmehr als wichtiges Zentrum des orthodoxen Christentums (sogenanntes „Drittes Rom“) aufwändig ausgebaut werden sollte. Dies veranlasste Iwan, für die Errichtung der neuen Festung unter anderem mehrere Baumeister aus Italien nach Moskau einzuladen, jenem Land, in dem auch seine Frau Sofia aufgewachsen war und dessen Architekten sich bereits im damaligen Russland eines hohen Ansehens erfreuen konnten.
Der unter Iwan III. eingeleitete und bis dahin wohl umfassendste Um- und Ausbau des Kremls dauerte praktisch seine gesamte Herrschaftszeit an, also über 40 Jahre lang von 1462 bis 1505. Zu den ersten dabei entstandenen Bauten gehört die heutige Mariä-Entschlafens-Kathedrale, die im Jahre 1479 fertiggestellt werden konnte. Sie wurde an Stelle der einige Jahre zuvor eingestürzten gleichnamigen Kathedrale errichtet, die wiederum ihre 1337 entstandene Vorgängerin ablösen sollte. Für ihren Neubau verpflichtete Iwan III. mit Aristotele Fioravanti aus Bologna erstmals einen italienischen Architekten. Er und einige andere aus Italien eingeladene Meister – darunter Pietro Antonio Solari, Marco Ruffo oder Aloisio Lamberti da Montagnana – erschufen in der Herrschaftszeit Iwans eine Vielzahl der Kremlbauten, darunter vor allem die gesamte Befestigungsanlage samt Mauer und Wehrtürmen.
Bei dieser in den Jahren 1485 bis 1499 errichteten Mauer handelt es sich im Wesentlichen um die bis heute erhaltene Kremlmauer, auch die zeitgleich errichteten Türme sind – wenn auch im Laufe der Jahrhunderte meist stark umgebaut – die gleichen. Die italienischen Bauschaffenden, die sich bei der Errichtung der Moskauer Stadtbefestigung nicht zuletzt an vergleichbaren Bauwerken in ihrem Heimatland – darunter dem Mailänder Castello Sforzesco – orientierten, setzten erstmals in der Moskauer Stadtbaugeschichte Ziegelstein ein, der dem Kreml bis heute seine typische dunkelrote Farbe – anstatt der vormals weißen – verleiht. Die Türme wurden in Schussweite voneinander erbaut; ihre heute charakteristischen Zeltdächer und Spitzen erhielten sie allerdings erst Ende des 17. Jahrhunderts. Zum Schutz der Festung vor Bränden und zur Verbesserung ihrer Verteidigungsfähigkeit wurde ab 1493 per Erlass Iwans III. verboten, Holzhäuser im Umkreis von gut 200 Metern außerhalb der Mauer zu errichten; auch bestehende Bauten wurden bald darauf verlegt.
Innerhalb der Kremlmauern ist unter den Bauwerken, die Ende des 15. Jahrhunderts entstanden sind, neben der Mariä-Entschlafens-Kathedrale vor allem der prunkvoll ausgestattete Facettenpalast zu nennen, der heute zum erst im 19. Jahrhundert abgeschlossenen Ensemble des Großen Kremlpalastes gehört. Erbaut 1491 von Marco Ruffo und Pietro Antonio Solari als Ergänzung zu einem damals bereits bestehenden und heute nicht mehr erhaltenen Großfürstenpalais, diente der Facettenpalast von da an dem Großfürsten als repräsentativer Ort für feierliche Empfänge und Staatsakte. Ungefähr zur gleichen Zeit wurde das heutige Ensemble des Kathedralenplatzes des Kremls größtenteils abgeschlossen: Zu der Mariä-Entschlafens-Kathedrale und dem Facettenpalast kamen noch die Mariä-Gewandniederlegungs-Kirche (fertiggestellt 1486), die Mariä-Verkündigungs-Kathedrale (1489), die Erzengel-Michael-Kathedrale (1508) und schließlich der Glockenturm Iwan der Große (1508) hinzu.
Der von Iwan III. initiierte Ausbau des Kremls dauerte – mit Unterbrechungen durch nach wie vor häufige Feuersbrünste – noch über seinen Tod hinaus etwa bis zum Jahr 1516 an, als entlang des östlichen, an den Roten Platz angrenzenden Abschnitts der Kremlmauer ein künstlicher Wassergraben von der Neglinnaja bis zur Moskwa verlegt wurde. Diesen Graben, der eine Breite von rund 32 und eine Tiefe von 12 Meter hatte und mit künstlich aufgestautem Wasser der Neglinnaja gespeist wurde, erbaute der Italiener Aloisio Lamberti da Montagnana – in Russland damals einfach Alewis (der Neue) genannt, weswegen der Graben auch seine Bezeichnung Alewis-Graben erhielt. Bis zum Anfang des 19. Jahrhunderts, als der Graben zugeschüttet wurde, sicherte er dem Kreml einen zusätzlichen Schutz von der Ostseite her, an der es keine natürlichen Gewässer gab. Mit Abschluss des großen Umbaus durch Iwan III. war der Moskauer Kreml somit an allen drei Seiten von Wasser umgeben, so dass man in die Festung nur über spezielle Zugseilbrücken, die im Angriffsfall hochgeklappt wurden, eintreten konnte. Außerdem erreichte die Ausdehnung des Kremlgeländes damals ihre heutigen Ausmaße.
Im weiteren Verlauf des 16. Jahrhunderts – so unter Iwan IV. „dem Schrecklichen“, als das Moskauer Fürstentum territorial weiter expandierte und 1547 schließlich zum einheitlichen Zarentum Russland erklärt wurde, womit der Kreml zur Residenz russischer Zaren avancierte – gab es nur vergleichsweise wenige Bautätigkeiten auf dem Kremlgelände. Es entstanden einzelne kleinere, heute nicht mehr erhaltene Kirchen- und Wohnbauten, außerdem die später nahezu vollständig zugebaute Goldene Zarinnenkammer und der heute als Uspenski-Glockengestühl bekannte Anbau an den Glockenturm Iwan den Großen. Der damals als abgeschlossen geltende Moskauer Kreml diente zu jener Zeit einer Reihe anderer russischer Städte als Muster, die sich aufgrund ihrer grenznahen Lage durch den Bau ähnlich konstruierter Zitadellen zu schützen wussten. So entstanden nach Moskauer Vorbild Kremls in Rostow am See, Tula, Serpuchow und anderen russischen Städten. Einige dieser ehemaligen Festungen sind zumindest in Teilen bis heute erhalten. Auch die in den 1550er-Jahren errichtete Befestigungsmauer mit Türmen des Dreifaltigkeitsklosters von Sergijew Possad, des damals wichtigsten russisch-orthodoxen Klosters, wurde in ihrem Aufbau stark an die Mauer des Moskauer Kremls angelehnt.

### Der Kreml im 17. Jahrhundert
Noch Anfang des 17. Jahrhunderts plante Zar Boris Godunow in seiner kurzen Herrschaftszeit (1598–1605) neue ehrgeizige Bauvorhaben im Kreml, von denen aber nur die Aufstockung des Glockenturms Iwan der Große um dessen heutige Spitze sowie der Bau eines neuen Zarenpalais, das in den 1770er-Jahren abgerissen wurde, verwirklicht werden konnte. Wenige Jahre später kam jede Bauaktivität in Moskau und anderen russischen Städten vorläufig zum Erliegen, als große Teile des russischen Zarentums von polnisch-litauischen Invasoren beherrscht wurden. In dieser unter dem Namen Smuta bekannten Zeit von 1598 bis 1613 geriet auch der Kreml zeitweilig in Mitleidenschaft, als seine Bauwerke in Kämpfen beschädigt und eine Vielzahl von Schätzen und Kunstwerken aus den Kremlkirchen geraubt wurden. Jegliche Restaurierungsarbeiten an bestehenden sowie Bauarbeiten an neuen Bauwerken konnten erst in der Regierungszeit des ersten Zaren aus der Romanow-Dynastie, Michael I., aufgenommen werden. So ließ dieser 1624 den Glockenturm Iwan den Großen um einen zusätzlichen Nebenturm mit Zeltdach, den sogenannten Philaret-Anbau, erweitern. Im Jahre 1621 wurde der wichtigste Wachturm des Kremls – der Erlöserturm, in dem sich der Haupteingang vom Roten Platz aus befand – als erster Kremlturm umgebaut und aufgestockt. Auf ähnliche Weise wurden später, erst gegen Ende des Jahrhunderts, auch die meisten übrigen Kremltürme umgebaut, indem sie ihre bis heute charakteristischen dekorativen Zeltdachkonstruktionen erhielten.

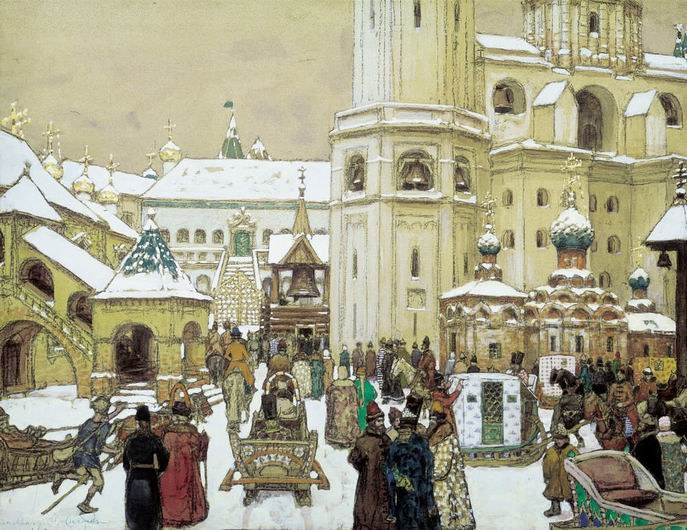
Der Iwanplatz des Kremls im 17. Jahrhundert mit dem Glockenturm Iwan dem Großen im Hintergrund. Ein Aquarell (1903) von Apollinari Wasnezow

Ein weiterer markanter Neubau im Kreml des 17. Jahrhunderts entstand in den Jahren 1635–1636: Das ist der heute zum Großen Kremlpalast gehörende Terem-Palast, der noch bis Ende des Jahrhunderts als Wohnresidenz russischer Zaren und ihrer Familienangehörigen diente. Zu erwähnen sind schließlich die in einem zusammenhängenden Gebäudekomplex errichteten Bauten der Zwölf-Apostel-Kirche und der Wohn- und Arbeitsresidenz des Moskauer Patriarchen. Sie wurden 1656 fertiggestellt und vermochten seitdem die Bedeutung des Kremls nicht nur als Residenz weltlicher Herrscher, sondern auch als geistliches Zentrum der russisch-orthodoxen Kirche in besonderem Maße zum Ausdruck zu bringen.
Als ältester und zentral gelegener Teil der inzwischen weit über die alten Festungsmauern hinaus in alle Himmelsrichtungen gewachsenen Zarentumshauptstadt Moskau diente der Kreml freilich nicht nur der Zarenfamilie und dem Kirchenoberhaupt als Wohnort. Bereits seit dem 14. Jahrhundert befand sich dort eines der damals bekanntesten russisch-orthodoxen Klöster – das Tschudow-Kloster, das Anfang des 20. Jahrhunderts der Abrisskampagne der Kommunisten zum Opfer fiel. Der Kreml galt deswegen im 17. Jahrhundert längst als eine hochverehrte Pilgerstätte, deren Haupteingangstor im Erlöserturm nur zu Fuß und mit unbedecktem Kopf passiert werden durfte. Er war aber auch das Zentrum des öffentlichen Lebens der Moskowiter; so wurden hier Staats- und Volksfeste veranstaltet und hier traten die Zaren bei besonderen Anlässen vor dem Volk auf oder ließen ihre Erlasse und andere wichtige Bekanntmachungen dem Volk verkünden. Im 17. Jahrhundert war das Privileg, im Kreml zu wohnen, außer dem Zaren und den Geistlichen nur noch besonders reichen und ehrwürdigen Adligen (Bojaren) mit ihren Familien vorbehalten. Als einziges bis heute im Kreml erhaltenes Beispiel für ein Bojarenwohnhaus jener Zeit gilt der sogenannte Lustpalast aus dem Jahr 1651, der ursprünglich als Wohngebäude der Familie Miloslawski diente und einige Jahre später als einer der ersten russischen Aufführungsorte für Theatervorstellungen zur „Belustigung“ der Zarenfamilie umgebaut wurde.

### Der Kreml vom 18. bis zum 19. Jahrhundert
| 1475–1479    | Mariä-Entschlafens-Kathedrale    |                  |
| 1484–1486    | Mariä-Gewandniederlegungs-Kirche |                  |
| 1484–1489    | Mariä-Verkündigungs-Kathedrale   | 1564             |
| 1485–1499    | Befestigungsmauer und Türme      | 17.–19. Jh.      |
| 1487–1492    | Facettenpalast                   |                  |
| 1505–1508    | Erzengel-Michael-Kathedrale      | 18. Jh.          |
| 1505–1508    | Glockenturm Iwan der Große       | 1543, 1600, 1823 |
| Ende 16. Jh. | Goldene Zarinnenkammer           |                  |
| 1635–1636    | Terem-Palast                     |                  |
| 1651–1652    | Lustpalast                       | u. a. 1875       |
| 1653–1656    | Patriarchenpalast                |                  |
| 1702–1736    | Arsenal                          | 1796, 1828       |
| 1776–1787    | Senatspalast                     |                  |
| 1838–1849    | Großer Kremlpalast, Hauptgebäude |                  |
| 1844–1851    | Rüstkammer                       |                  |
| 1930–1934    | Verwaltungsgebäude               |                  |
| 1960–1961    | Staatlicher Kremlpalast          |                  |

Der Anfang des 18. Jahrhunderts markierte für den Kreml zwei historische Ereignisse. Zum einen ließ der damalige Zar Peter I. „der Große“, welcher sich einige Jahre später zum ersten Kaiser des inzwischen weit bis ins asiatische Hinterland ausgedehnten Russischen Kaiserreiches erklärte, die neue Hauptstadt dieses Reichs von Moskau in das neu gegründete Sankt Petersburg verlegen, womit der Kreml seinen Status als Zarenresidenz verlor. Zum anderen wurde die Festung 1701 von einem der folgenschwersten Großbrände ihrer Geschichte heimgesucht, bei dem ein Großteil der dort noch verbliebenen Holzbauten zerstört wurde. Ungeachtet der Schäden gab dieser Brand einen neuen Schub für die Bauaktivität im Kreml: Am westlichen Abschnitt der Kremlmauer wurde ein größeres Grundstück freigelegt, auf dem Peter alsbald den Bau eines Waffenlagers (oder, wie er es selber bezeichnete, eines „Zeughauses“) verfügte. So begann die Entstehung des heutigen Arsenalgebäudes, das zu den markantesten Kreml-Bauwerken des 18. Jahrhunderts zählt. Der Bau ging allerdings aufgrund der durch den Großen Nordischen Krieg bedingten finanziellen Schwierigkeiten nur langsam voran, so dass das Arsenal erst 1736 fertiggestellt werden konnte.

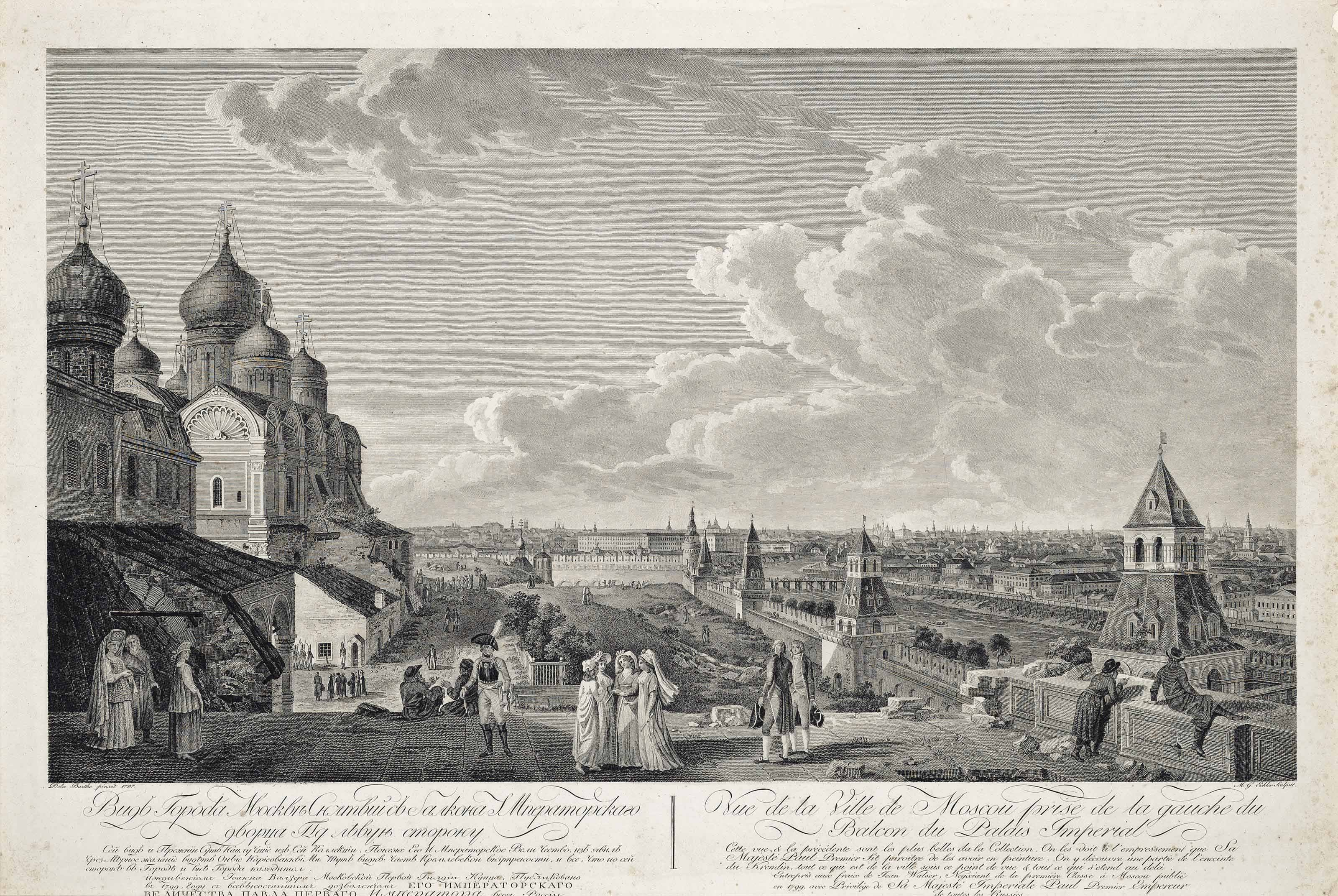
Der Kreml um 1796 mit einem Blick auf Moskau: Kupferstich von Matthias Gottfried Eichler nach einer Zeichnung von Gérard de la Barthe

Unter Kaiserin Elisabeth wurde im Jahre 1753 auf dem Kremlgelände, nahe dem südlichen Mauerabschnitt, eine neue Moskauer Residenz des russischen Zaren errichtet, die den unmittelbaren Vorgängerbau des heutigen Großen Kremlpalastes darstellt. 1787 entstand mit dem Senatspalast, dem heutigen Kern des Amtssitzes des russischen Präsidenten, ein weiterer architektonisch reizvoller Bau im Kreml in der Nähe des Arsenals. Der Senatspalast war zugleich das einzige größere Bauprojekt im Moskauer Kreml, das unter Katharina II. „der Großen“ verwirklicht wurde. Darüber hinaus plante Katharina einen radikalen Umbau des Kremls samt Errichtung einer neuen Kaiserresidenz riesigen Ausmaßes, der eine Vielzahl alter Bauwerke weichen sollte. Zwar mussten die Pläne in den 1770er-Jahren unter anderem wegen Geldmangels und heftiger Kritik verworfen werden, zu dieser Zeit hatte man jedoch bereits Teile der südlichen Kremlmauer in Vorbereitung auf den Bau abgetragen. Während diese Mauerabschnitte wenige Jahre später wiederhergestellt wurden, verschwanden mehrere historische Gebäude im Südteil des Kremls, die ebenfalls zuvor abgerissen wurden – darunter das frühere Palais von Zar Boris Godunow – endgültig vom Stadtbild der Moskauer Zitadelle.

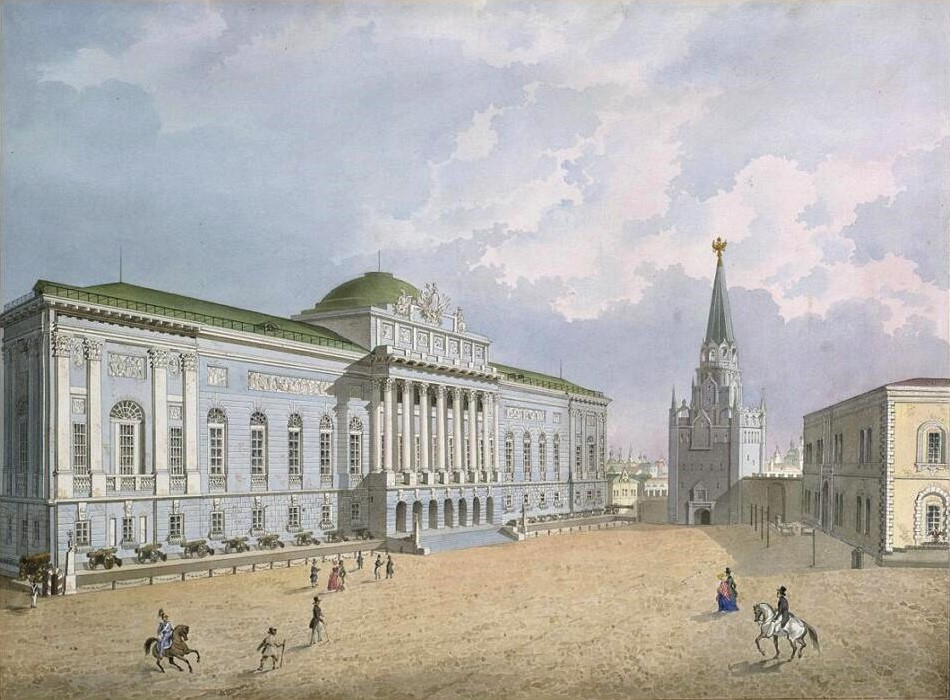
Der Kreml in den 1840er-Jahren: Links ist das alte Gebäude der Rüstkammer zu sehen, im Hintergrund der Dreifaltigkeitsturm, rechts das Arsenal

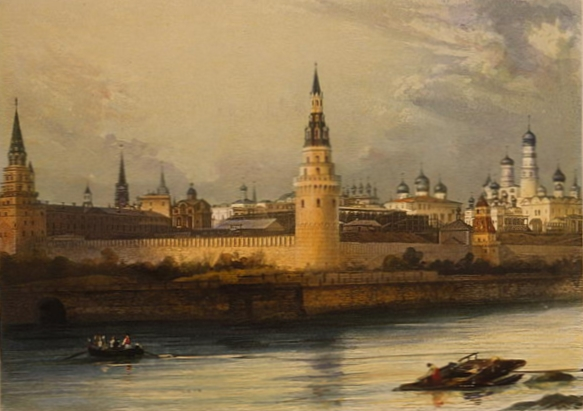
Der Kreml in Moskau (1842) von Noël Marie Paymal Lerebours. Eine der ersten Fotoaufnahmen des Kremls.

1812 trug das Kremlensemble abermals erhebliche Zerstörungen davon, als die gesamte Stadt Moskau während des Russlandfeldzugs von Napoleon Bonaparte zeitweilig unter französischer Besatzung stand. Während des Aufenthalts der Truppen Napoléons auf dem Kremlgelände wurde eine Vielzahl von Kirchenschätzen geraubt oder beschädigt, da die Soldaten die Kremlkathedralen als Kasernen oder Pferdeställe nutzten. Noch schwerer traf es den Kreml, als die französische Armee den Rückzug antreten musste: Aus Rache für seine Niederlage wollte Napoléon den gesamten Kreml samt Befestigungsanlagen und anderen Architekturdenkmälern sprengen lassen. Das Gelände wurde vermint, jedoch kam es unter anderem aufgrund des starken Regens und des erbitterten Widerstands der Anwohner nur stellenweise zu Explosionen. Dennoch wurden mehrere Kremltürme stark beschädigt, bei einigen von ihnen stürzte das Zeltdach um, erhebliche Schäden gab es außerdem am Glockenturm Iwan dem Großen, dem Facettenpalast und dem erst kürzlich nach einem Brand restaurierten Arsenalgebäude. Die Wiederaufbauarbeiten am Kreml dauerten bis in die 1830er-Jahre hinein. Einen großen Teil von ihnen leitete der Architekt Joseph Bové. Dabei gestaltete er auch die unmittelbare Umgebung des Kremls ganz neu: Das Flussbett der Neglinnaja wurde in einen unterirdischen Kanal verlegt, wo es sich bis heute befindet, und an seiner Stelle wurde entlang des Westabschnitts der Kremlmauer der Alexandergarten, eine langgestreckte öffentliche Parkanlage mit Blumenbeeten und einer dekorativen Grotte, angelegt. Der Rote Platz wurde ebenfalls neu gestaltet, wobei der alte Alewis-Graben entlang der Kremlmauer zugunsten einer neuen Promenade zugeschüttet wurde.
Zum Abschluss der Wiederaufbauarbeiten im Kreml wurde schließlich damit begonnen, eine neue Moskauer Residenz russischer Zaren zu errichten, und zwar genau dort, wo schon seit dem 14. Jahrhundert Großfürsten- und Zarengemächer standen, so zuletzt das 1812 ebenfalls stark beschädigte Palais aus dem Jahr 1753. Zar Nikolaus I. beauftragte mit der Umsetzung den bekannten Stadtbaumeister Konstantin Thon, der in den Jahren 1844 bis 1851 eine neue klassizistische Kaiserresidenz errichtete, welche zusammen mit den bereits bestehenden Bauten des Facetten- und des Terem-Palastes das heutige Ensemble des Großen Kremlpalastes bildet. Nahezu zeitgleich baute Thon linkerhand der neuen Zarenresidenz das stilistisch daran anknüpfende neue Gebäude der Rüstkammer, das mit dem Palast durch eine überdachte Galerie verbunden wurde.
Die Projekte Konstantin Thons stellten die letzten größeren Bauaktivitäten im Kreml des 19. Jahrhunderts dar und gaben dem südlichen, zum Moskwa-Fluss hin gewandten Teil des Kremls bis auf einige feine Details die bis heute erhaltene Gestalt. Noch Anfang des 20. Jahrhunderts war der Kreml mit seinen zwei Klöstern – dem Tschudow- und dem Himmelfahrtskloster – vor allem eine der wichtigsten orthodoxen Pilgerstätten. Ungeachtet der Verlegung der Zarenreichshauptstadt nach Sankt Petersburg blieb der Kreml zudem auch im 18. und 19. Jahrhundert eines der Zentren der Staatsmacht, denn sämtliche bedeutenden Staatsakte – darunter die feierlichen Zarenkrönungszeremonien – fanden nach wie vor auch im Moskauer Kreml statt. Darüber hinaus stellte der Kreml noch zur Zarenzeit einen umfassenden Museumskomplex dar, dessen Besichtigung für jeden Moskau-Besucher als obligatorisch galt und der für die Öffentlichkeit denn auch nahezu uneingeschränkt zugänglich war. Letzteres änderte sich allerdings nach 1917.

### Der Kreml zur Sowjetzeit
Mit der Oktoberrevolution des Jahres 1917 war für Moskau nicht nur der entscheidende gesellschaftliche Umbruch und das Ende des Russischen Zarenreichs verbunden, sondern auch mehrtägige erbitterte Kämpfe, unter denen insbesondere das Kremlensemble zu leiden hatte. Nachdem es antibolschewistischen Kräften am 28. Oktober (am 10. November neuen Stils) gelang, den Kreml zeitweilig wieder unter ihre Kontrolle zu bringen, belagerten Einheiten der Roten Garde die Festung und beschossen sie dauerhaft mit Artillerie. Bis der Kreml am 2. November endgültig eingenommen werden konnte, trugen etliche Bauwerke sichtbare Schäden davon: So wurden mehrere Kremltürme – darunter der Erlöserturm und seine Turmuhr – teilweise stark beschädigt, erhebliche Zerstörungen gab es zudem am Komplex des Tschudow-Klosters und an der Mariä-Entschlafens-Kathedrale. Für die rund 250 damals gefallenen Rotgardisten wurde nach dem Ende der Kämpfe die sogenannte Revolutionsnekropole vor der östlichen Kremlmauer am Roten Platz angelegt, wo später auch andere prominente Revolutionäre und Staatsmänner der Sowjetunion beigesetzt wurden.
Die darauffolgenden Jahre markierten weitere einschneidende Veränderungen in der Geschichte des Moskauer Kremls. Die neue sowjetrussische Regierung samt Revolutionsführer Lenin zog in einer geheimen Nacht-und-Nebel-Aktion am 12. März 1918 von Sankt Petersburg (zu jenem Zeitpunkt Petrograd genannt) nach Moskau, da sich die neuen Machthaber hinter den Mauern des Kremls einen besseren Schutz vor möglichen Aufständen, Staatsstreichen oder ausländischen Interventionen erhofften. So erhielt Moskau nach zwei Jahrhunderten wieder den Hauptstadtstatus, den es bis heute besitzt. Mehrere Kremlgebäude – darunter der ehemalige Kommandantensitz am Lustpalast, die Kasernen im Arsenal und auch Teile des Großen Kremlpalastes – wurden als Wohnhäuser für Staatsmänner und ihre Angehörigen und Bediensteten genutzt. Auch Lenin ließ sich im Senatspalast des Kremls im April 1918 Arbeitsräume und eine kleine Wohnung einrichten.

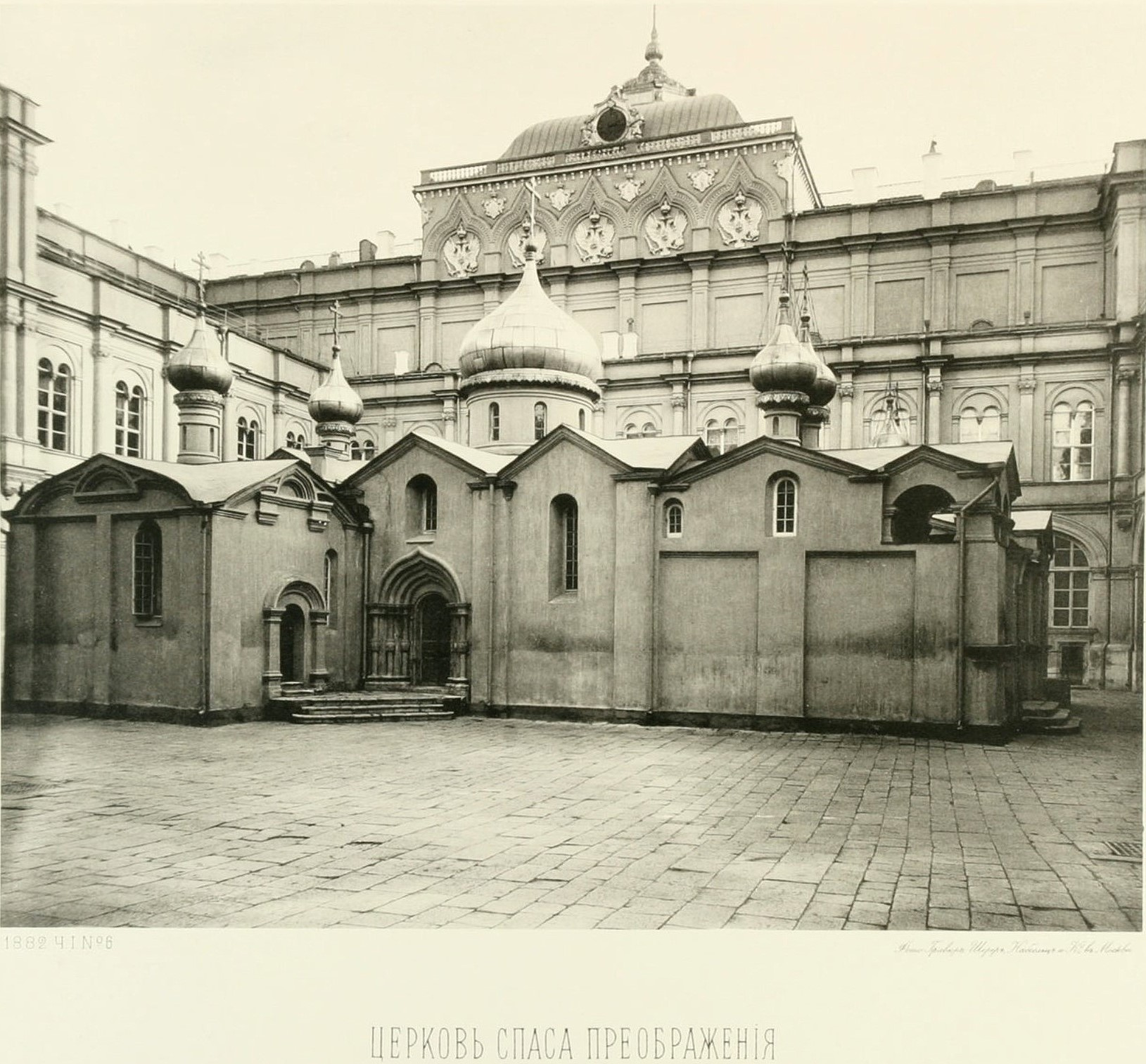
Die Erlöserkirche im Walde, die zuletzt vom Großen Kremlpalast umschlossen war (hier Aufnahme von 1882), wurde 1933 bei dessen Teilumbau abgerissen

Dem Kreml, der nunmehr wieder Sitz der Staatsmacht war, brachte der Einzug der Regierung nicht nur einen raschen Wiederaufbau der während der Kampfhandlungen beschädigten Bauwerke. Als hochgesicherte Residenz schloss der Kreml im Jahr 1927 seine Tore für die Öffentlichkeit und konnte seitdem nur mit einem Passierschein betreten werden. Sämtliche im Kreml ansässigen Geistlichen wurden im Laufe der 1920er-Jahre ebenfalls von dort vertrieben. Die beiden während der Kämpfe 1917 stark beschädigten Klöster auf dem Kremlgelände – das Tschudow- und das Himmelfahrtskloster – wurden im Rahmen der antireligiösen Kampagne der Bolschewiki, der auch eine Vielzahl anderer Sakralbauten russlandweit zum Opfer fiel, zunächst geschlossen und 1929 schließlich restlos abgerissen. Auf dem freigewordenen Grundstück entstand bis 1934 das im neoklassizistischen Stil ausgeführte neue Gebäude der Militärschule für Kommandeure der Roten Armee. Zuletzt war es als Verwaltungsgebäude des Kremls (oder auch als Gebäude 14) bekannt und war ein Teil des Präsidentensitzes innerhalb des Kremls. 2016 wurde es abgerissen.
Unter Lenins Nachfolger Josef Stalin, der sich im Senatspalast des Kremls ebenfalls eine Wohnung einrichten ließ, wurden weitere Abrisse und architektonisch nicht immer gelungene Umbauten an alten Bauwerken vorgenommen. 1933 wurde der Große Kremlpalast als Tagungsort hergerichtet, wozu eines der ältesten bis dahin erhaltenen Kremlbauwerke – die benachbarte Erlöser-Kirche im Walde aus den 1330er-Jahren – abgerissen sowie innerhalb des Palastes zwei historische Paradesäle zu einem großen Sitzungssaal zusammengelegt wurden. Von 1935 bis 1937 entfernte man schließlich von den Spitzen der vier Durchfahrtstürme des Kremls die vergoldeten Doppeladler aus der Zarenzeit und ersetzte sie durch Sowjetsterne aus rotem Rubinglas, die die neue Ideologie und den Sieg der sozialistischen Revolution symbolisieren sollten. Auch an der Spitze des weithin sichtbaren Wasserzugturms an der südwestlichen Ecke der Kremlmauer wurde 1937 ein solcher Stern aufgesetzt.
Während der Schlacht um Moskau im Zweiten Weltkrieg und den damals häufigen Luftangriffen auf Moskau blieben die Schäden am Kreml vergleichsweise gering, da die Festung durch Gebäudetarnung und zusätzliche Flugabwehranlagen gut gesichert war. Die beweglichen Schätze, darunter Exponate aus der Rüstkammer, wurden schon vor Beginn der Kriegshandlungen vorsorglich ins sowjetische Hinterland evakuiert. Vereinzelt kam es dennoch zu Sach- und Personenschäden: So traf am 12. August 1941 eine Bombe das Arsenal und tötete dabei 20 Soldaten, und beim Bombardement am 29. Oktober des gleichen Jahres gab es im Kreml 41 Tote und über 100 Verletzte.

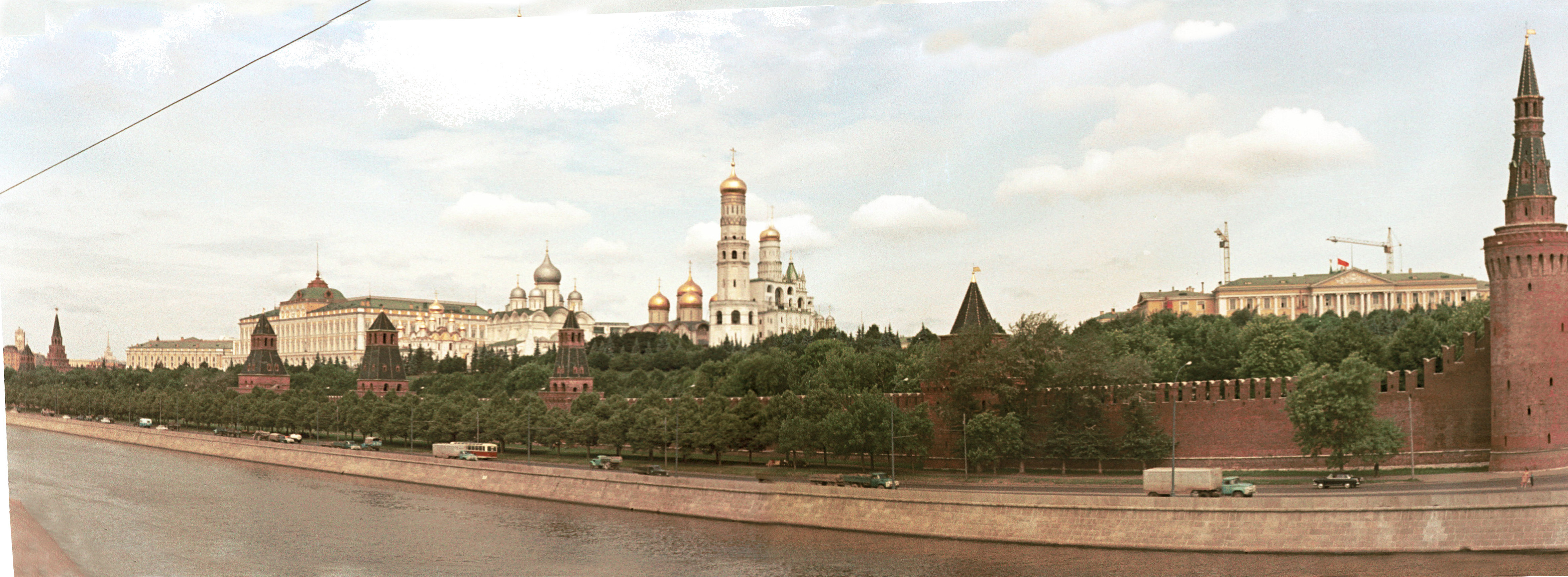
Panorama des Kremls (1968)

Nach Stalins Tod öffnete sein Nachfolger Nikita Chruschtschow den Kreml im Jahr 1955, nachdem die höchsten Parteifunktionäre andere Wohnungen in Moskau hatten beziehen müssen. Jetzt konnte das Ensemble innerhalb der Kremlmauern wie zur Zarenzeit vom Publikum besichtigt werden. Lenins Wohnung mitsamt der Originalausstattung war nach seinem Tod und dem seiner Frau 1939 erhalten geblieben. 1955 wurde dort das Museum Das Arbeitszimmer und die Wohnung W. I. Lenins eröffnet. Das Museum blieb bis in die 1990er-Jahre geöffnet. Auch wurden bis 1961 noch verbliebene Dienstwohnungen im Kreml aufgelöst. Große Teile des Ensembles wurden als Museum hergerichtet, auf dessen Basis der Kreml drei Jahrzehnte später den höchstmöglichen russischen Denkmalschutzstatus eines Staatlichen Museumsreservats erhielt.
Mit dem Kongresspalast des Moskauer Kremls, heute als Staatlicher Kremlpalast bekannt, entstand in der Regierungszeit Chruschtschows auch das bisher jüngste Gebäude auf dem Kremlgelände. Es ersetzte den Großen Kremlpalast als zentraler Tagungsort der KPdSU und wird heute vorwiegend für kulturelle Veranstaltungen genutzt. Seit der Fertigstellung des Kongresspalastes im Jahre 1961 wurde auf dem Kremlgelände nichts mehr neu gebaut, lediglich Restaurierungsarbeiten an bestehenden Bauwerken wurden noch durchgeführt, so in den 1970er-Jahren im Vorfeld der in Moskau ausgetragenen XXII. Olympischen Spiele.

### Vom Ende des 20. Jahrhunderts bis zur Gegenwart
Mit der Öffnung der Sowjetunion während der Perestroika-Zeit der späten 1980er-Jahre stieg die Bedeutung des Kremls als wichtige Sehenswürdigkeit des Landes zunehmend auch für ausländische Besucher. Trotz der durch die Bau- und Abrissaktionen des 20. Jahrhunderts verursachten und meist nicht wieder wettzumachenden Schäden an der Substanz des historischen Ensembles wurde der Kreml – zusammen mit dem benachbarten Roten Platz – daher das erste Bauwerk auf russischem Staatsgebiet, das von der UNESCO in die Liste des Welterbes aufgenommen wurde. Die Aufnahme erfolgte im Dezember 1990 auf Basis einer Empfehlung des International Council on Monuments and Sites (ICOMOS) aus dem Vorjahr. Der Kreml steht auf der Liste des Kulturerbes der Russischen Föderation gemäß dem 2002 verabschiedeten Gesetz über Objekte des Kulturerbes der Völker Russlands.

Der Geheimgangsgarten im südlichen Teil des Kremls wird in jüngster Zeit als Landschaftsgarten hergerichtet. Der schmuck dekorierte Springbrunnen im Garten wurde im Mai 2008 eingeweiht

In den 1990er- und 2000er-Jahren erfolgten im Kreml weitere Restaurierungsarbeiten, die eine Erhaltung der historischen Substanz als Freilichtmuseum zum Ziel hatten. Einige aus der Sowjetzeit stammenden Eingriffe in das Ensemble wurden wieder rückgängig gemacht, so richtete man beispielsweise im Großen Kremlpalast die beiden in den 1930er-Jahren entwidmeten Paradesäle originalgetreu wieder her. Auch wenn der Kreml als Präsidentenresidenz gegenwärtig nur stellenweise öffentlich zugänglich ist, bleibt er als ältester Teil Moskaus unangefochten dessen wichtigste Touristenattraktion mit jährlich rund zwei Millionen Besuchern.
Auch im geistlichen Leben Moskaus spielt der Kreml gegenwärtig wieder eine gewisse Rolle, wenngleich er heute nicht mehr, wie es vor der Oktoberrevolution der Fall war, als Pilgerstätte orthodoxer Gläubiger gilt. Die vier wichtigsten erhaltenen Kirchenbauten des Kremls – die Mariä-Entschlafens-, die Erzengel-Michael- und die Mariä-Verkündigungs-Kathedrale sowie die Mariä-Gewandniederlegungs-Kirche – wurden Anfang der 1990er-Jahre dem Moskauer Patriarchat der russisch-orthodoxen Kirche zurückgegeben und dienen heute nicht mehr ausschließlich als Museen, sondern auch als Gotteshäuser, in denen an bestimmten kirchlichen Festtagen feierliche Liturgien sowie Gottesdienste mit Beteiligung des Moskauer Patriarchen und oft auch hoher Regierungsmitglieder stattfinden.
Im Mai 2023 fand ein Drohnenangriff auf den Senatspalast statt.

## Architektur
Neben den Befestigungsanlagen aus dem späten 15. Jahrhundert besteht das heutige architektonische Ensemble des Moskauer Kremls aus 15 einzelstehenden Gebäuden, die entweder Teil der Residenz des russischen Präsidenten sind (Senatspalast, Verwaltungsgebäude, Großer Kremlpalast), der Kommandantur bzw. der Garnison des Kremls gehören (Arsenal, Lustpalast) oder aber Museumsstatus besitzen und daher für Touristen zugänglich sind (alle fünf Sakralbauten, Patriarchenpalast, Rüstkammer).

### Mauer und Türme

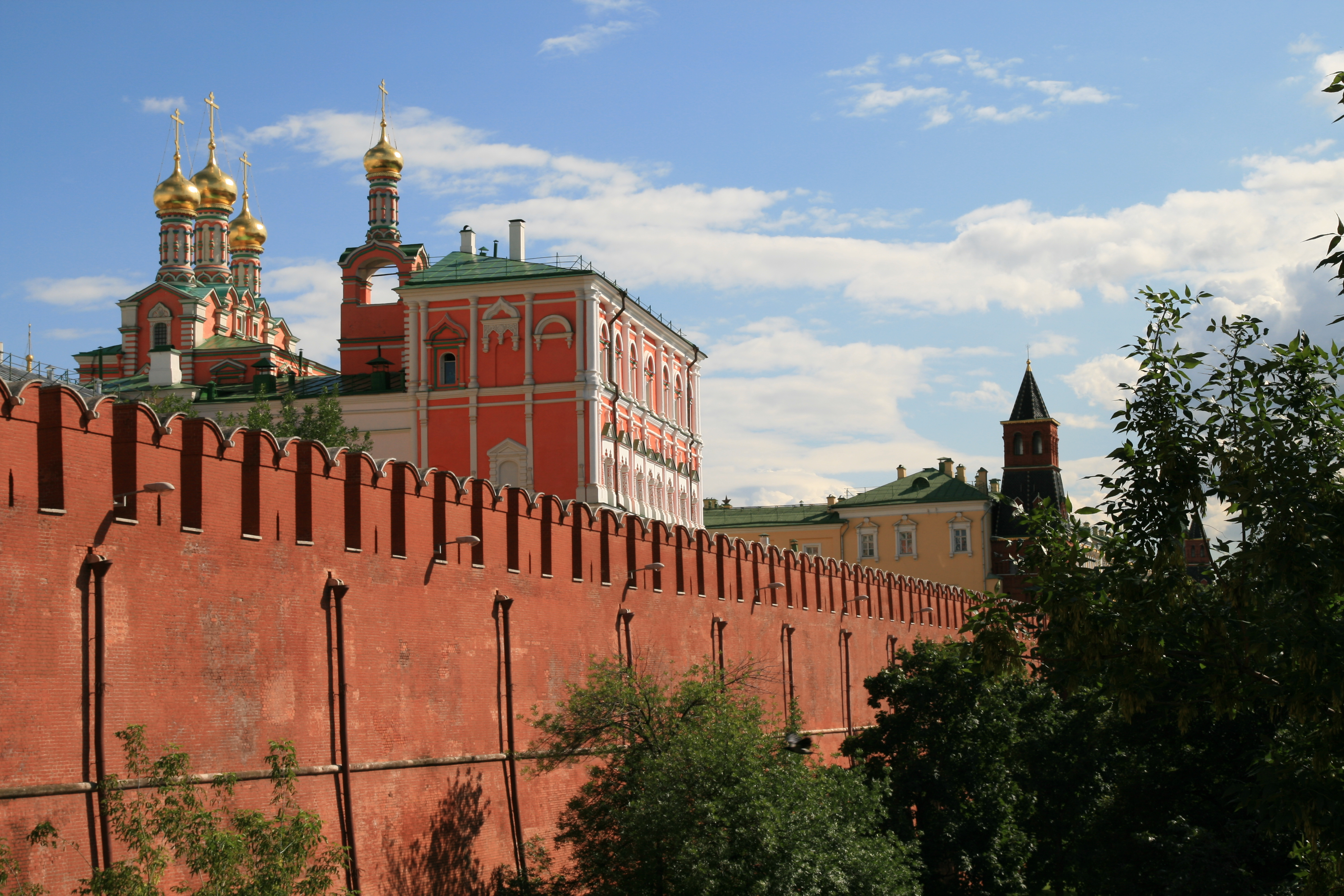
Kremlmauer an ihrem Westabschnitt

Das etwa dreieckige Gelände des heutigen Moskauer Kremls, der in seiner Ausdehnung dem unter Großfürst Iwan III. Ende des 15. Jahrhunderts errichteten Kreml entspricht, wird von einer Mauer aus rotem Backstein umgeben. Auf ihrem gesamten Verlauf wird diese Mauer von 19 an sie an- oder in sie eingebauten Türmen ergänzt, von denen 18 Türme sowie die Mauer selbst ebenfalls unter Iwan III. zwischen 1485 und 1499 erbaut wurden. Der Befestigungskomplex des Kremls beinhaltete bei seinem Bau darüber hinaus noch einen im 19. Jahrhundert zugeschütteten künstlichen Wassergraben entlang des Roten Platzes sowie mehrere hochklappbare hölzerne Brücken, die entweder über diesen Graben oder über den Neglinnaja-Fluss zu den über Durchgangstore verfügenden Türmen führten. Von diesem Teil der Befestigung ist heute jedoch einzig der außerhalb der Kremlmauer stehende Kutafja-Turm sowie eine backsteinerne Bogenbrücke, die ihn mit dem Dreifaltigkeitsturm in der Kremlmauer verbindet, erhalten geblieben.
Charakteristisch für die heute für Touristen nicht begehbare Kremlmauer sind ihre dicht beieinander angeordneten, annähernd zahnförmigen Spitzen an der Außenseite. Diese jeweils gut zwei Meter hohen architektonischen Elemente der Mauer dienten ursprünglich der Aufstellung von Artilleriegeschützen für den Fall einer Verteidigung des Kremls von innen. Hinter den Spitzen verläuft, von außen unsichtbar, auf der gesamten Mauer eine bis zu 4,5 Meter breite offene Galerie, von der aus es theoretisch möglich ist, über Treppen ins Innere eines jeden Turms zu gelangen.

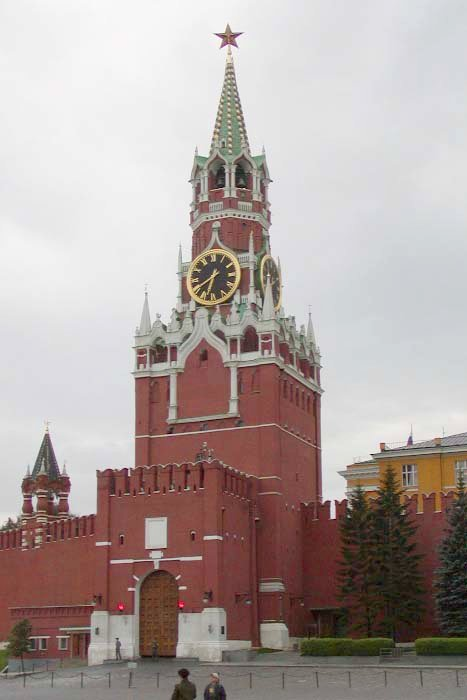
Erlöserturm

Von den 18 im Zeitraum von 1485 bis 1499 erbauten Wachtürmen an der Mauer lassen sich zum einen die vier heute noch über ein Durchgangstor verfügenden Türme und zum anderen die drei Ecktürme, an denen die Mauer jeweils einen Knick macht, besonders hervorheben. Bei den ersteren handelt es sich um den Borowizki-, den Dreifaltigkeits-, den Nikolaus- und den Erlöserturm, die drei Ecktürme sind der Wasserzugturm, der Arsenal-Eckturm und der Beklemischew-Turm. Da die Durchfahrtstürme des Kremls traditionell als die repräsentativsten in seinem Ensemble angesehen wurden, wurden sie im 17. Jahrhundert an ihren Spitzen zusätzlich jeweils mit einem das Zarenreich symbolisierenden vergoldeten Doppeladler geschmückt. Von 1935 bis 1937, zur Zeit der Sowjetunion, wurden diese Doppeladler auf Geheiß der bolschewistischen Machthaber durch rotgläserne, von innen beleuchtete Sowjetsterne ersetzt, die diese vier Türme sowie zusätzlich den Wasserzugturm bis heute zieren. Von den vier Durchgangstürmen gilt der sich am Mauerstück vor dem Roten Platz erhebende Erlöserturm als der bekannteste: Sein Tor diente noch bis Anfang des 20. Jahrhunderts als der wichtigste Kremleingang, den unter anderem auch die Zaren bei Staatsakten und Feierlichkeiten passierten. Seit 1709 wird das Oberteil dieses Turms durch eine repräsentative Turmuhr mit einem ursprünglich niederländischen, sehr aufwändigen Uhrwerk und einem bis heute aktiven Glockenspiel geschmückt. Der etwas weiter nördlich am Roten Platz stehende Nikolausturm ist vor allem durch seine gotisch anmutende, mit zahlreichen weißsteinernen Ornamenten ausgeschmückte Spitze bekannt. Diese beiden Türme wurden ursprünglich vom Tessiner Pietro Antonio Solari errichtet und erfuhren in ihrer Geschichte mehrere größere Umbauten (so wurde die gotische Spitze des Nikolausturms erst im Jahre 1806 aufgestellt). Über den Dreifaltigkeitsturm am Westabschnitt der Kremlmauer treten heute die meisten Touristen in den Kreml ein und gehen nach einem Kreml-Rundgang durch das Tor des südlicher stehenden Borowizki-Turms wieder raus.

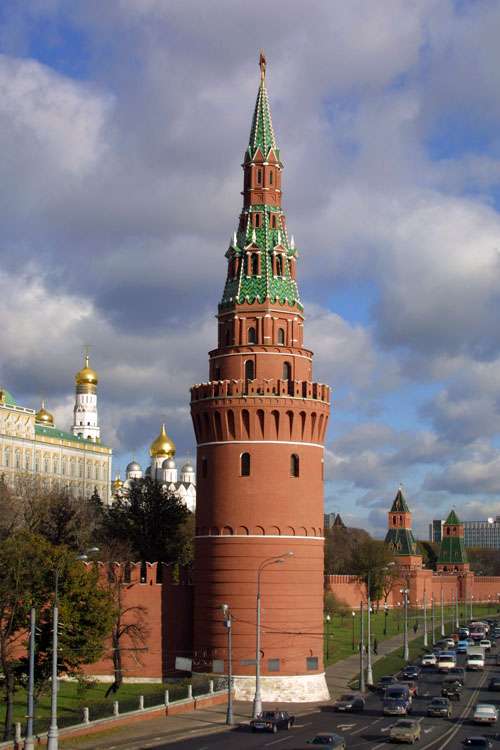
Wasserzugturm

Die Hauptbesonderheit der drei Ecktürme besteht darin, dass ihre Basis einen (annähernd) kreisförmigen Grundriss hat, während sie bei allen anderen Türmen rechteckig ist. Bedingt durch ihre Lage spielten die Ecktürme bei der Verteidigung der Festung stets eine sehr wichtige Rolle, was an ihren zum Positionieren von Artillerieläufen gedachten Schießscharten in der Basis gut zu erkennen ist. Ebenso spielten sie einst eine entscheidende Rolle bei der Trinkwasserversorgung der Zitadelle: Im Arsenal-Mittelturm und im Beklemischew-Turm gab es Brunnen zur Grundwasserentnahme, und im Wasserzugturm an der südwestlichsten Ecke des Kremls entstand 1633 eine mechanische Aufbereitungsanlage für Wasser aus der Moskwa, die dem Turm auch seinen bis heute bestehenden Namen gab.
Von den übrigen Kremltürmen weisen die meisten nach dem Ende des 17. Jahrhunderts erfolgten Umbau der Befestigungsanlage eine ähnliche Struktur auf: Auf eine rechteckige Basis folgt ein dekoratives Oberteil mit einer oft mit dunkelgrünen Dachziegeln ausgeschmückten Zeltdachkonstruktion. Hier ist unter anderem der am Moskwa-Ufer stehende Geheimgangsturm zu erwähnen, der 1485 erbaut wurde und damit der älteste aller 20 Kremltürme ist. Dort befand sich anfangs ein geheimer unterirdischer Gang zum Flussufer, wovon auch der Name des Turms abstammt. Der Sturmgeläutturm am südöstlichen Mauerabschnitt hat seinen Namen einer Alarmglocke zu verdanken, die bis zum 18. Jahrhundert am Turm hing und stets in Gefahrensituationen betätigt wurde, um die Moskowiter zu warnen. Mehrere kleinere Kremltürme wurden erst im 18. oder 19. Jahrhundert nach in ihrer Nähe entstandenen Bauwerken auf dem Kremlterritorium benannt, so der Rüstkammerturm (nach der Kreml-Rüstkammer) oder der Senatsturm (nach dem Senatspalast).
Der einzige nach dem 15. Jahrhundert entstandene Kremlturm ist der sehr kleine Zarenturm, der sich wenige Meter südlich des Erlöserturms befindet. Er wurde erst 1680 ausschließlich für dekorative Zwecke aufgestellt und ist – typisch für Werke altrussischer Baukunst – reichlich mit kunstvoll geformten Ornamenten und anderen auffälligen Details ausgeschmückt.

### Einzelstehende Sakralbauten

#### Mariä-Entschlafens-Kathedrale

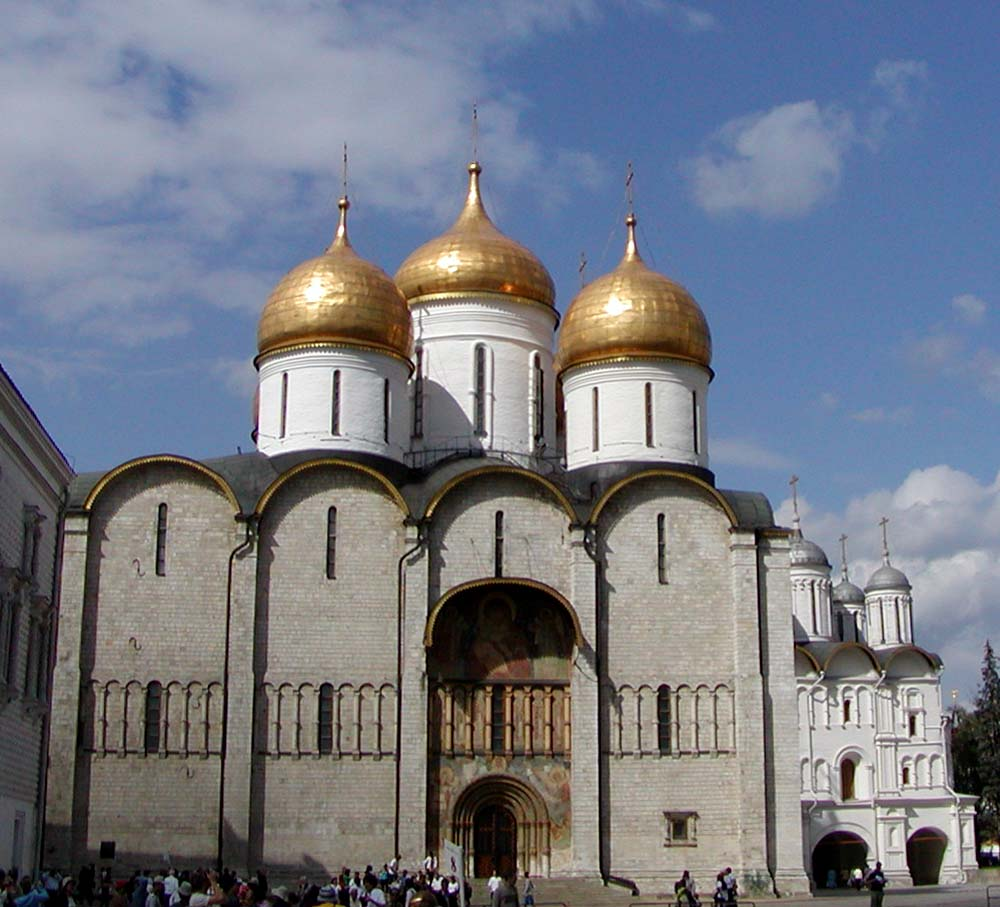
Mariä-Entschlafens-Kathedrale

Von den drei Kathedralen, die das architektonische Ensemble des Kathedralenplatzes in der Mitte des Kremlgeländes prägen, stellt die Mariä-Entschlafens- oder, auf Russisch, die Uspenski-Kathedrale, die älteste dar. Sie wurde 1475–1479 errichtet und ist das älteste vollständig erhaltene Bauwerk in Moskau und damit auch unter allen Kremlbauten.
Ihr erster bekannter Vorgängerbau entstand in den Jahren 1326/27, kurz vor dem Bau des neuen hölzernen Kremls unter Großfürst Iwan I. Nach Fertigstellung diente die Kathedrale als Hauskirche des Metropoliten von Moskau, der sich im gleichzeitig erbauten Vorgänger des späteren Patriarchenpalastes niederließ. Bis 1472 wurde die inzwischen baufällig gewordene Kathedrale abgetragen und daraufhin an ihrer Stelle ein Neubau errichtet. Dieser stürzte jedoch im Mai 1474, noch vor Fertigstellung – möglicherweise durch ein Erdbeben, anderen Hypothesen zufolge wegen baulicher Mängel – in sich zusammen. Für einen neuen Anlauf verpflichtete der damalige Großfürst Iwan III., der einige Jahre später denn auch die Mauer und Türme der Festung durch italienische Meister neu errichten ließ, den Bologneser Renaissance-Architekten Aristotele Fioravanti. Dieser führte den Bau von 1475 bis zur Weihe am 15. August 1479 durch und orientierte sich dabei deutlich an der bereits bestehenden gleichnamigen Kathedrale in der alten Metropolitenresidenz Wladimir, mit der Fioravantis Kathedrale vor allem ihre schlichte rechteckige Struktur und den fünfkuppeligen Abschluss gemein hat. In einzelnen Elementen, so beispielsweise den Fassadenpilastern in toskanischer Ordnung, knüpfte Fioravanti aber auch an die Renaissance-Architektur an. Die Bemalung der Innenräumlichkeiten der Kathedrale dauerte noch bis ins 16. Jahrhundert hinein.
Von ihrer Fertigstellung bis zur Verlegung der Hauptstadt nach Petersburg galt die Mariä-Entschlafens-Kathedrale als Hofkirche der Moskauer Großfürsten und später der russischen Zaren. Insbesondere fanden hier – auch nach der Verlegung der Hauptstadt – Zeremonien im Rahmen der Krönungsfeiern der Zaren statt. Von 1589 bis 1721, also während des Bestehens des Patriarchenamts in der russisch-orthodoxen Kirche, wurden hier alle Moskauer Patriarchen geweiht und fast alle auch beigesetzt. Vom 16. bis zum 19. Jahrhundert wurde das Gotteshaus bei Bränden und militärischen Invasionen mehrmals beschädigt und immer wieder restauriert. Mit dem Aufkommen der Sowjetmacht wurde die Kathedrale für Gottesdienste geschlossen und war bis 1955, wie auch der gesamte Kreml, für die Öffentlichkeit unzugänglich. Danach wurde sie als Museum wiedereröffnet. Seit den 1990er-Jahren finden in ihr an bestimmten Tagen auch wieder Gottesdienste statt.
Große Teile der ursprünglichen Schätze und Kunstwerke der Kathedrale befinden sich heute in der Rüstkammer des Kremls und auch in der Moskauer Tretjakow-Galerie. Ganz oder teilweise im Original erhalten sind die zahlreichen Wand- und Gewölbefresken aus dem Zeitraum vom 15. bis zum 17. Jahrhundert, die Ikonostase aus dem Jahr 1547, Ikonen, von denen die älteste aus dem 12. Jahrhundert stammt, ferner der 1551 für Iwan IV. „den Schrecklichen“ hergestellte Monomachsthron aus kunstvoll geschnitztem Linden- und Nussholz. Entlang der Wände befinden sich Grüfte und Reliquienschreine fast aller Moskauer Patriarchen bis zum Anfang des 18. Jahrhunderts.

#### Erzengel-Michael-Kathedrale

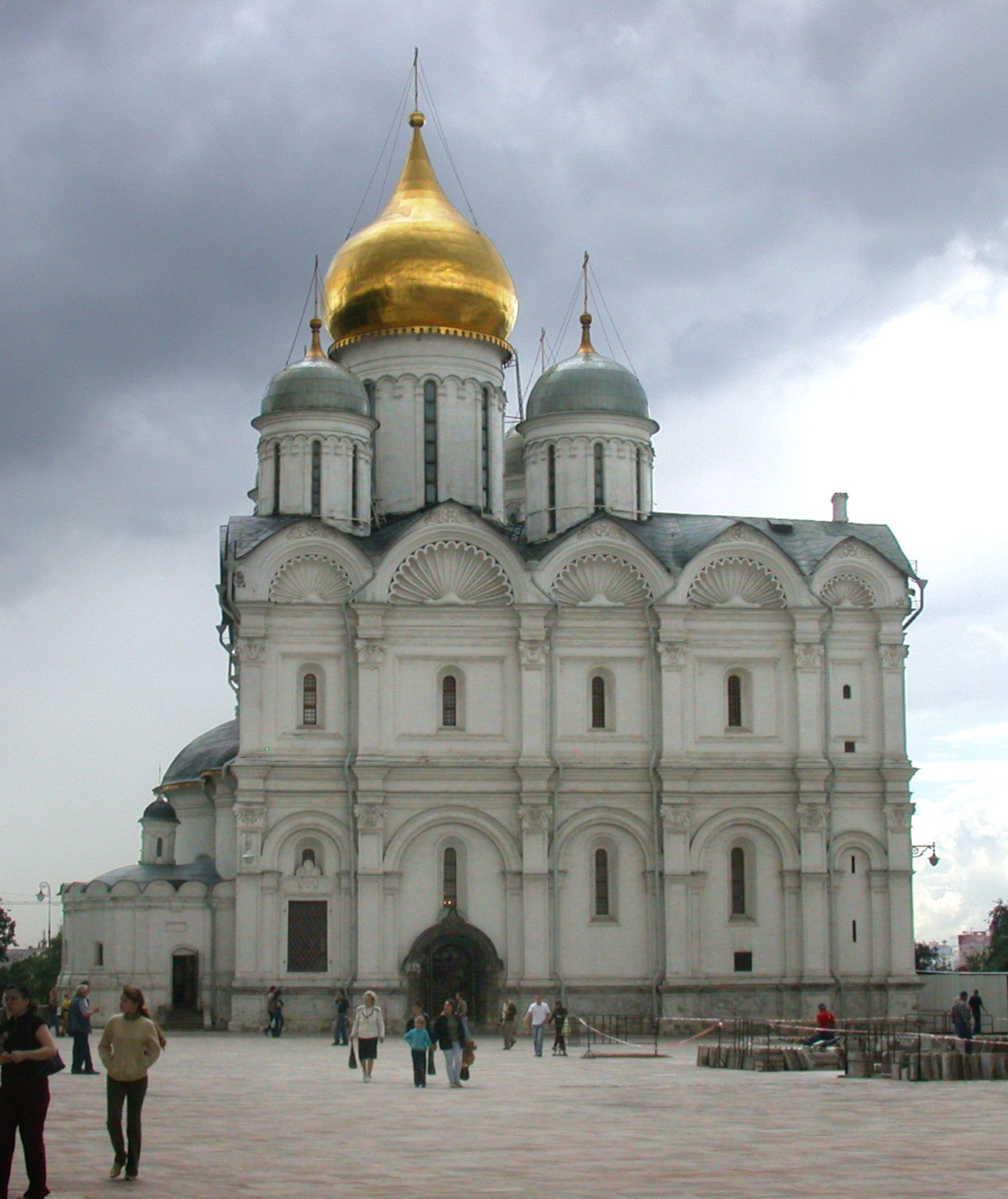
Erzengel-Michael-Kathedrale

Die Erzengel-Michael-Kathedrale an der Südostseite des Kathedralenplatzes ist vor allem dadurch bekannt, dass dort vom 14. bis zum 17. Jahrhundert die Moskauer Großfürsten und die russischen Zaren beigesetzt wurden. Das dem als Schutzpatron russischer Herrscher verehrten Erzengel Michael geweihte Gotteshaus entstand in den Jahren 1505–1508 an der Stelle einer gleichnamigen Kirche aus dem Jahr 1333. Wie die Mariä-Entschlafens-Kathedrale wurde auch die Erzengel-Michael-Kathedrale durch einen italienischen Bauschaffenden, in diesem Fall den Mailänder Aloisio Lamberti da Montagnana, errichtet. Größere nachträgliche Um- und Ausbauten an der Kathedrale gab es im späteren 16. Jahrhundert, als an die Ostfassade zwei Apsiden angebaut wurden, sowie im 18. Jahrhundert, als das nahe dem Abhang zum Moskwa-Ufer stehende Gebäude zusätzlich gestützt werden musste, damit es nicht abrutschte.
Der architektonische Stil der Kathedrale gilt als eine Mischung aus traditioneller altrussischer Sakralbaukunst und Elementen der italienischen Renaissance: Für russische Kathedralen typisch und u. a. an die Mariä-Entschlafens-Kathedrale angelehnt ist vor allem die symmetrische Fünfkuppelkonstruktion und die halbkreisförmigen Fassadenabschlüsse (sogenannte Sakomary), während die Dekoration der Fassaden – darunter die nach Muscheln stilisierten Ornamente in den oberen Bogennischen – zu den für die Renaissance typischen Details zählt. Die beiden reichlich mit Pflanzenornamenten versehenen Eingangsportale lehnte Montagnana ebenfalls an die Architektur seines Heimatlandes an.
Im Inneren der Kathedrale, dessen größten Teil der einstöckige Altarraum und die ehemalige Sakristei einnehmen, fallen Wand- und Gewölbefresken aus dem 17. Jahrhundert auf, von denen mehrere dem für die Kirche namensgebenden Erzengel Michael gewidmet sind. Die vierrangige Ikonostase mit der vergoldeten Zarenpforte in der Mitte stammt ebenfalls aus dem 17. Jahrhundert. Besonders bekannt sind aber die insgesamt rund 50 durch große ornamentierte Gedenksteine markierten Begräbnisse von Großfürsten, Lehnfürsten, Zaren und deren nächsten Angehörigen, die sich über den ganzen Innenraum der Kathedrale verteilen. Hier fanden alle Moskauer Großfürsten seit Iwan Kalita († 1341) und nachfolgend alle Zaren vor Peter I. „dem Großen“ (mit Ausnahme von Boris Godunow) ihre letzte Ruhestätte. Die russischen Zaren ab Peter dem Großen wurden – mit Ausnahme von Peter II., der ebenfalls in der Erzengel-Michael-Kathedrale ruht – allesamt in Sankt Petersburg in der dortigen Peter-und-Paul-Kathedrale beigesetzt.

#### Mariä-Verkündigungs-Kathedrale

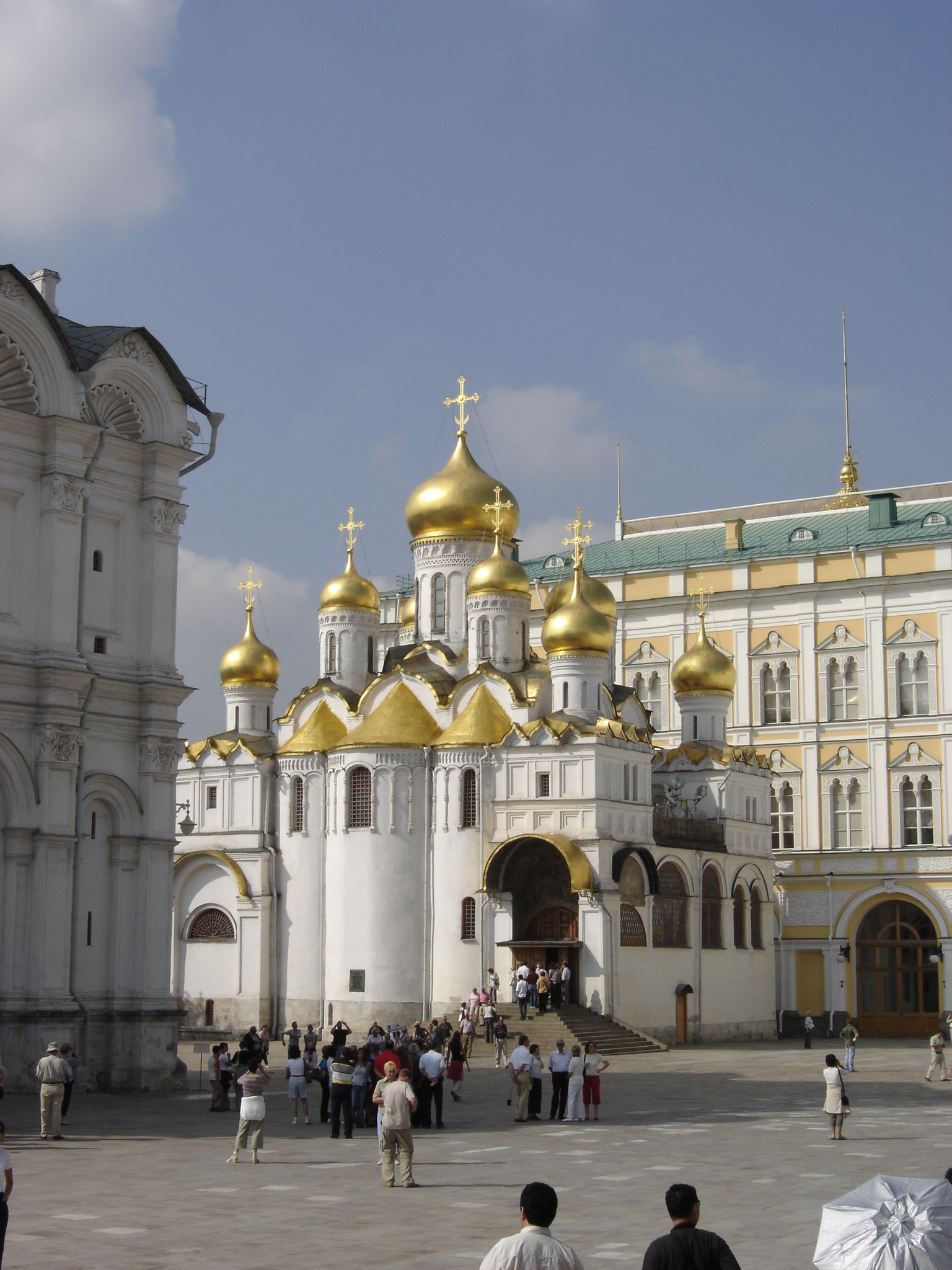
Mariä-Verkündigungs-Kathedrale

Einen weiteren historischen Kirchenbau auf dem Kathedralenplatz des Kremls stellt die Mariä-Verkündigungs-Kathedrale dar. Man findet sie an der südwestlichen Ecke des Platzes, in der Nähe der Borowizki-Straße und unmittelbar an den Großen Kremlpalast angrenzend.
Um 1291 entstand an der gleichen Stelle vermutlich erstmals eine Holzkirche, die dem orthodoxen Fest der Mariä Verkündigung geweiht wurde. Im 14. Jahrhundert brannte sie ab und wurde durch eine steinerne Kirche ersetzt, die wiederum gegen Ende des 15. Jahrhunderts abgetragen wurde. Daraufhin begannen aus der russischen Stadt Pskow eingeladene Kirchenbaumeister mit der Errichtung der heutigen Kathedrale, die 1489 abgeschlossen wurde. Da sich schon damals in unmittelbarer Nähe des Gotteshauses, an Stelle des heutigen Großen Kremlpalastes, Gemächer der Moskauer Großfürsten befanden, nutzten Letztere die Verkündigungskathedrale als ihre Hauskirche und ließen dazu eine Übergangsgalerie vom Palais direkt in die Kathedrale errichten. Mitte des 16. Jahrhunderts wurde das Gotteshaus auf Geheiß Iwan des Schrecklichen, des ersten gekrönten russischen Zaren, erheblich ausgebaut. Noch bis zum Bau des Terem-Palastes in den Jahren 1635–1636 diente die Mariä-Verkündigungs-Kathedrale den Zaren als Hauskirche.
Im 18., 19. und 20. Jahrhundert musste die Kathedrale erneut mehrfach umgebaut oder restauriert werden, da sie bei Bränden und Kampfhandlungen immer wieder in Mitleidenschaft gezogen wurde. Heute ist sie, wie die anderen beiden Kreml-Kathedralen, vorrangig ein Museum; Gottesdienste finden vereinzelt aber auch statt, so am Feiertag der Mariä Verkündigung.
Die an ihren Fassaden weiß verkleidete Kirche hat heute neun Zwiebeltürme (ursprünglich waren es nur drei). An die Südfassade ist ein Aufgang angebaut, der in den 1570er-Jahren auf Wunsch Iwan des Schrecklichen entstand. Betreten werden kann die Kathedrale gegenwärtig aber nur durch den Aufgang an der Ostseite. Der Innenraum ist in Seitengalerien sowie den Hauptaltarraum unterteilt, die voneinander durch kunstvoll ornamentierte Portale getrennt sind. Im Altarraum zählt die fünfrangige Ikonostase zu den Hauptsehenswürdigkeiten; an ihr sind auch bekannten Malern wie Andrei Rubljow oder Theophanes dem Griechen zugeschriebene Ikonen ausgestellt. Sowohl der Altarraum als auch die Galerien sind ausgiebig mit Wand- und Gewölbefresken aus dem frühen 16. Jahrhundert ausgeschmückt.

#### Mariä-Gewandniederlegungs-Kirche

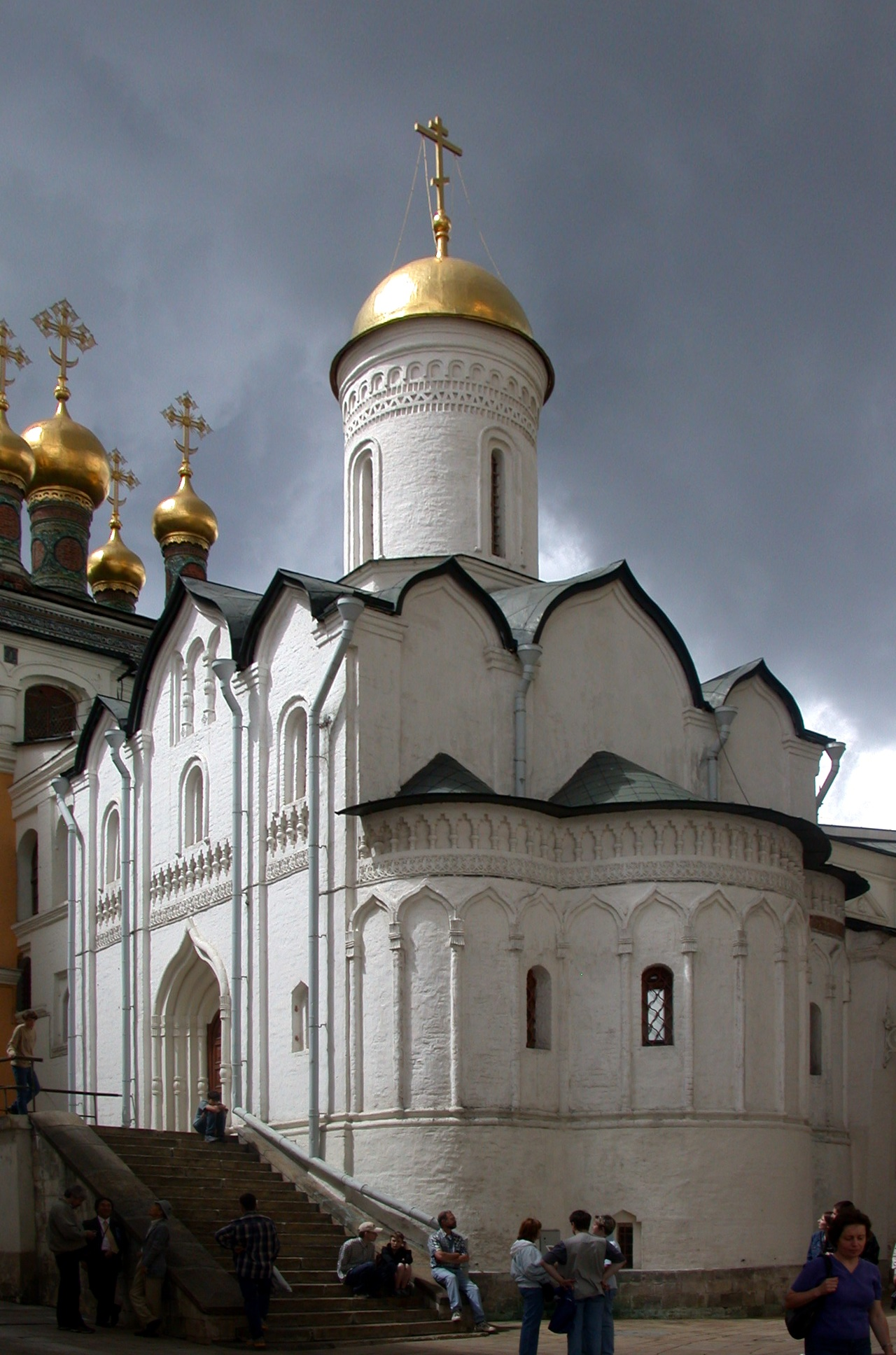
Gewandniederlegungskirche

Die Mariä-Gewandniederlegungs-Kirche, die kleinste der vier Kirchen auf dem Kathedralenplatz, steht an dessen Westseite und in unmittelbarer Nähe zum Facettenpalast, zu den ehemaligen Hauskirchen des Terem-Palastes, zur Mariä-Entschlafens-Kathedrale sowie zum Patriarchenpalast. Genau wie die Mariä-Verkündigungs-Kathedrale wurde diese Kirche von einheimischen Bauschaffenden aus Pskow und ungefähr zur gleichen Zeit (nämlich im Jahr 1486) errichtet. Sie weist eine simple, im Vergleich zu den benachbarten Kathedralen überaus schlanke Gestalt auf und wird oben von einem einzigen, mit einer helmförmigen vergoldeten Kuppel gekrönten Kirchturm abgeschlossen.
Errichtet wurde die Kirche zum Gedenken an einen überraschend schnellen Rückzug tatarischer Angreifer bei deren Belagerung des Kremls im Juli 1451. Da dieses Ereignis zeitlich mit dem orthodoxen Kirchenfest der Gewandniederlegung der Mutter Jesu zusammenfiel, weihte man das Gotteshaus diesem Fest. Nach Fertigstellung diente die Kirche eine Zeit lang als Hauskirche der Moskauer Metropoliten und Patriarchen, bis sie in dieser Funktion von der Zwölf-Apostel-Kathedrale im neu errichteten benachbarten Patriarchenpalast abgelöst wurde. Danach nutzten sie bis zum Umzug des Zarenhofes nach Sankt Petersburg Mitglieder der Zarenfamilie, die im benachbarten Terem-Palast zu Hause waren, als Gebetshaus.
Heute finden in der Gewandniederlegungskirche einmal im Jahr, am namensgebenden Feiertag der Gottesmutter-Gewandniederlegung, Gottesdienste statt. Ansonsten hat die Kirche fast nur als Museum Bedeutung: In ihren Innenräumen sind vor allem die vielen Fresken mit Gottesmutter Maria gewidmeten Motiven sowie die vierrangige Ikonostase sehenswert. Darüber hinaus befindet sich dort eine Exposition von Gegenständen russisch-orthodoxer dekorativer Holzschnitzkunst aus dem Zeitraum vom 14. bis zum 17. Jahrhundert.

#### Glockenturm Iwan der Große

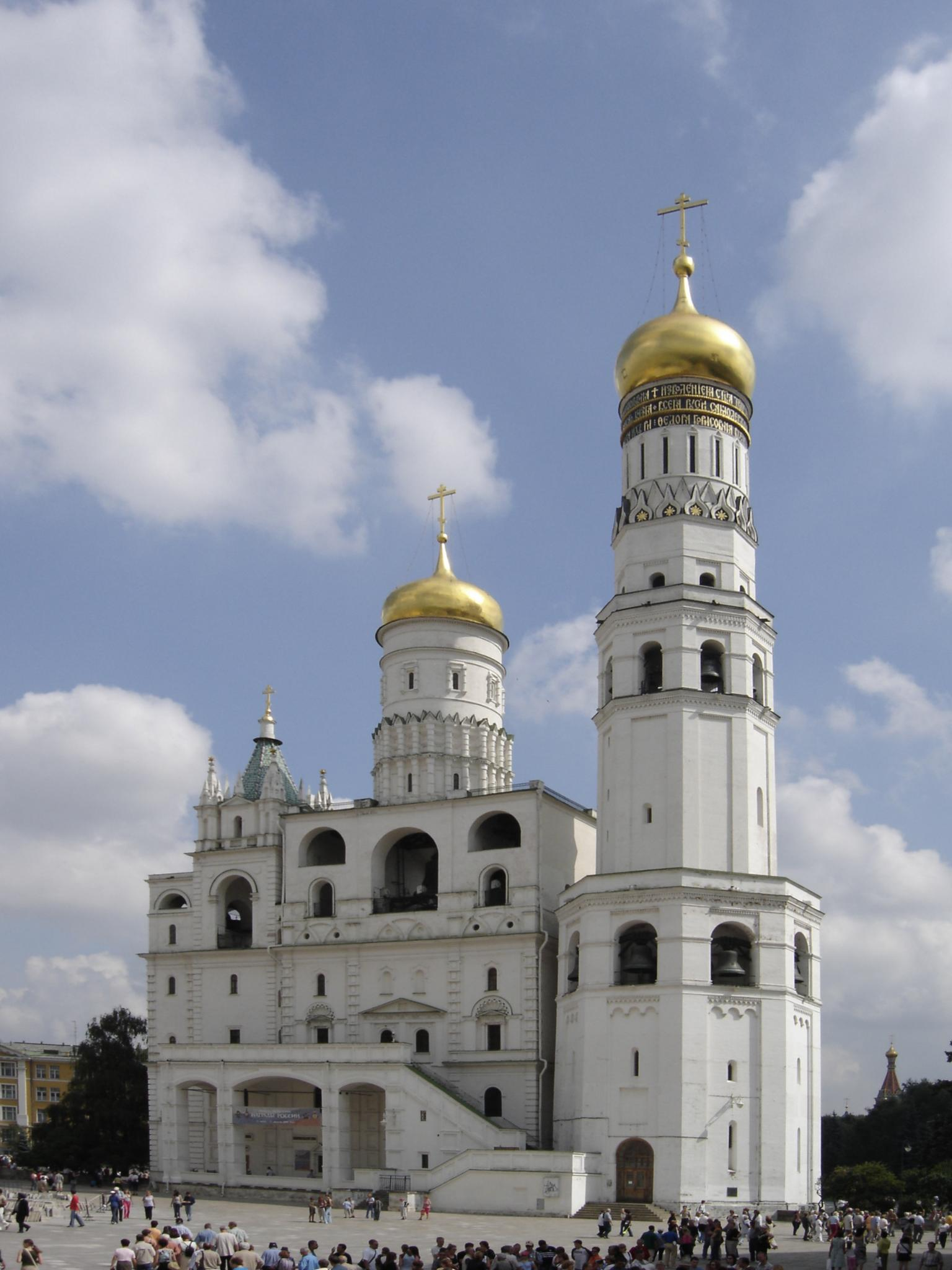
Glockenturm Iwan der Große

Der Glockenturm Iwan der Große schließt den Kathedralenplatz von der Ostseite ab und trennt ihn zugleich vom Iwanplatz. Mit 81 Metern ist er das höchste Gebäude im Ensemble des Kremls. Er wird bis heute als Glockenturm für die drei Kathedralen des Kremls, die selbst keine Glockenstühle haben, verwendet.
1329 entstand ungefähr an der Stelle des heutigen Turms die kleine Kirche des Heiligen Johannes Klimakos (auf Russisch Iwan (Lestwitschnik), daher die spätere Bezeichnung des Glockenturms und auch des Iwanplatzes, auf dem die Kirche stand). Sie existierte bis zum Anfang des 16. Jahrhunderts, als sie, inzwischen baufällig, abgetragen wurde. Gleichzeitig ließ Großfürst Iwan III., unter dem der Kreml zu großen Teilen seine heutige Gestalt erhielt, den Glockenturm in den Jahren 1505–1508 von einem unbekannten italienischen Architekten bauen. Nach Fertigstellung wurde in dessen Basisteil der Altar der alten Johannes-Kirche (heute entwidmet) untergebracht. Anfangs nur etwa 60 Meter hoch, erhielt der Turm seine heutige Gestalt im Jahr 1600, als der oberste der drei Ränge auf Anweisung von Zar Boris Godunow auf die heutige Höhe aufgestockt wurde. Auch die beiden an den Turm nördlich anliegenden Bauten entstanden nachträglich: Das ebenfalls von einem Zwiebelturm gekrönte Uspenski-Glockengestühl wurde 1531–1543 anfangs als Kirche erbaut, und der angrenzende Philaret-Anbau mit seinem originellen gotisch ornamentierten Zeltdach stammt ursprünglich aus dem Jahr 1624. Beide Anbauten wurden im Krieg gegen Napoléon von 1812 vollständig zerstört und noch in der ersten Hälfte des 19. Jahrhunderts weitgehend originalgetreu wiederhergestellt.
Sowohl der 1508 erbaute Glockenturm als auch seine beiden Anbauten beherbergen eine Vielzahl von Glocken unterschiedlicher Größen und Lauteigenschaften. Ihre Gesamtzahl beträgt heute 22; die vier größten Glocken hängen in den beiden Anbauten, darunter die 65,5 Tonnen schwere Uspenski-Glocke, die nur an bestimmten Kirchenfeiertagen betätigt wird, und die Reut mit einem Gewicht von 19,6 Tonnen, für die ein besonders tieftöniger Laut charakteristisch ist. Alle 22 Glocken stammen aus dem Zeitraum vom 16. bis zum 19. Jahrhundert; einige von ihnen (darunter auch die Uspenski-Glocke) wurden im Laufe der Zeit einmal oder gar mehrmals eingeschmolzen und neu gegossen.

### Paläste und Museen

#### Großer Kremlpalast einschl. Facetten- und Terem-Palast

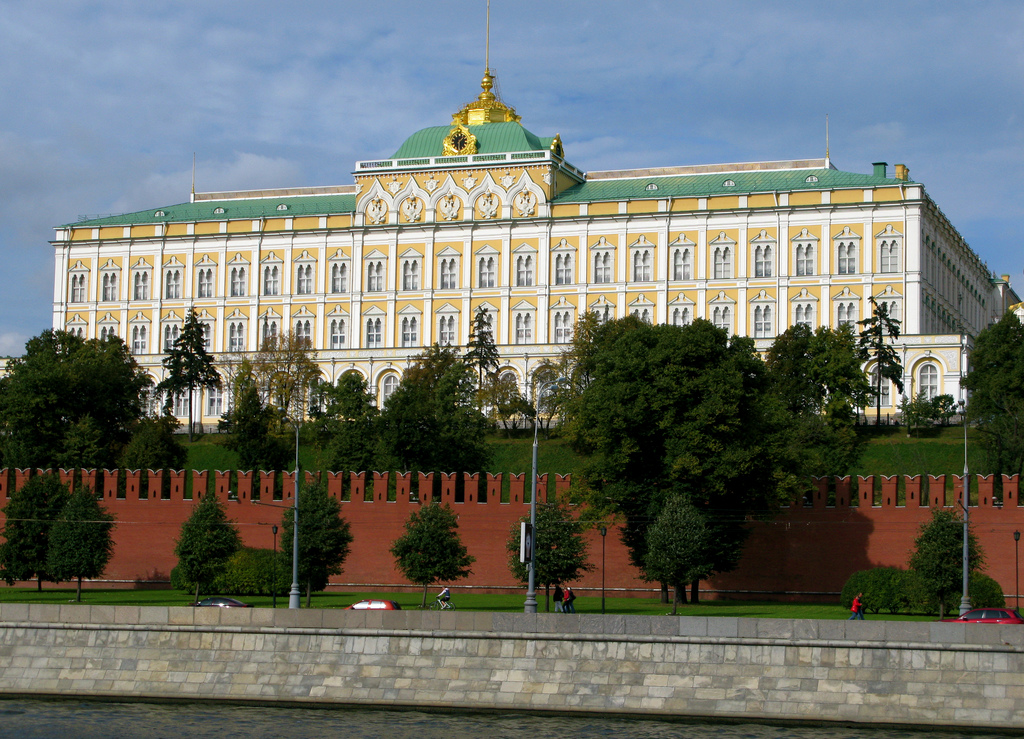
Südfassade des Großen Kremlpalastes

Bei dem Großen Kremlpalast handelt es sich um einen Komplex aus mehreren repräsentativen Profanbauten, die in verschiedenen Jahrhunderten entstanden und allesamt als Wohn- und/oder Empfangsort für russische Großfürsten bzw. Zaren dienten. Noch lange vor der Fertigstellung des Komplexes im 19. Jahrhundert standen an dessen Stelle zuerst hölzerne und später steinerne Gemächer der Kremlherren.
Der zentrale Bestandteil des Komplexes ist der in den Jahren 1838–1849 erbaute klassizistische Kaiserpalast. Er steht fast unmittelbar am Abhang zur Moskwa hin und ist daher besonders gut aus südlicher Richtung sichtbar, beispielsweise vom gegenüberliegenden Flussufer aus. Erbaut nach einem Entwurf des bekannten Moskauer Architekten Konstantin Thon im Auftrag des damaligen Zaren Nikolaus I., diente der Palast bis 1917 als Wohn- und Arbeitsresidenz für den Zaren, seine Familie und die Gefolgschaft während ihrer Aufenthalte in Moskau. Da der Palast aber auch repräsentative Zwecke zu erfüllen hatte und in dieser Funktion beispielsweise als Austragungsort feierlicher Empfangszeremonien genutzt wurde, wurde er in seinem Inneren mit äußerst prunkvollen Paradesälen ausgestattet, die heute als Hauptsehenswürdigkeit des Palastes gelten. Diese fünf im Erd- und im Obergeschoss gelegenen Säle wurden nach den höchsten Staatsauszeichnungen des Russischen Zarenreichs benannt, ihre Einrichtung und Ausstattung unterscheidet sich wesentlich voneinander und hat jeweils einen eigenen thematischen Schwerpunkt. Der bekannteste der fünf Paradesäle ist der Georgssaal, der seinen Namen dem russischen Georgskreuz verdankt und in dem bis heute Träger hoher Staatsauszeichnungen geehrt werden.
Als sehr prachtvoll gelten darüber hinaus die ehemaligen Räumlichkeiten des Zaren und seiner Familie im Erdgeschoss des Palastes. Je nach ihrer ursprünglichen Bestimmung sind sie in verschiedenen Stilen möbliert und ähnlich den Paradesälen großzügig mit Erzeugnissen dekorativer und angewandter Kunst ausgeschmückt.

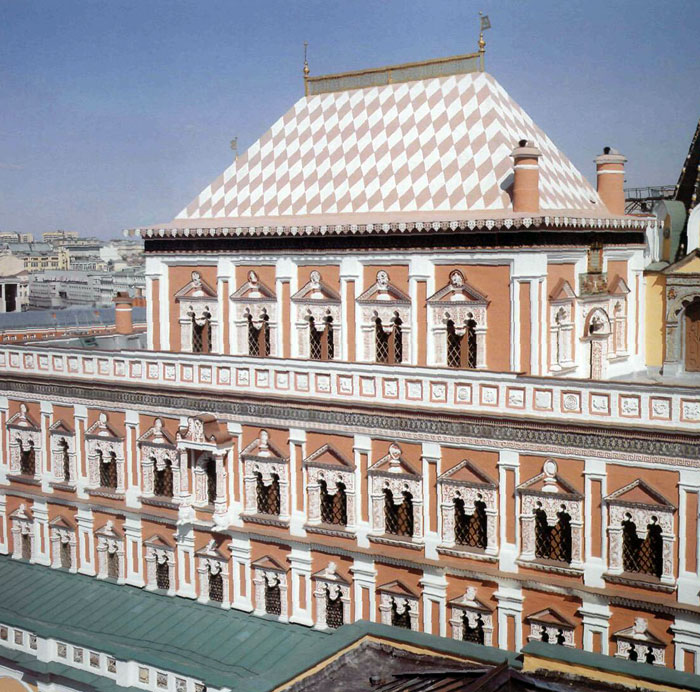
Terem-Palast

Vom Erdgeschoss des Thonschen Kaiserpalastes kann direkt in die beiden anderen Gebäude des Großen Kremlpalastes übergegangen werden, da der im 19. Jahrhundert entstandene Palast eng an den bestehenden Teil des Komplexes angebaut wurde, so dass die Sicht auf die alten Gebäude dadurch teilweise verdeckt wird. Besonders stark ist dies beim Terem-Palast ausgeprägt, der im 19. Jahrhundert nahezu komplett hinter dem großen Zarenpalast verschwand. Er wurde in den Jahren 1635–1636 erbaut und stand ursprünglich neben noch älteren Zarengemächern, die im 18. Jahrhundert abgerissen wurden.
Die äußere Architektur des Terem-Palastes unterscheidet sich sehr stark von der des Thonschen Palastes aus dem 19. Jahrhundert: Während dieser mit seiner streng symmetrischen, einem Verwaltungsbau ähnelnden Struktur eher monoton wirkt, stellt der feierlich dekorierte Terem-Palast ein repräsentatives Beispiel für die einheimische Baukunst des 16. und 17. Jahrhunderts dar. Auffällig an dem fünfstöckigen Bau sind sowohl seine mit reichhaltigen Schnitzornamenten ausgeschmückten Fenstereinfassungen als auch das in Schachbrettmuster ausgeführtes Zeltdach.
Von seiner Fertigstellung bis zum Ende des 17. Jahrhunderts diente der Terem-Palast, der auf Initiative des Zaren Michael I. erbaut wurde, ihm und einigen seiner Nachfolger als Wohnresidenz. Aus diesem Grund verfügt der Palast in seinem Inneren über eine Vielzahl kunstvoll ausgestatteter Räumlichkeiten, von denen einige auch als repräsentative Empfangs- und Sitzungsräume genutzt wurden. Sehenswert sind beispielsweise das ehemalige Schlafzimmer des Zaren, das Arbeitskabinett oder die als Terem oder Teremchen bekannte Räumlichkeit direkt unter dem Zeltdach. An den Wänden und Gewölben dieser Zimmer sind reichhaltige Malereien und Pflanzenornamente zu sehen, bei denen es sich allerdings nicht um Originalarbeiten aus dem 17. Jahrhundert, sondern um deren Nachstellungen aus den 1870er-Jahren handelt.
Ebenfalls zum Terem-Palast und somit zum Komplex des Großen Kremlpalastes gehören die fünf kleinen Kirchen, die heute nicht mehr als Gotteshäuser gewidmet sind. Sie dienten einigen Mitgliedern der Zarenfamilie zu der Zeit, als diese den Terem-Palast bewohnte, als Hauskirchen. Von außen sind diese Kirchen durch ihre insgesamt elf Zwiebeltürmchen mit vergoldeten Kuppeln an der äußersten Westseite des Kathedralenplatzes, links neben der Mariä-Gewandniederlegungs-Kirche, zu erkennen. Dort in der Nähe befindet sich auch die sogenannte Goldene Zarinnenkammer, die aus dem späten 16. Jahrhundert stammt und von den später entstandenen Bauwerken des Großen Kremlpalastes nahezu komplett überbaut wurde.

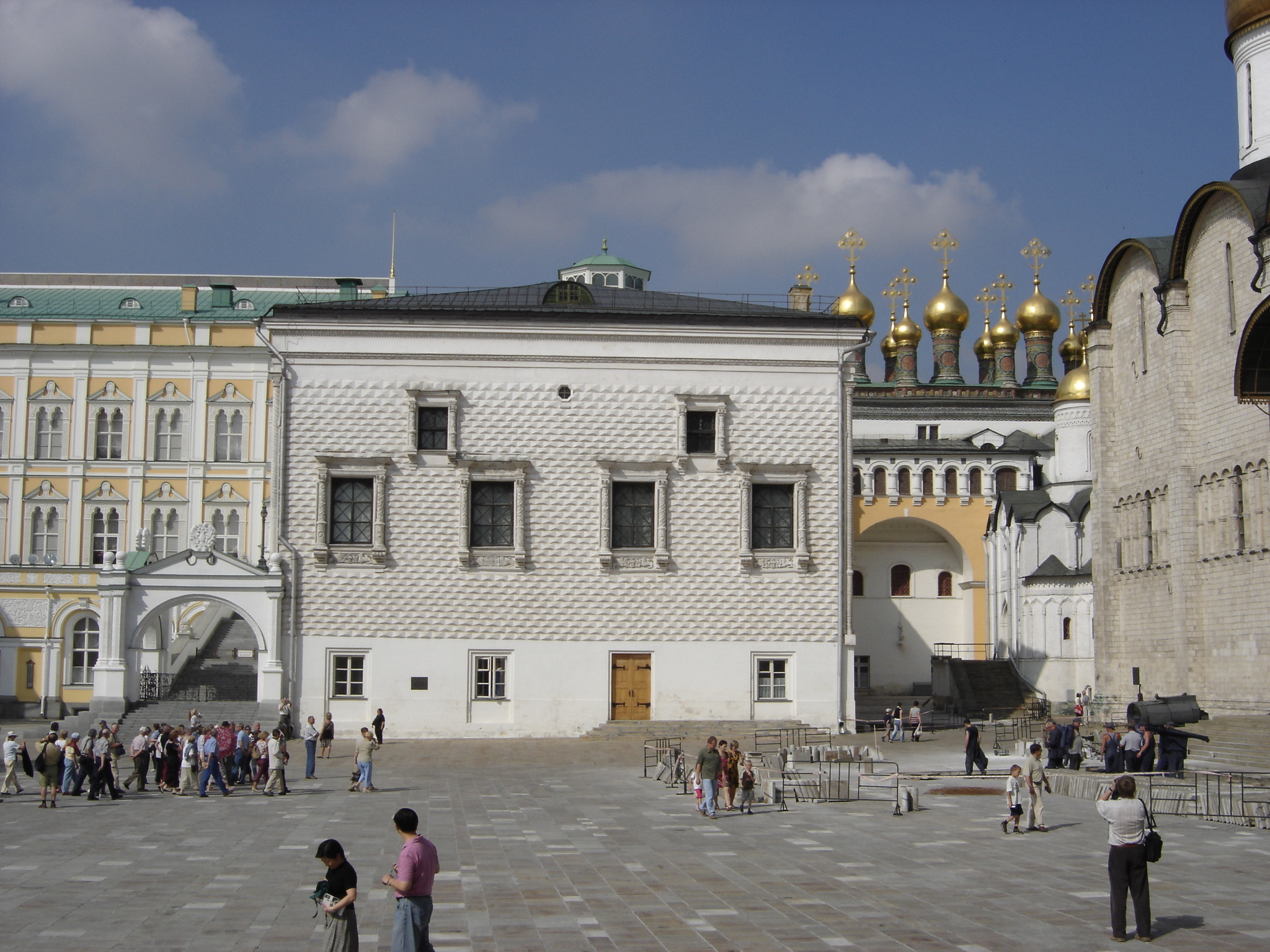
Facettenpalast

Im Gegensatz zum Terem-Palast und zur Goldenen Zarinnenkammer ist der ebenfalls zum Großen Kremlpalast zählende Facettenpalast von außen gut sichtbar, da er mit seiner Hauptfassade dem Kathedralenplatz des Kremls zugewandt ist. Beim Facettenpalast handelt es sich um den ältesten Teil des Komplexes. Er wurde im Jahre 1492 erbaut und stellte eines jener Kreml-Gebäude dar, die Großfürst Iwan III. im Zuge seines Um- und Ausbaus des Kremls von italienischen Bauschaffenden (hier: Marco Ruffo und Pietro Antonio Solari) fertigen ließ. Seit seiner Fertigstellung diente der Facettenpalast fast ausschließlich repräsentativen Zwecken: Hier feierten die Zaren ihre wichtigsten militärischen Siege und hier wurden hohe ausländische Gäste empfangen oder wichtige Staatsakte unterzeichnet.
Entsprechend dem Zweck des Gebäudes nimmt in seinem Inneren der einzige Paradesaal den meisten Platz ein. Ähnlich wie die Säle des Thonschen Kaiserpalastes ist er sehr prunkvoll ausgestattet. In den auch dort reichlich vorhandenen Wand- und Gewölbefresken lassen sich Motive aus der Geschichte des russischen Staates und der russisch-orthodoxen Kirche erkennen.
Allen Gebäuden aus dem Komplex des Großen Kremlpalastes ist heute gemein, dass sie offiziell zur Arbeitsresidenz des russischen Präsidenten gehören. Auch wenn sie in dieser Funktion nur repräsentative Zwecke erfüllen, sind sie daher für die Öffentlichkeit nur sehr eingeschränkt zugänglich.

#### Patriarchenpalast

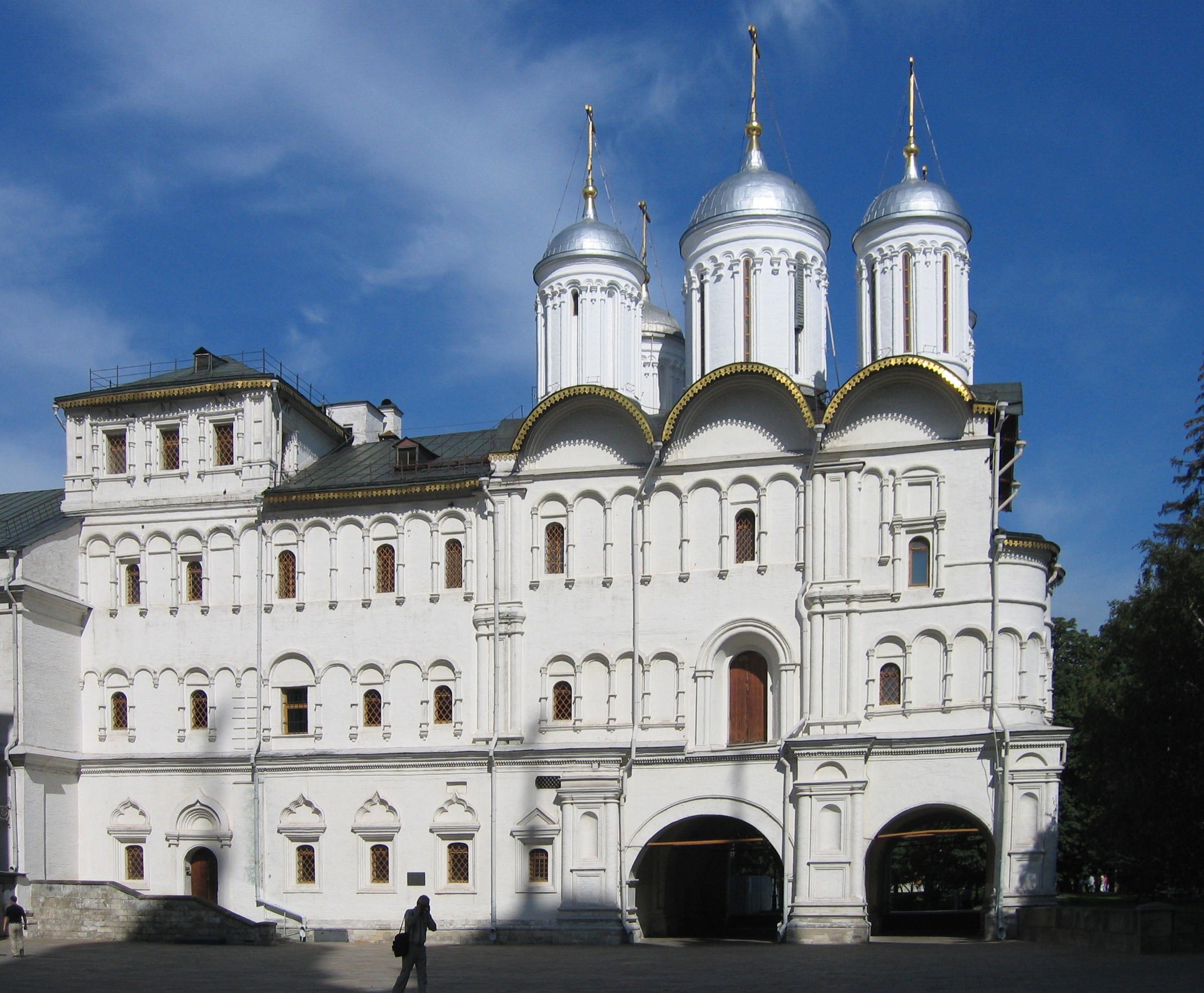
Patriarchenpalast und Zwölf-Apostel-Kirche

Im äußersten Norden des Kathedralenplatzes befindet sich mit dem ehemaligen Patriarchenpalast ein Bauwerk aus dem 17. Jahrhundert, an dessen Errichtung die gleichen russischen Meister beteiligt waren wie am Bau des Terem-Palastes. An ihn angebaut ist die gleichzeitig errichtete Zwölf-Apostel-Kirche, so dass beide Bauwerke letztlich in einem einzelnen Gebäude vereinigt sind, welches somit ungewöhnlicherweise sowohl einen Profan- als auch einen Sakralbau in sich kombiniert.
1653–1656 ließ Nikon, der damalige Patriarch der russisch-orthodoxen Kirche, für sich auf dem Kremlgelände eine repräsentative Wohn- und Arbeitsresidenz mit einer eigenen Hauskirche errichten. Diese Kirche, die eine der beiden Gebäudehälften einnimmt und mit ihrem fünfkuppeligen Abschluss architektonisch an die unmittelbar angrenzende Mariä-Entschlafens-Kathedrale angelehnt ist, war ursprünglich dem Apostel Philippus geweiht, erst seit Ende des 17. Jahrhunderts besitzt sie ihren heutigen Namen. Nach der Amtsenthebung Nikons diente der Palast noch gut 50 Jahre lang als Residenz Moskauer Patriarchen, bis die russisch-orthodoxe Kirche im Jahre 1721 dieses Amt abschaffte. Später waren die ehemaligen Gemächer für die Öffentlichkeit als Museum geöffnet, und im ehemaligen Paradesaal der Residenz richtete die Kirche 1763 einen Ofen zur Herstellung des Salböls ein. Die Zwölf-Apostel-Kirche diente weiterhin als Gotteshaus, bis sie nach der Oktoberrevolution, zusammen mit den ehemaligen Gemächern, für die Öffentlichkeit geschlossen wurde. Erst mit der Wiedereröffnung des Kremls im Jahr 1955 wurde im ehemaligen Patriarchenpalast wieder ein Museum eingerichtet.
Den zentralen Teil der Exposition des Museums stellt heute der ehemalige Paradesaal mit dem alten Salbölofen und anderen aufwändig gefertigten historischen Gegenständen zur Herstellung und Aufbewahrung des Salböls. Darüber hinaus werden in den Räumlichkeiten des Palastes zahlreiche luxuriöse Gegenstände aus dem Alltag der Patriarchen und Zaren in Russland des 16. und 17. Jahrhunderts sowie Kirchenutensilien, die teilweise im 20. Jahrhundert aus zerstörten Gotteshäusern hierher übertragen wurden, ausgestellt. In der Zwölf-Apostel-Kirche, in der seit den 1990er-Jahren wieder einmal jährlich Gottesdienste zelebriert werden, ist vor allem die prunkvolle Ikonostase aus dem 1929 zerstörten Himmelfahrtskloster des Kremls sehenswert.

#### Senatspalast

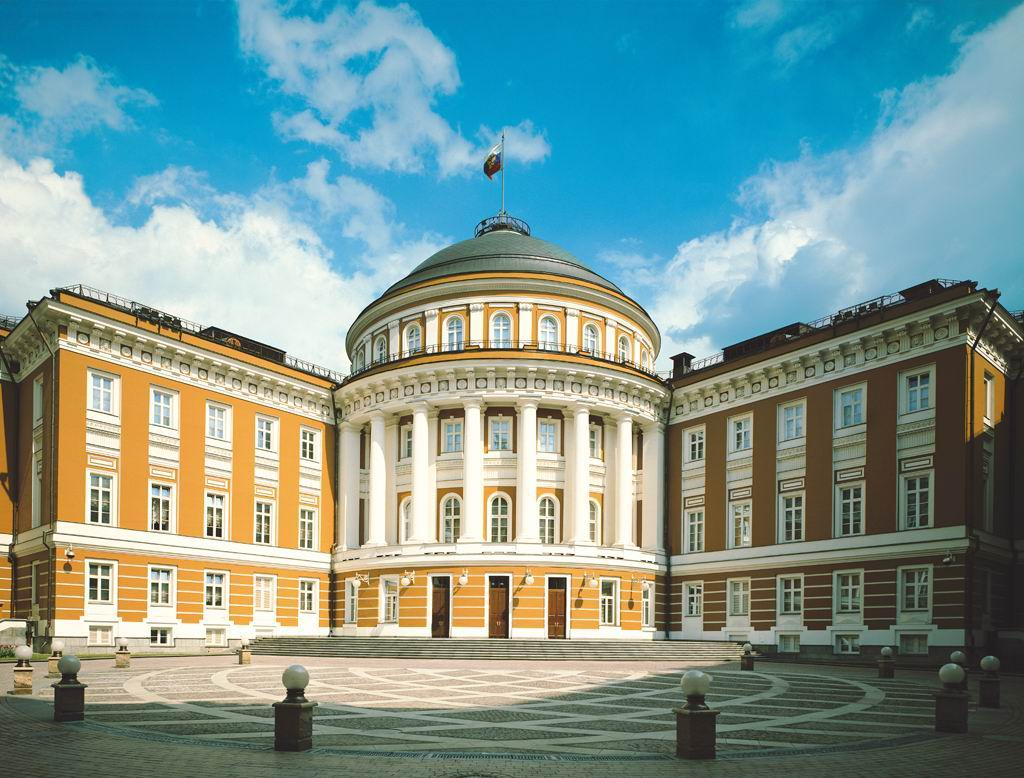
Senatspalast; Ansicht vom Innenhof

Der Senatspalast am östlichen Abschnitt der Kremlmauer dient heute als zentrale Arbeitsresidenz des Präsidenten Russlands. Auch zur Sowjetzeit beherbergte er unter anderem den Ministerrat der UdSSR und war somit Regierungssitz.
Das dreistöckige Gebäude, das mit seinem frühklassizistischen Stil ein eher untypischer Bestandteil des Kremlensembles ist, entstand in den Jahren 1776–1787 nach einem Entwurf von Matwei Kasakow, einem der bekanntesten Moskauer Stadtarchitekten des späten 18. Jahrhunderts. Der Grundriss des Gebäudes besteht im Wesentlichen aus drei Hauptflügeln, die zusammen ein Dreieck bilden, dessen eine Seite unmittelbar an die Kremlmauer anliegt und vom jenseits der Mauer gelegenen Roten Platz aus sichtbar ist. Die beiden anderen Fassaden sind zum Senatsplatz und Arsenal einerseits bzw. zum Verwaltungsgebäude andererseits hin gewandt. Für Kreml-Besucher ist jedoch die südliche Eckfassade des Senatspalastes am besten sichtbar, da sie sich direkt am Iwanplatz befindet und von dessen südlichen, für die Öffentlichkeit zugänglichen Seite aus betrachtet werden kann. Die östliche Spitze des Dreiecks bildet eine mächtige Rotunde, deren mit einem Nationalflaggenmast gekrönte Kuppel nur vom Roten Platz oder aber vom öffentlich unzugänglichen Innenhof des Dreiecks aus sichtbar ist.
Das Innere des Palastes beinhaltet neben gewöhnlichen Arbeitsräumen des Präsidenten und seines Personals mehrere repräsentative Räumlichkeiten, die meist für besondere Anlässe verwendet werden. Die größte hiervon ist der kreisförmige Paradesaal (genannt Katharinensaal) in der Rotunde direkt unter der Kuppel. Mit seinen zahlreichen Skulpturen und Ornamenten ist er mit den fünf Paradesälen des Großen Kremlpalastes vergleichbar und wird gelegentlich für Staatsakte mit Beteiligung des Präsidenten genutzt.
Seiner ursprünglichen Bestimmung nach sollte der Senatspalast als Sitz des unter Zar Peter I. eingerichteten Regierenden Senats, eines hohen legislativen Staatsorgans im Russischen Reich des 18. Jahrhunderts, dienen. Hiervon stammt auch die bis heute bestehende Bezeichnung. Im 19. Jahrhundert beherbergte das Gebäude verschiedene Behörden und zeitweilig ein Gericht, bis es nach der Oktoberrevolution von der sowjetrussischen Regierung beansprucht wurde. Anfang der 1920er-Jahre hatte Revolutionsführer Lenin im Senatspalast sowohl sein Arbeitskabinett als auch eine kleine Wohnung, die nach seinem Tod rund 70 Jahre lang unter Beibehaltung der Originaleinrichtung als Museum geöffnet war.

#### Arsenal (Zeughaus)

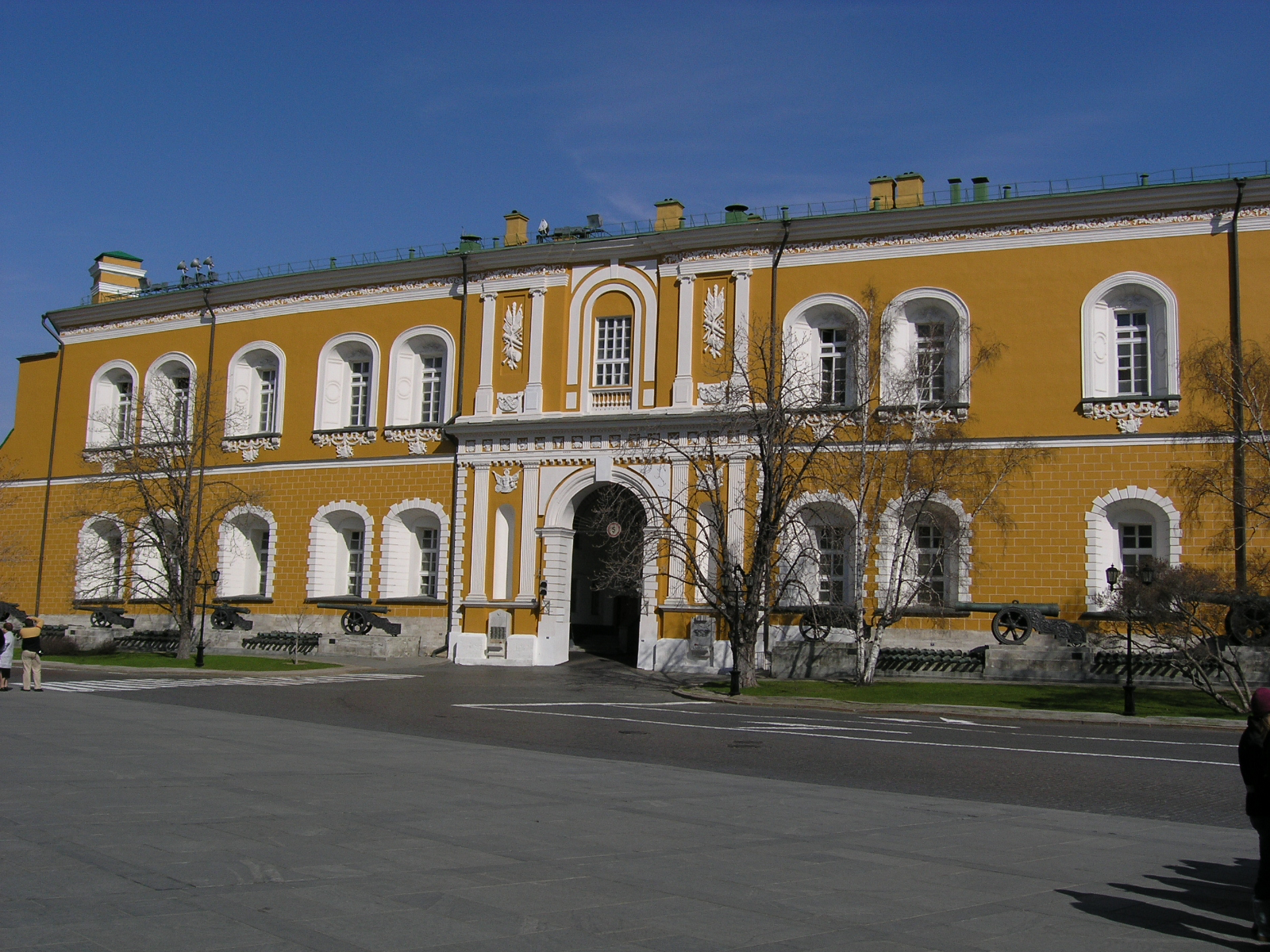
Arsenal, Südfassade

Das Arsenal ist ein weiteres aus dem 18. Jahrhundert stammendes Bauwerk im Moskauer Kreml. Es nimmt die gesamte nordwestliche Ecke des Kremlgeländes ein und ist auch an mehreren Stellen außerhalb der Kremlmauer sichtbar, so beispielsweise vom Alexandergarten aus. Innerhalb des Kremls ist das Arsenal das erste Gebäude, das man beim Betreten der Zitadelle über das Dreifaltigkeitstor auf der linken Seite sieht.
1701 brannten mehrere an der Stelle des heutigen Arsenals stehende Privatbauten bei einer Feuersbrunst ab, die einen beträchtlichen Teil des Kremls erfasst hatte. Die auf diese Weise freigewordenen Grundstücke kaufte der russische Staat auf, um dort auf Initiative Peter des Großen ein Zeughaus errichten zu lassen, das unter anderem zur Aufbewahrung von in Kriegen erbeuteten Waffen dienen sollte. Der 1702 begonnene Bau konnte jedoch, vor allem bedingt durch finanzielle Schwierigkeiten, erst 1736 abgeschlossen werden. Nur ein Jahr danach kam es im Kreml erneut zu einem Großbrand, der auch das neue Arsenal erheblich beschädigte. 1812 sprengten im Krieg gegen Napoléon die Franzosen Teile des inzwischen wiedererrichteten Arsenals, das 1828 schließlich abermals komplett erneuert wurde.
Wurde das Arsenal im 19. Jahrhundert gemäß seinem ursprünglichen Zweck als Waffenlager verwendet – einige besonders repräsentative Exemplare aus der früheren Exposition russischer und erbeuteter ausländischer Artilleriegeschütze sind bis heute an den ausgedehnten Fassaden des Gebäudes ausgestellt –, zog nach der Oktoberrevolution das Militär dort ein. Bis heute gehört das gesamte Gebäude der Kremlgarnison, die dort unter anderem ihre Kasernen hat. Die sehr dicken Grundmauern, erkennbar im Bereich der Fenstereinfassungen, verleihen dem Gebäude dessen charakteristische monumentale Gestalt, die seine rein militärische Nutzung visuell zu unterstreichen vermag.

#### Rüstkammer und Diamantenfonds

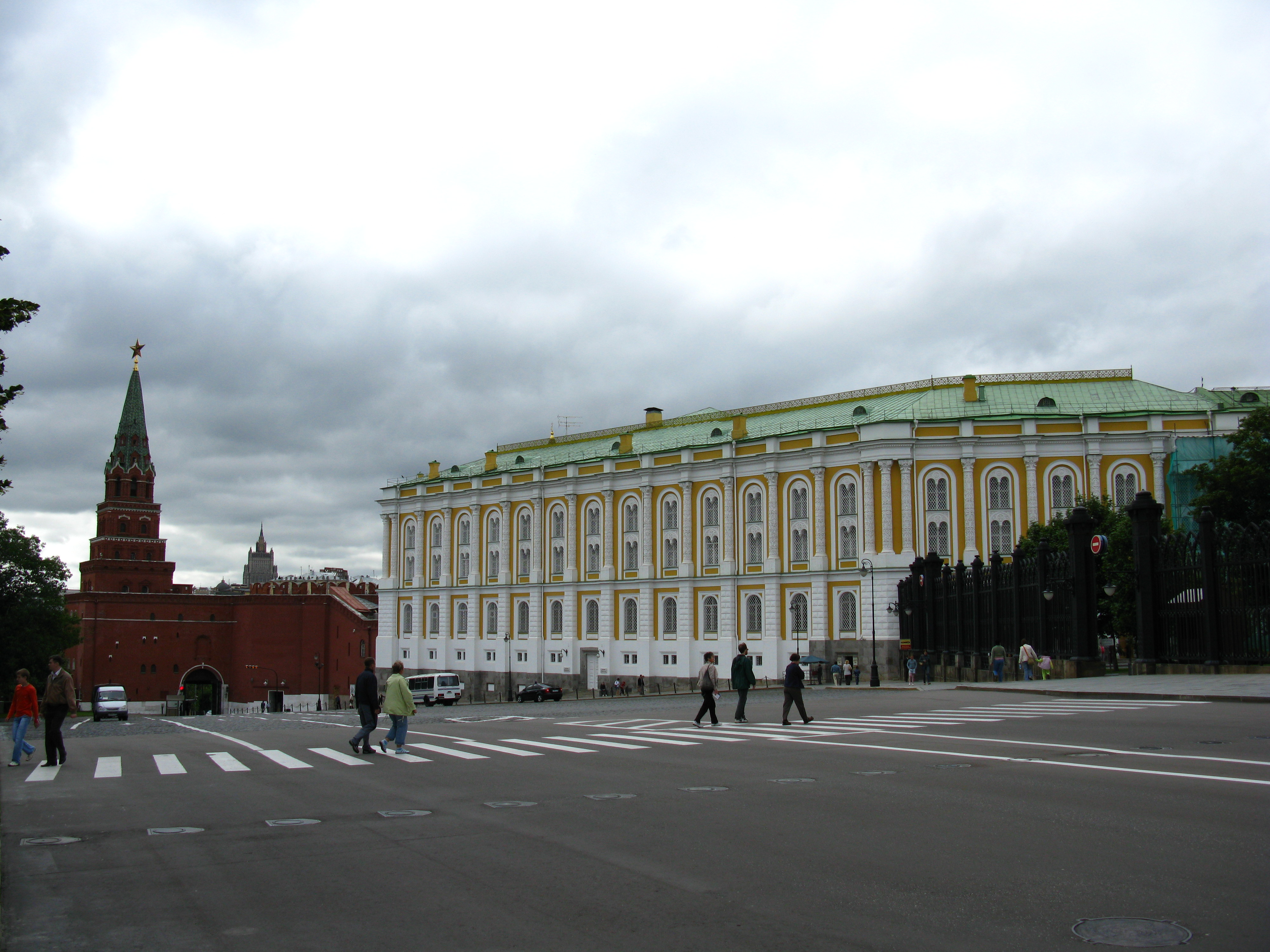
Rüstkammer

Das mit über 4000 Exponaten größte Museum innerhalb des Kremls stellt heute die Rüstkammer dar. Sie befindet sich in einem 1851 fertiggestellten klassizistischen Palais nach einem Entwurf von Konstantin Thon, dem Architekten der benachbarten und vom Stil her vergleichbaren Zarenresidenz des Großen Kremlpalastes.
Spätestens ab dem 16. Jahrhundert wurden im Kreml mehrere für den Zarenhof arbeitende Werkstätten, in denen renommierte Klingenmacher, Waffenschmiede, Juweliere oder Ikonenmaler einzigartige Werke der angewandten Kunst herstellten, als Rüstkammer bezeichnet. Mit der Verlegung der Zarenhauptstadt nach Sankt Petersburg wurden die Kreml-Werkstätten aufgelöst, jedoch blieben große Teile der historischen Bestände weiterhin in Moskau. Zunächst wurden sie in Ermangelung eines eigenen Gebäudes in verschiedenen Lagerräumlichkeiten aufbewahrt, bis Anfang des 19. Jahrhunderts erstmals ein eigenes Gebäude zur Aufbewahrung und Exposition der Kunstwerke errichtet wurde. Damit wurde die Rüstkammer zu einem der ersten öffentlichen Kunstmuseen im Russischen Zarenreich. 1851 zog die Rüstkammer des Kremls in das heutige Gebäude. Nach der Oktoberrevolution wurde sie zeitweilig geschlossen, jedoch 1924 wiedereröffnet, wobei die Exposition um eine Vielzahl von Schätzen aus Kreml-Kathedralen, dem ehemaligen Patriarchenpalast und anderen historisch bedeutenden Bauten erweitert wurde.

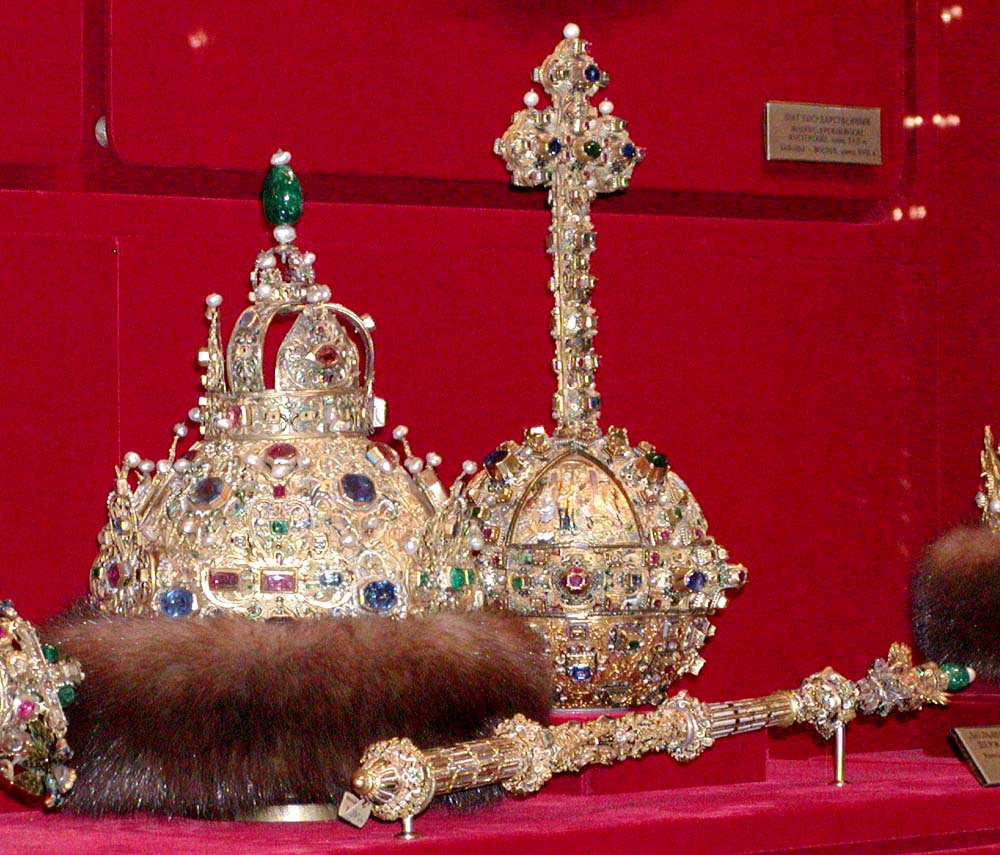
Zareninsignien aus der Rüstkammer

Heute verteilt sich die Exposition auf neun Säle im ersten und im zweiten Stock des Rüstkammergebäudes. In den architektonisch besonders prachtvollen fünf Sälen des zweiten Stockwerks findet sich eine Vielzahl von repräsentativen Gegenständen des Alltags, Kirchenutensilien und Kleinwaffen; viele wurden im Zeitraum vom 13. bis zum 19. Jahrhundert von renommierten einheimischen Gold- und Silberschmieden hergestellt, ein Teil der Exposition umfasst aber auch ausländische Meisterwerke, die einst dem Zaren als Geschenke anderer Monarchen überreicht wurden – darunter beispielsweise silbernes Geschirr aus Augsburg und Nürnberg. Hier sind auch mehrere berühmte dekorative Ostereier aus der Werkstatt des Petersburger Hofjuweliers Carl Peter Fabergé zu sehen. Thematischer Schwerpunkt der Exposition in den vier Sälen des ersten Stockwerks sind Statussymbole des russischen Zarenhofes, darunter speziell für Krönungszeremonien hergestellte Paradegewänder der Kaiserinnen und andere Meisterwerke der einheimischen Stickereikunst, ehemalige Insignien der Moskauer Großfürsten und russischen Zaren (u. a. die Mütze des Monomach, mit der die Zaren bis zum 17. Jahrhundert gekrönt wurden), historische Thronsessel sowie eine umfangreiche Sammlung von Original-Equipagen aus dem 17. und 18. Jahrhundert.
Im gleichen Gebäude ist auch die ständige Ausstellung des Staatlichen Diamantenfonds untergebracht, die im Jahre 1967 erstmals für Besucher öffnete. Hier sind besonders wertvolle Unikate des Juwelierhandwerks und einzelne Diamanten, Edelsteine und Goldnuggets ausgestellt, von denen die meisten nach der Oktoberrevolution aus Beständen des Zarenhofs von einer speziell hierzu geschaffenen Behörde (dem sogenannten Gochran, der Schatzverwaltung des Finanzministeriums) konfisziert wurden. Vereinzelt sind aber auch erst zu Sowjetzeiten gefundene bzw. hergestellte Exponate zu sehen. Die beiden aus Beständen des Zarenhofs stammenden Einzeldiamanten gehören zu den weltweit bekanntesten Exemplaren dieses Edelsteins: Das ist zum einen der Orlow-Diamant aus dem Zarenzepter, zum anderen der Shah-Diamant, den Zar Nikolaus I. 1829 aus Persien geschenkt bekam.

#### Lustpalast

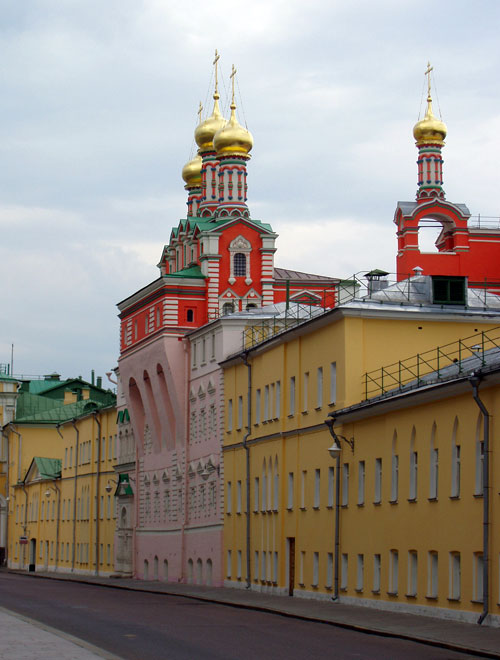
Lustpalast

Der Lustpalast stellt innerhalb des Moskauer Kremls heute das einzige erhaltene Beispiel für ein Bojaren-Wohnhaus aus der Zeit vor dem 18. Jahrhundert dar. Diesen Zweck erfüllte er von seiner Fertigstellung im Jahre 1652 bis zum Jahr 1668, als Zar Alexei I. das Gebäude für sich und seine Familie als Aufführungsort für Theatervorstellungen umbauen ließ. Seitdem wurde der Palast als Lustpalast bezeichnet und behielt diesen Namen auch nach dem 18. Jahrhundert bei, als er wieder als Wohnhaus diente. Heute gehört der Lustpalast der Kreml-Kommandantur; die an ihn beidseitig angebauten zwei- bis dreistöckigen Gebäude stammen vorwiegend aus dem 19. Jahrhundert.
Auffällig an dem Bauwerk ist vor allem seine schmucke Dachkonstruktion mit mehreren Kirchtürmchen, die ursprünglich zur im gleichen Gebäude geweihten Hauskirche des Palastherren gehörten. Die vier ebenfalls ungewöhnlichen Konsolen an der Fassade stützen den ein wenig über die Fassade hinausragenden Altarraum dieser Kirche. Die Fassade bis zum dritten Stock hat indes mit ihren ausgiebig ornamentierten Fenstereinfassungen eine für Moskau des 17. Jahrhunderts typische Gestalt, die man in einer ähnlichen Form auch an dem nahe gelegenen Terem-Palast sehen kann.
Der Lustpalast steht an der Palaststraße direkt zwischen dem Staatlichen Kremlpalast und dem Westabschnitt der Kremlmauer. Da diese Straße für Touristen gesperrt ist, kann auch der Palast nicht betreten werden und ist nur im Bereich des Dreifaltigkeitstors – sowohl innerhalb als auch außerhalb der Kremlmauer – sichtbar.

### Weitere bekannte Gebäude

#### Verwaltungsgebäude

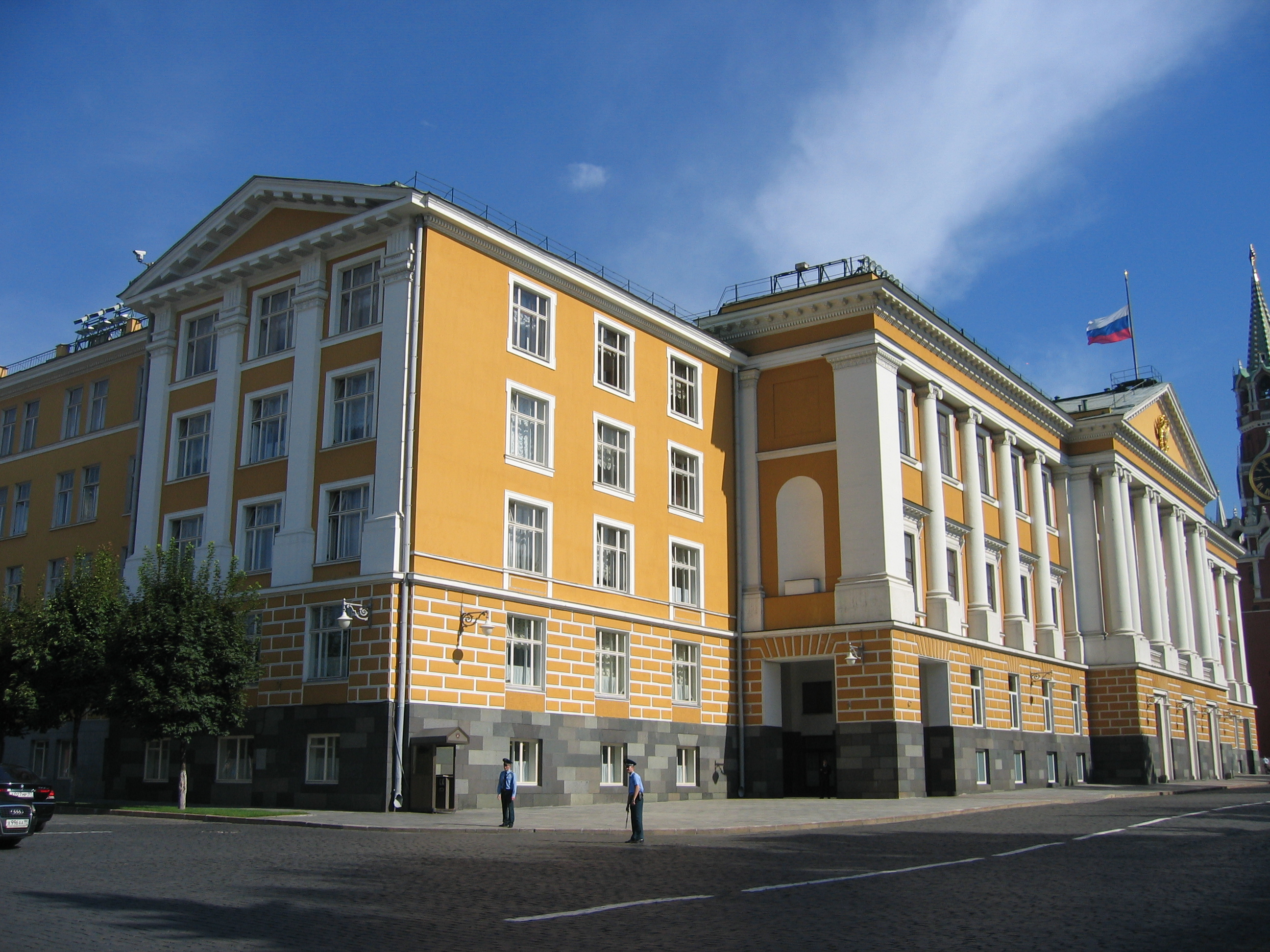
Verwaltungsgebäude

Das Verwaltungsgebäude des Moskauer Kremls, manchmal auch Gebäude 14 genannt, stand an der Ostseite des Iwanplatzes in der Nähe des Erlösertors und ist, wenngleich es als ein weiterer Teil der Präsidentenresidenz weiträumig gesperrt ist, von der gegenüberliegenden Seite des Platzes aus gut sichtbar.
Es handelt sich hierbei um eines der wenigen aus dem 20. Jahrhundert stammenden Bauwerke auf dem Kremlgelände. Dem Gebäude, welches ursprünglich als Militärschule diente, musste unter anderem das Tschudow-Kloster (siehe unten) weichen, das 1929 auf Geheiß der bolschewistischen Machthaber abgerissen wurde. Fünf Jahre später wurde das Verwaltungsgebäude nach einem Entwurf des bekannten Moskauer Bauingenieurs Iwan Rerberg fertiggestellt. Den sichtbaren Kontrast des neoklassizistischen Bauwerks zu den benachbarten historischen Kremlbauten versuchte Rerberg zu lindern, indem er das Projekt von den Abmessungen und auch von der charakteristischen gelben Fassadenfarbe her an die nähere Umgebung anglich.
Nach der ursprünglichen Nutzung als Militärschule befand sich im Gebäude in den 1950er-Jahren mehrere Jahre lang ein Theater, bis dort mehrere regierungsnahe Behörden sowie Abteilungen der Kreml-Kommandantur einzogen. 
Im Frühjahr 2016 wurde das Gebäude 14 abgerissen.

#### Staatlicher Kremlpalast

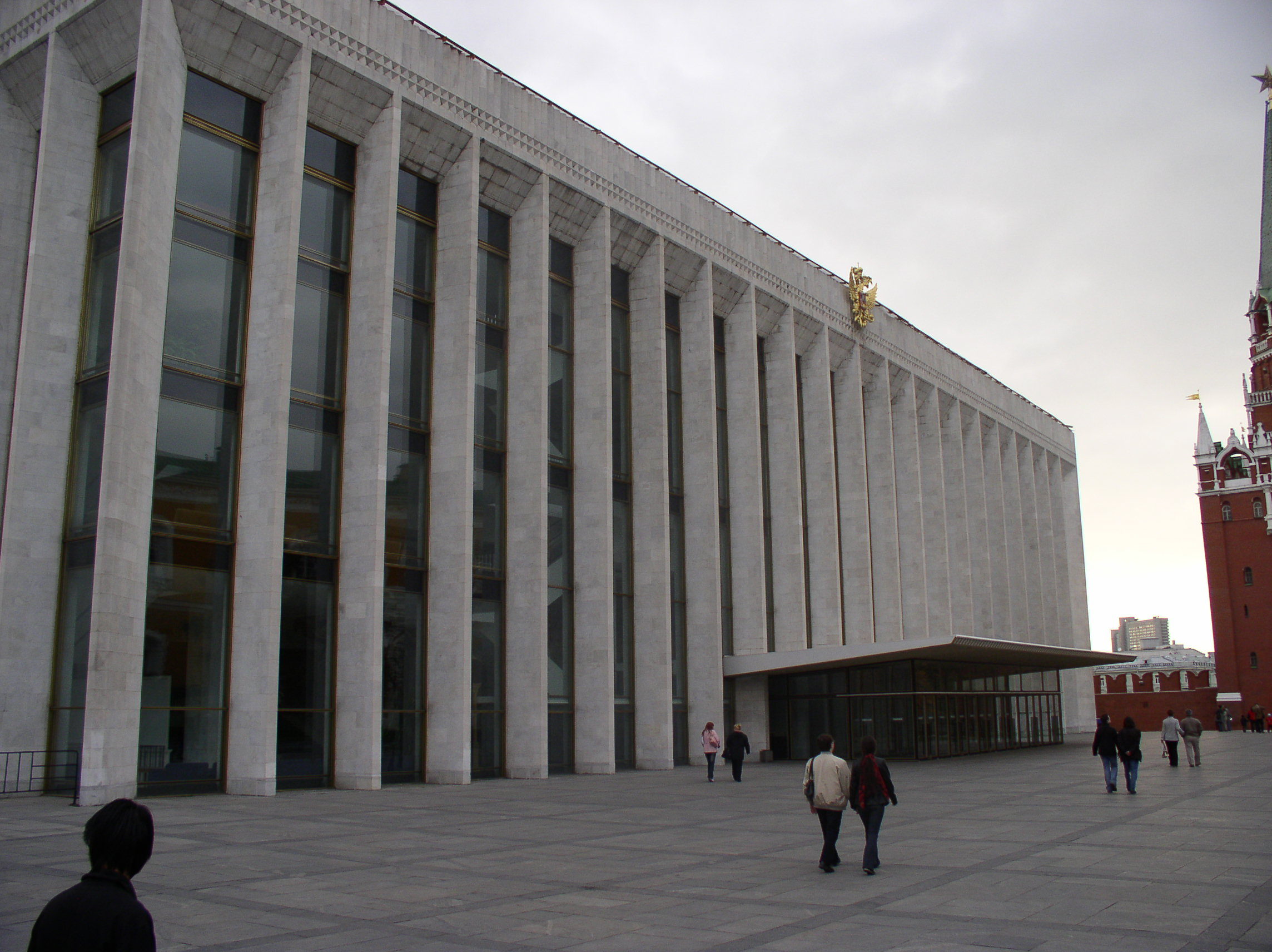
Staatlicher Kremlpalast

Das heute als Staatlicher Kremlpalast bezeichnete Gebäude nahe dem Dreifaltigkeitstor entstand im Jahr 1961 und ist damit das jüngste Gebäude im Ensemble des Kremls. Ursprünglich hieß er Kongresspalast des Kremls und diente in erster Linie als Veranstaltungsort für größere politische Versammlungen in der Sowjetzeit, so unter anderem für die regelmäßig veranstalteten Parteitage der KPdSU. Daneben wurde die Bühne des Palastes für Musikveranstaltungen (z. B. Ballettaufführungen des Bolschoi-Theaters) genutzt. Nach dem Zerfall der Sowjetunion entfiel der ursprüngliche Zweck des Gebäudes als Kongresspalast, weswegen es seine gegenwärtige Bezeichnung erhielt und heute nur noch für kulturelle Veranstaltungen (vorwiegend Konzerte national und international bekannter Interpreten der Popmusik) genutzt wird.
Der Palast weist eine Höhe von 27 Meter auf und ist an seiner Hauptfassade, die sich direkt gegenüber der Südfassade des Arsenals befindet, mit weißem Marmor und reichlich Glas ausgestattet. Im Inneren verfügt das Gebäude unter anderem über einen bis zu 6000 Zuschauer fassenden Hauptkonzertsaal und eine bis zu 4500 Personen Platz bietende Festhalle.

### Freistehende Denkmäler

#### Zarenkanone

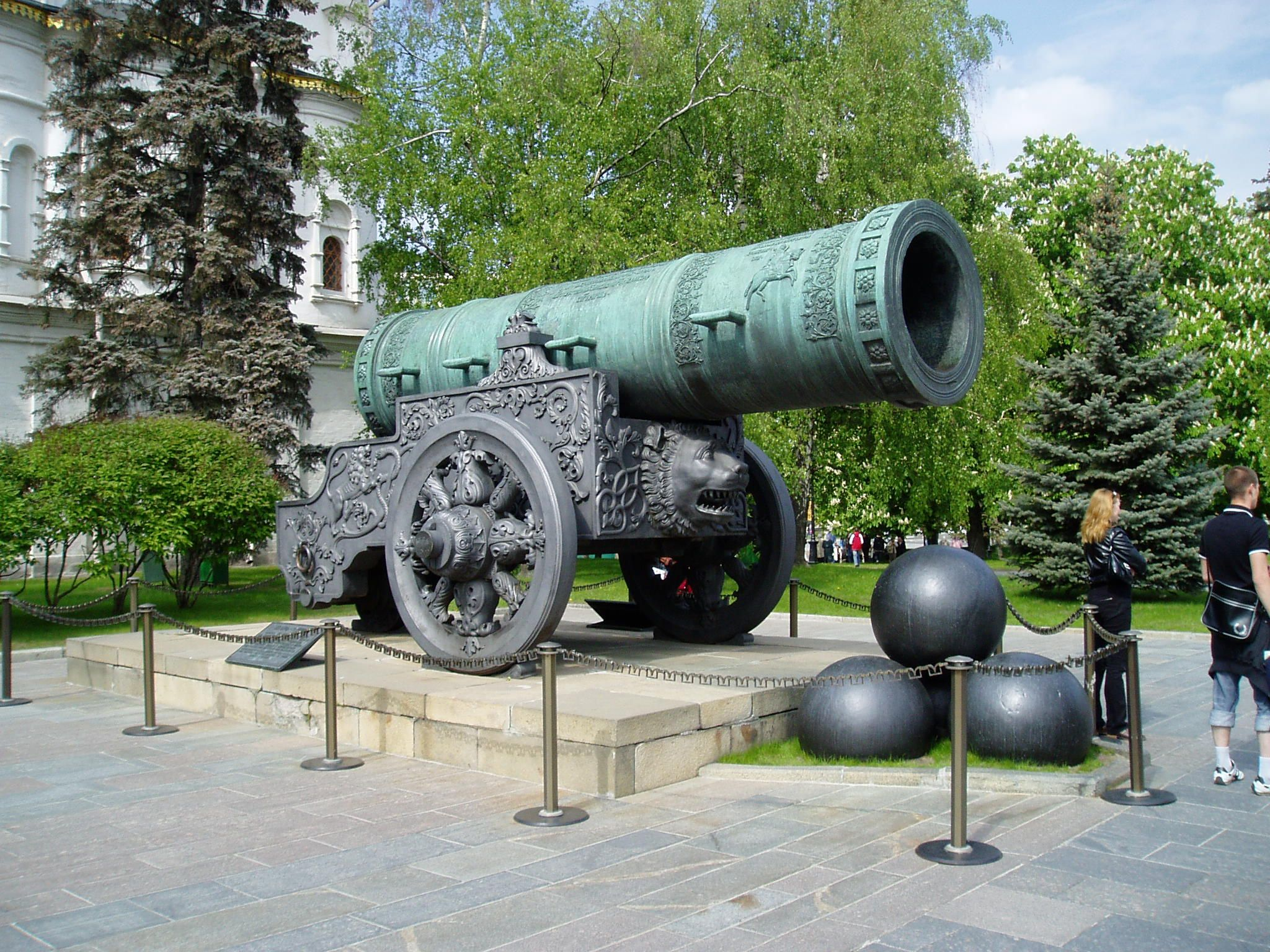
Zarenkanone

Die auf dem Iwanplatz stehende Zarenkanone stellt das bis heute wohl bekannteste Erzeugnis russischer Gusstechnik des 16. Jahrhunderts dar. Entgegen der Bezeichnung ist sie waffentechnisch keine Kanone, sondern eine Steinbüchse. Mit ihrem Kaliber von 890 mm zählt sie zu den größten Artilleriegeschützen weltweit, ist allerdings kein einziges Mal zum Einsatz gekommen. Die Lafette, auf der die Kanone steht, sowie die neben ihr liegenden Kugeln wurden als reine Dekoration im 19. Jahrhundert gefertigt.
1586 stellte Andrei Tschochow, ein renommierter Moskauer Gießermeister, diese für die damalige Zeit überdimensional große Waffe her und schmückte ihren bronzenen Lauf mit reichhaltigen Ornamenten und einem Reiterbildnis des Zaren Fjodor I. Ursprünglich sollte die Kanone ihrem eigentlichen Zweck dienen, wozu man sie auf dem Roten Platz zur Verteidigung des Kremls vor möglichen Angriffen oder auch zur Abschreckung des Feindes aufstellte. 1706, als der Kreml seine ursprüngliche Bedeutung als Festung schon lange nicht mehr hatte, wurde die Zarenkanone als Denkmal russischer Gusskunst in den Kreml zunächst vor das Arsenal verlegt. Seit 1960 steht sie an ihrem heutigen Platz.

#### Zarenglocke

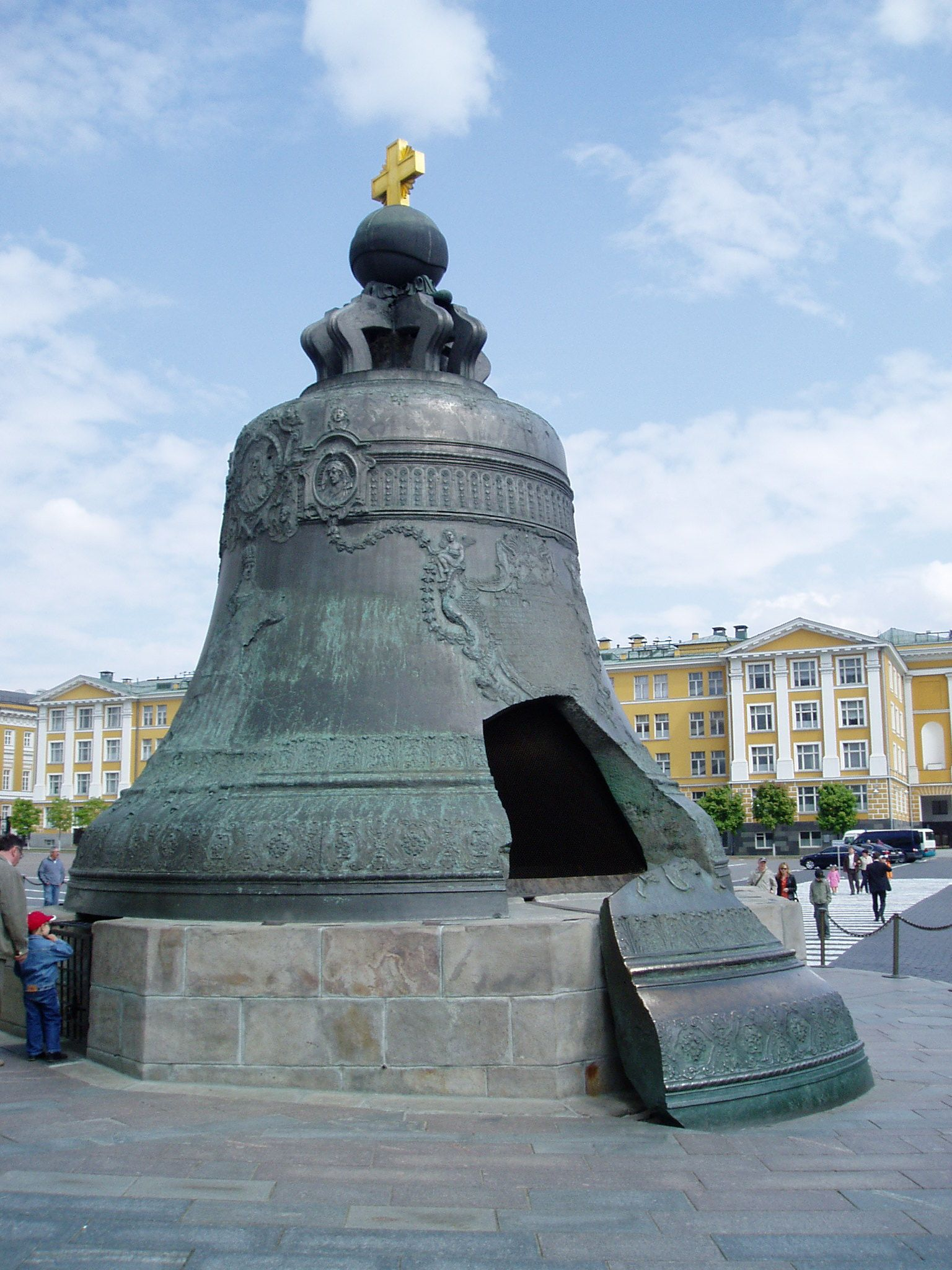
Zarenglocke

Ein weiteres markantes Erzeugnis russischer Gießermeister ist die 6,14 Meter hohe Zarenglocke, die ebenfalls am Iwanplatz an dessen Kreuzung mit der Borowizki-Straße auf einem speziell gefertigten Sockel steht. Auch sie wurde kein einziges Mal ihrem eigentlichen Zweck nach verwendet.
Die Glocke wurde im Jahre 1735 vom Gießermeister Iwan Motorin und seinem Sohn Michail gefertigt. Dazu wurde an speziell aufgebauten Schmelzöfen rund 200.000 kg Metall aufbereitet, wobei ein Großteil davon Reste einer 1655 hergestellten und 1701 bei einem Brand abgestürzten Glocke waren. Der Gießvorgang brachte den Motorins enorme Schwierigkeiten und glückte erst im zweiten Anlauf. Noch bevor die fast fertige Riesenglocke aus ihrer Gießgrube gehoben werden konnte, kam es im Jahre 1737 im Kreml erneut zu einem Großbrand. Die Glocke wurde vom Feuer erfasst, erhitzte sich und zersprang schließlich, als kaltes Löschwasser auf sie gelangte. Es entstanden an mehreren Stellen Risse, und ein größeres Stück Metall spaltete sich ab. Bis heute steht dieses Stück neben der Glocke.
Nach dem Feuer geriet die beschädigte Glocke, die nicht mehr zum Läuten zu verwenden war, über längere Zeit in Vergessenheit und wurde erst ein Jahrhundert später, nämlich im Jahre 1836, mit viel Aufwand aus der Grube gehoben und auf ihrem heutigen Standort aufgestellt. Seitdem zählt sie zu den bekanntesten Denkmälern auf dem Kremlgelände. Sehenswert sind an der Glocke neben ihren ungewöhnlich großen Ausmaßen die Ornamente, mit denen sie bei ihrer Herstellung ausgeschmückt wurde. Sie beinhalten unter anderem barocke Pflanzenornamente, Medaillonabbildungen von Heiligen sowie Ganzkörperporträts von Kaiserin Anna und Zar Alexei in Paradegewändern.

### Zerstörte Kreml-Bauwerke
Von den heute erhaltenen Kreml-Bauwerken stammen die ältesten aus dem 15. Jahrhundert, wobei die Gründung der Moskauer Zitadelle spätestens im 12. Jahrhundert erfolgt haben muss (siehe Abschnitt Geschichte). Daraus lässt sich zwangsläufig die Existenz einer – heute unbekannten – Vielzahl nicht erhaltener Bauwerke innerhalb der Kremlmauern folgern, von denen etliche einst genau an Stelle bis heute erhaltener Gebäude standen. Da es noch bis zum 19. Jahrhundert in Russland keinen Denkmalschutz gab und dieser auch danach nicht immer konsequent eingehalten wurde, gingen mit den Umbauaktionen, die oft eine Erneuerung des gesamten Kremls zum Ziel hatten wie beispielsweise unter Großfürst Iwan III., auch etliche historisch wertvolle Architekturobjekte verloren. Zudem fielen viele Holzbauten den noch bis zum 18. Jahrhundert häufigen Feuersbrünsten zum Opfer oder wurden bei Kriegshandlungen (zuletzt 1812 während des Krieges gegen Napoléon) zerstört.

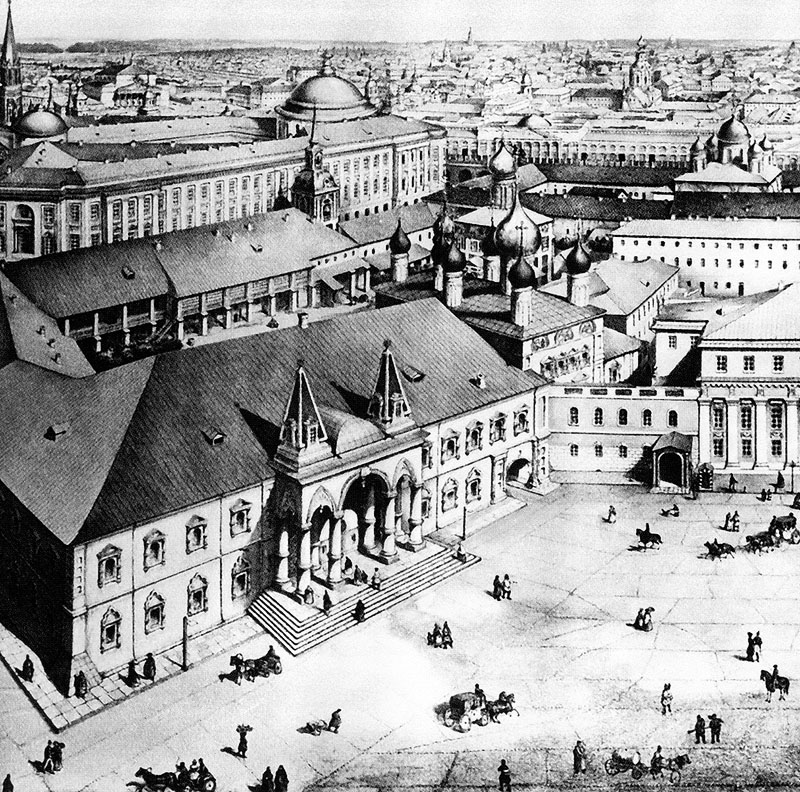
Das 1929/30 abgerissene Tschudow-Kloster nahe dem Erlöserturm des Kremls. Ein Kupferstich aus dem 19. Jahrhundert

Bis in die Gegenwart wurden Dokumentationen und/oder Abbildungen vorwiegend von jenen Kreml-Bauwerken überliefert, die etwa ab dem 18. Jahrhundert verschwanden, während noch ältere Bauten, selbst wenn es sich bei ihnen um äußerst repräsentative Objekte handelte, allenfalls oberflächliche Erwähnungen in Chroniken finden. Der älteste heute bekannte Fall einer großflächigen Abrissaktion im Moskauer Kreml war der in den 1770er-Jahren unter Katharina der Großen begonnene und später verworfene Bau eines übergroßen Zarenpalastes. Damals wurden auch Teile der südlichen Kremlmauer abgetragen, da die Fassade des Palastes laut Projekt bis an das Ufer der Moskwa reichen sollte. Nach dem Baustopp wurde die Mauer mit vier ebenfalls abgetragenen Türmen wiederhergestellt, mehrere repräsentative Bauten entlang der südlichen Kremlmauer verschwanden jedoch endgültig – darunter das ehemalige Palais von Zar Boris Godunow und die vom italienischen Architekten Marco Ruffo erbaute ehemalige Schatzkammer des großfürstlichen Hofes.
Die dramatischsten Verluste an seiner Bausubstanz erlitt der Kreml jedoch erst im 20. Jahrhundert kurz nach der 1917 erfolgten Machtergreifung der Bolschewiki in Russland und dem Entstehen der Sowjetunion. Dabei sahen es die neuen Machthaber vor allem auf die Sakralbauten ab – so wurden im Zeitraum von 1918 bis 1935 im Kreml insgesamt 12 Kirchen, fünf Kapellen sowie einzelne Profanbauten abgerissen. Einige Kirchen – wie beispielsweise die Kirche der Hl. Konstantin und Helena im Südosten des Kremls – wurden unter dem Vorwand der Baufälligkeit abgetragen, ohne dass an ihrer Stelle später ein neues Gebäude errichtet wurde. Die umfassendste Abrissaktion betraf jedoch die beiden zu jener Zeit noch existierenden, wenngleich bei Kämpfen im Oktober 1917 stark beschädigten, Klöster im Kreml – das Tschudow- und das Himmelfahrtskloster. Dabei wurden sämtliche Bauwerke aus dem Ensemble der beiden Klöster endgültig zerstört; einige Jahre später wurde an ihrer Stelle das heutige neoklassizistische Verwaltungsgebäude errichtet. Die zum Teil historisch wertvollen Schätze aus den Beständen der zerstörten Kirchen und Klöster wurden in Museen übertragen, darunter in die Kreml-Rüstkammer, wo die repräsentativsten Exemplare heute ausgestellt sind.
Die Zerstörung des alten Gebäudes der Rüstkammer aus dem Anfang des 19. Jahrhunderts, die Ende der 1950er-Jahre dem Staatlichen Kremlpalast (vormals Kongresspalast) weichen musste, war der letzte Abriss eines historischen Bauwerks auf dem Kremlgelände, bevor das Ensemble durch die UNESCO den Status eines Weltkulturerbes erhielt.